# Peter Schro

Selbstbildnis Meister Schro, Dom Halle (1525)

Peter Schro (* um 1485 in Mainz; † vor dem 18. August 1544 ebenda), auch Schrör:6, Schror und Schrot geschrieben:8, war ein deutscher Bildhauer zwischen Spätgotik und Frührenaissance. Er wurde zwischen 1522 und 1542/44 in Mainz urkundlich nachgewiesen.:27

## Leben

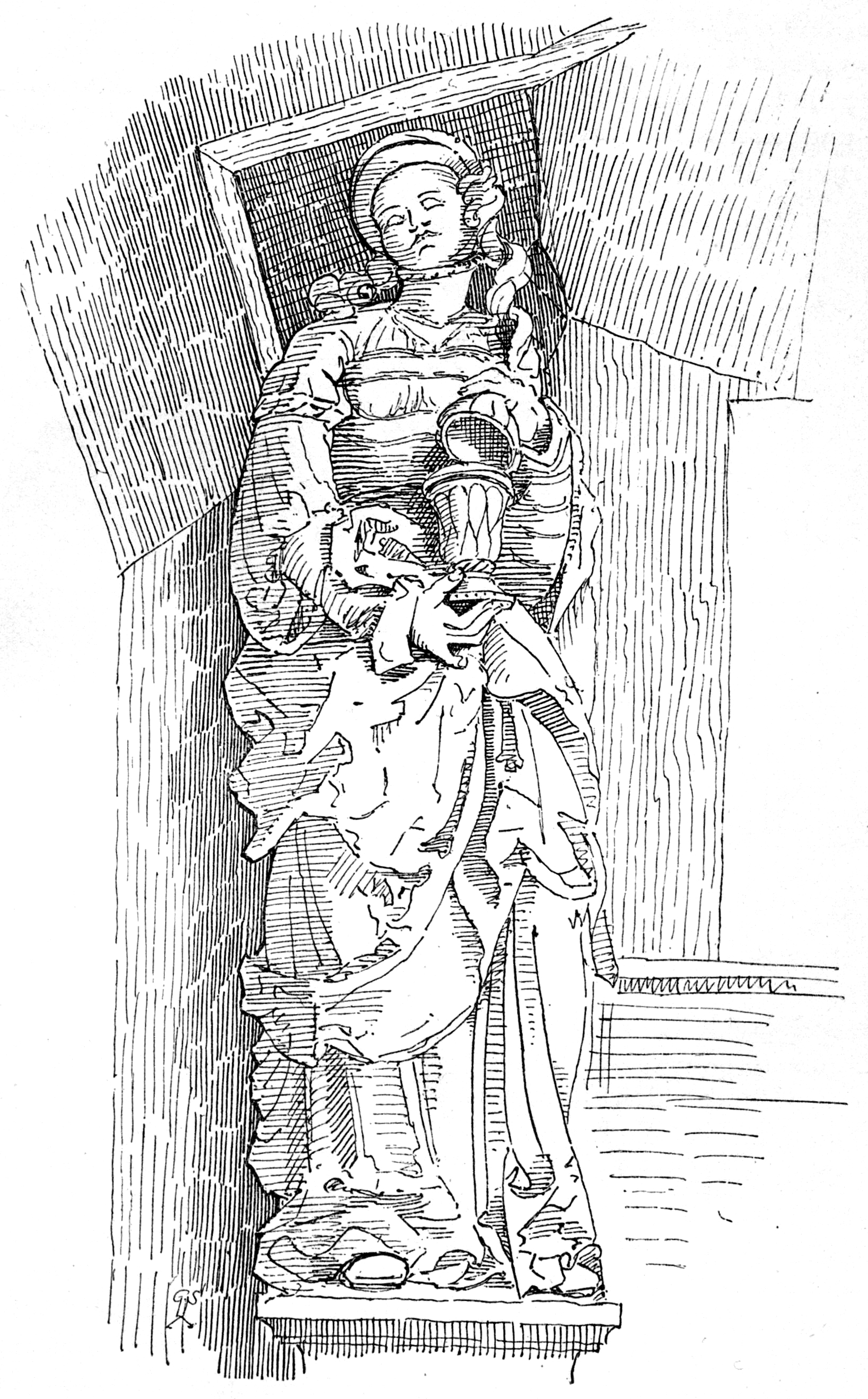
Maria Magdalena, Dom Halle (Schönermark 1886)

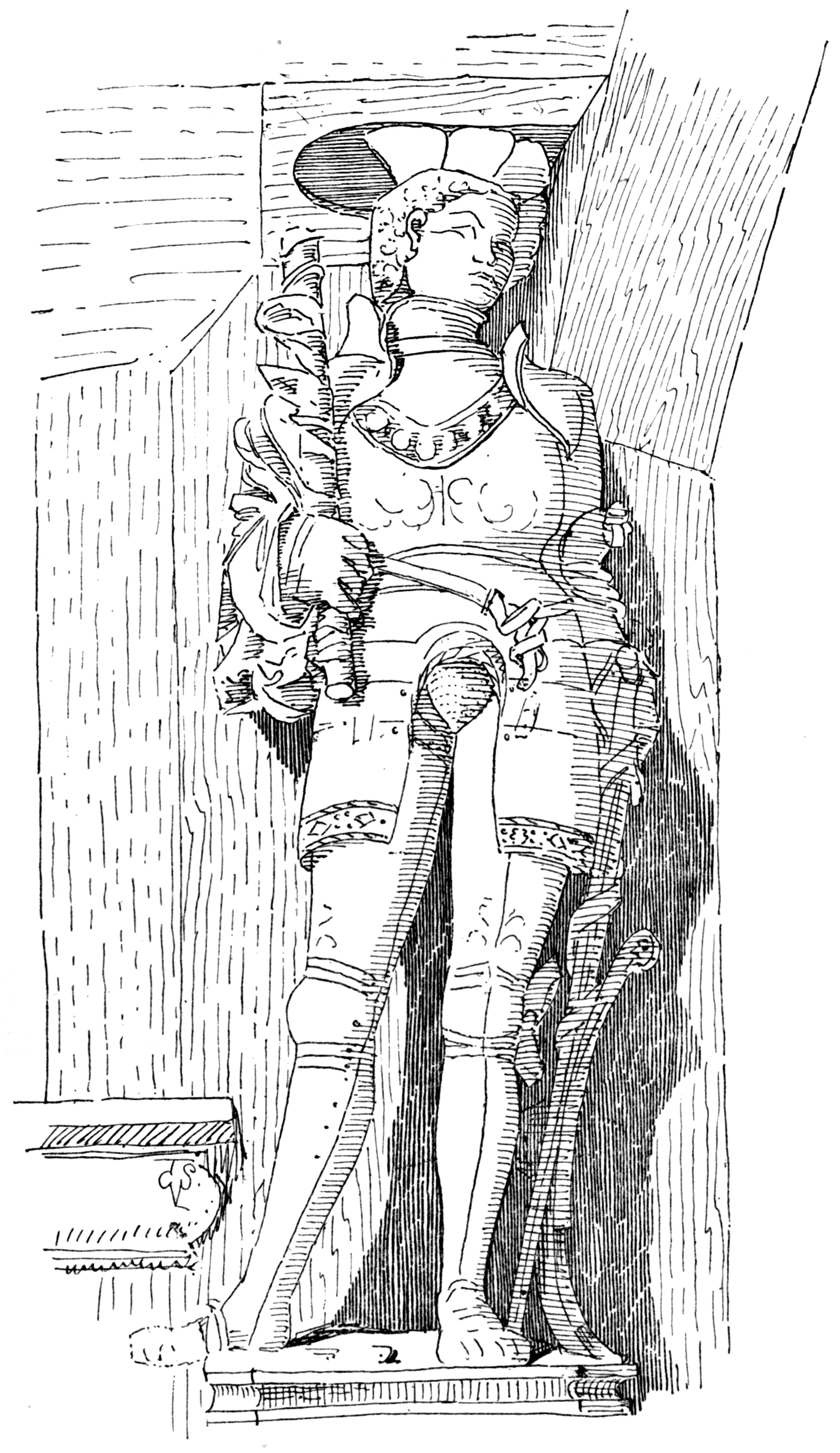
Hl. Mauritius, Dom Halle (Schönermark 1886)

### Identifizierung des Namens
Über lange Zeit blieb der Meister des Halleschen Doms ein Namenloser. Die letztendliche Identifizierung seines Namens lässt sich als kunsthistorische Kriminalgeschichte verstehen, die fast über 130 Jahre hinwegreicht. In der Rückschau ergeben sich folgende Meilensteine.

#### Spurensuche im 19. Jahrhundert
- Gustav Schönermark (1886): Umfassende Darstellung der figuralen und architektonischen Details des Halleschen Doms. Nimmt unzutreffend an, dass es sich beim Dom in Halle um einen Neubau handelte, der von 1520 bis 1523 fertiggestellt wurde.[4]:219, 235 Ermittelt, dass es sich beim verwendeten Material der Skulpturen nicht um Sandstein, sondern um ein vulkanisches Produkt, ein Trassgestein vom Rhein handelt. Dieses Material ordnet er der großen und, irrtümlicherweise, auch der kleinen Weihetafel zu. Der leichte, graugelbe Stein ließ sich selbst mit dem Messer bearbeiten, so dass Schwerter, Stäbe und Schnurverzierungen freischwebend über längere Strecken gefertigt wurden.[4]:240 Sieht im Meister von Halle „den ersten Künstler der Neuzeit“,[4]:252 der der Gotik entwachsen ist und sich ausgiebig bei den neuen Elementen der Renaissance bedient (Perlenstäbe, Akanthusblätter, Palmetten usw.).[4]:237 Er vermutet daher Reisen des Meisters nach Italien und Spanien[4]:253 und zweifelt nicht daran, dass alle Kunstwerke im Dom von einer Hand herrühren.[4]:255 Veröffentlicht detaillierte Zeichnungen, u. a. auch zur Konsolenfigur unter dem Hl. Mauritius, in der er ein Selbstbildnis des Meisters vermutet.[4]:250
- Paul Redlich (1900): Weist durch gründliche recherchierte archivalische Befunde zum Hallenser Dom nach, dass die alte Dominikanerkirche zum Neuen Stift Kardinal Albrechts umgebaut wurde.[5]:112, 120 Erstmals wird vermutet, dass ein Schulzusammenhang zwischen den beteiligten Bildhauern und Steinmetzen bestanden haben müsse (es wird die Magdeburger Domhütte angenommen).[5]:132 Das Werk kann in der kurzen Zeit von sechs Jahren nur nach den Entwürfen und unter der Oberleitung eines Meisters über mehrere Gesellen vollendet worden sein.[5]:137 Wenn auch aufgrund der Renaissanceelemente der Meister nicht selbst in Italien gewesen sein muss, so hat er zumindest die großen süddeutschen Handelsstädte gekannt.[5]:136 Die Pfeilerstatuen gehörten zweifellos zum Besten, was die deutsche Plastik jener Zeit geleistet hat.[5]:134

#### Spurensuche im 20. Jahrhundert
- Paul Kautzsch (1911): Formuliert für den unbekannten Künstler des Pfeilerzyklus von Halle den Notnamen „Meister der Hallischen Domskulpturen“.[6]:49 Zwei Spuren führen von Halle nach Mainz. Die durchgängige Verwendung von rheinischem Tuffstein für die Hallenser Figuren verweist in die Nähe des Rheins.[6]:69 Und Kardinal Albrecht würde wohl auch eher einen Meister nach Halle holen, der ihm aus Mainz am Rhein bekannt war.[6]:68 Der stilkritische Vergleich verortet den Hallenser Meister in der in Mainz nachweisbaren Schule Hans Backoffens († 1519).[6]:69 Hervorgehoben werden die bedeutenden Portraitköpfe der Pfeilerfiguren, die auf Modellstudien beruhen müssen.[6]:70 Nur mit Unterstützung des Meisters durch mehrere Gesellen kann das Werk in sechs Jahren entstanden sein.[6]:69 Zeitgleich zur Dissertation von Kautzsch (1909)[7] und unabhängig voneinander weist auch Dehio (1909)[8] den Hallenser Meister der Backoffen-Schule zu.[6]:IV
- Ernst Kähler (1955/56): Der Figurenzyklus will eher einen bestimmten Sinngehalt seiner Zeit ausdrücken als eine künstlerische Aussage machen.[9]:232 Wesentlich ist dabei u. a. die Figur des Erasmus. Die intensive Verehrung Kardinal Albrechts für Erasmus und seinen Humanismus drückt sich in speziellen Besonderheiten aus (Erasmus kommt als Pfeiler- und Baldachinfigur zweimal vor, Zitat aus Erasmus’ griechischer Bibelübersetzung herausgehoben am Ärmel des Paulus).[9]:234 Es wird eine komplette Bedeutungsanalyse der vorhandenen und fehlenden Attribute aller Figuren vorgelegt (vgl. Tabellen Pfeiler- und Baldachinfiguren).[9]:236ff. Die lateinischen Inschriften an den Gewandsäumen können einer bestimmten Gattung liturgischer Gebete zugeordnet werden. Die Gebetsverse dieser mittelalterlichen Vorlage, der „Litania maior“, bestimmen die Reihung und Gruppierung der Pfeilerfiguren.[9]:242, 244 Die Kanzel wird als Ausdruck des „omnis sermo Dei“, des ganzen Wortes Gottes interpretiert und zwar hinführend zu einem reformfreundlichen, katholischen Humanismus.[9]:246, 248
- Heinz Wolf (1957): Die plastischen Werke im Dom zu Halle wurden durch drei beteiligte Werkstätten geschaffen: Bastian Bindersche Dombauhütte, Pfeilerfigurenwerkstatt und Kanzelwerkstatt von Ulrich Creutz.[10]:77, 125 Später wird die Urheberschaft von Ulrich Creutz durch Nickel (1991)[11]:19 und Bischoff (2006)[12] wieder in Frage gestellt, da die Hallesche Domkanzel „lebendiger und qualitätsvoller“[11]:19 ist als die von Wolf (1957) zum Vergleich herangezogenen Arbeiten. In den Pfeilerfiguren manifestieren sich zwei Kunstepochen mit ihren ganz spezifischen Merkmalen (Gewänder sind der Spätgotik verhaftet und besitzen eine manieristische Nuance, Köpfe und Hände entsprechen der neuen Renaissanceauffassung). Nach Auflösung der Backoffen-Schule 1519 wird eine „Rumpfwerkstatt“[10]:78 angenommen, die durch seine Schüler betrieben wurde und in Mainz verblieb. Zumindest zwei Personengruppen sind an den Pfeiler- und Baldachinfiguren beteiligt. Zur ersten gehört der Meister, der für alle Entwürfe der Großfiguren und die Fertigung der Christusfigur zuständig war.[10]:59 Weitere Personen dieser Gruppe waren für die Ausführung der übrigen Großfiguren, alle Baldachingehäuse, die Baldachinfiguren von Ecclesia und Madonna sowie die Konsolen von Christus, Petrus, Mauritius und Magdalena verantwortlich. Auch die beiden Weihetafeln wurden von dieser Gruppe ausgeführt.[10]:69, 76f., 82 Alle anderen Baldachinfiguren und Konsolen dürften von einer zweiten Personengruppe geschaffen sein, die nicht über die gleiche künstlerische Qualität verfügte.[10]:69 Die Inschriften auf den Gewandsäumen werden komplett ermittelt.[10]:44–55
- Hans Volkmann (1963): Während Wolf (1957) die kleine Weihetafel im Halleschen Dom noch sicher der Pfeilerfigurenwerkstatt zuschreibt, wird dies hier korrigiert, um sie dem Werk von Loy Hering zuzuordnen.[13]:757 Für die große Weihetafel wird kein Zuschreibungsversuch an einen Bildhauer unternommen[13]:760, wiewohl sie irrtümlich in die Nähe des Kanzelmeisters gerückt wird. In jedem Fall wird ein Meister angenommen, der das Renaissancegefühl des Südens vollständig verinnerlicht hatte.[13]:762
- Irnfriede Lühmann-Schmid (1975, 1976/77): Ihre Arbeiten verändern die Situation grundlegend, da sie Peter Schro als ausführenden Meister der Halleschen Pfeilerfiguren und anderer Werke identifizieren kann. Die Auswertung urkundlicher Erwähnungen in Mainz ergibt einige Nachweise des Namens Peter Schro in den Akten aus der Zeit von 1522 bis 1544, die sich auf Zahlungen durch Kardinal Albrecht beziehen. Daraus ergibt sich, dass er „peter schro Bilthauer“ genannt wurde und sein Todesdatum um das Jahr 1545 zu suchen ist.[3]:8 Da die Urkunden über die von ihm geschaffenen Werke keine Auskunft geben, werden der Werke der Backoffen-Schule untersucht, innerhalb derer drei Werke mit der Signatur „P·S“ identifiziert werden können (Epitaph Walter von Reiffenberg, Grabplatte Heinrich Meyerspach und Grabstein Kuno von Walbrunn).[3]:9 Über stilkritische Vergleiche wird Schritt für Schritt das verbliebene Œuvre Peter Schros erschlossen und in eine Chronologie seiner Schaffensphasen eingeordnet (Lühmann-Schmid[3]:14–62[14]:57–82). Für die Ausführung der Arbeiten im Dom zu Halle werden neben dem Hauptmeister, Peter Schro, drei Gesellen und weitere Mitarbeiter angenommen. Abschließend kann daraus seine künstlerische Ausstrahlung auf andere Meister seiner Zeit (Meister Jacob, Meister Wendel und, bedingt, Ulrich Creutz) abgeleitet werden.[14]:82–84 Die damit einhergehende Schulbildung wird über seinen Sohn (vielleicht auch Neffen), Dietrich Schro, und über Hans Wagner vermittelt und weitergetragen.[14]:84–98 Seine regionale und überregionale Bedeutung ist unstrittig.[14]:98–100

#### Spurensuche im 21. Jahrhundert
- Ursula Thiel (2006): Die von Lühmann-Schmid erkannte Signatur Peter Schros auf dem Epitaph des Walter von Reiffenberg kann nicht bestätigt werden und scheint eher zufällig entstanden zu sein.[15]:230 Peter Schro muss schon zu Lebzeiten Backoffens († 1519) eine eigene Werkstatt in Mainz unterhalten haben.[15]:236 Er wird nicht nur für Entwurf und Ausführung der einzelnen Bildplastiken verantwortlich gewesen sein, sondern auch für die Gesamtkonzeption des Zyklus. Während die weiteren Werke Schros bzgl. ihrer Urheberschaft auch kontrovers diskutiert werden, ist der Pfeilerfigurenzyklus mit Sicherheit seiner Person und Werkstatt zuzuordnen.[15]:250
- Ursula Thiel (2014): Grundlegende Arbeit über Dietrich Schro (nachw. 1542/44–1572/73), den Sohn (oder Neffen) von Peter Schro, der im Gegensatz zu Peter Schro schon seit längerem bekannt war.[16] Beinhaltet auch die kritische Überprüfung aller zu Peter Schro bekannten Forschungsergebnisse und Quellen. Trotz zweier Korrekturen an den bisher bekannten urkundlichen Erwähnungen Peter Schros wird die Identifizierung von Peter Bildhauer mit Peter Schro für sehr wahrscheinlich gehalten.[2]:28 Peter Schros Vermögen lässt sich für 1540 berechnen und beträgt insgesamt 350 Gulden. Sein Tod kann zwischen Jahresbeginn 1542 und Sommer 1544 eingegrenzt werden, da ein Mainzer Ratsprotokoll vom 18. August 1544 seine Witwe erwähnt. Vermutlich war Peter Schro Besitzer des Hauses „unter der Schmidten genannt die Badstube“ in Mainz – die Straße verläuft parallel zur heutigen Rheinstraße zwischen Holzstraße und Kapellhofgasse, wie die Abschrift aus einem Borgationsbuch von 1541–48 berichtet.[2]:31 Aus den zwanzig letzten Lebensjahren Peter Schros ist kein signiertes Werk bekannt.[2]:33 Alle Quellen legen nahe, dass Dietrich Schro nach dem Tod seines Vaters dessen Bildhauerwerkstatt übernahm.[2]:68 Zuvor wird er als Geselle in der Werkstatt seines Vaters gearbeitet haben.[2]:231f., 158 Da in den Quellen nachweislich die Ehefrau Elisabeth und vier Kinder von Dietrich Schro existieren – Heinrich, Johann (Hans), Anna und Maria – handelt es sich hier um nahe Verwandte von Peter Schro.[2]:53–56

### Lebensdaten

#### Urkundliche Quellen und Signaturen

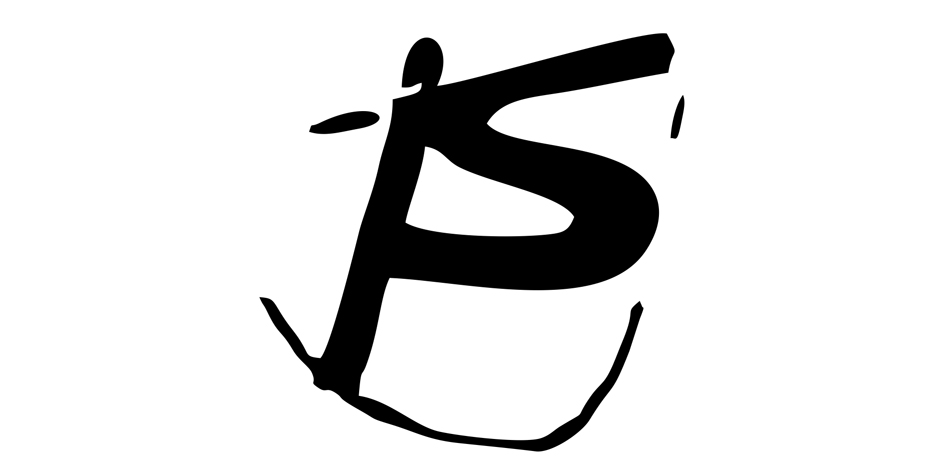
Reiffenberg-Signatur (1517)

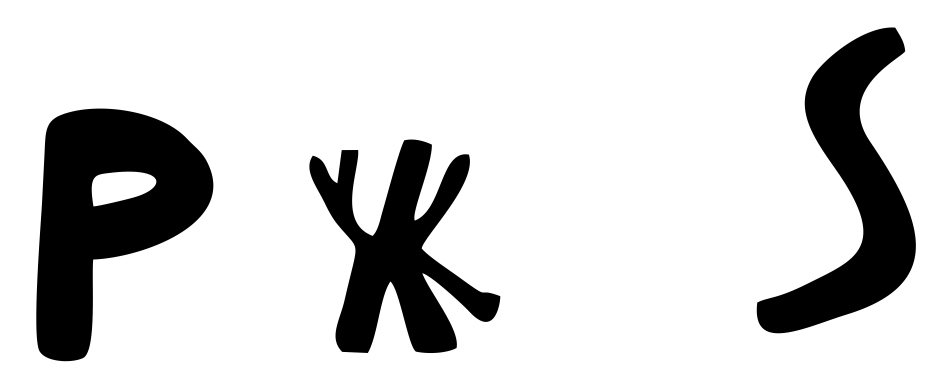
Meyerspach-Sign. (1517/18)

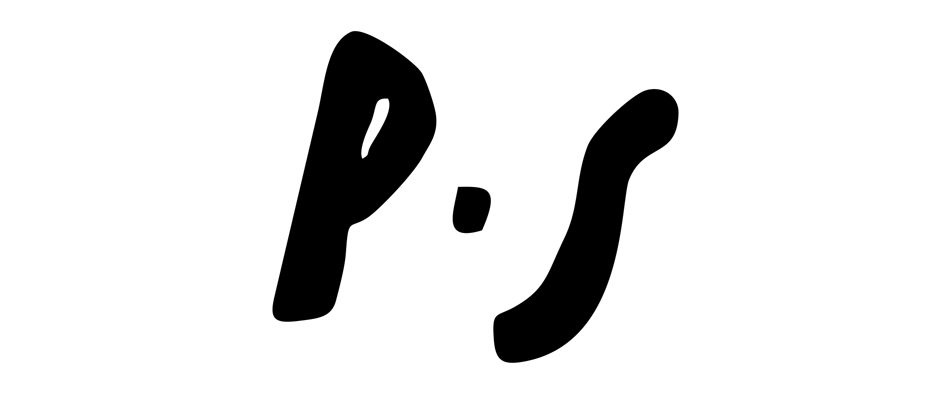
Walbrunn-Signatur (1522)

In den Stadtarchiven von Würzburg und Mainz ermittelt Lühmann-Schmid (1975) mehrere urkundliche Nachweise über Peter Schro. Nach einigen Korrekturen von Thiel (2014) verbleiben die gesicherten Angaben wie folgt:
- 1522: Kammerrechnungen Albrechts von Brandenburg verzeichnen Peter Bildhauer als Dienstgeldempfänger des kurfürstlichen Hofes (StA Würzburg): „Quitantz Peter Bildhawer vber VIII guld(en) dat(um)/Anno 1522“[2]:27, 603f.
- 1541/12/20 beg. – Anfang 1542: Vier Register für die Landsteuer der Stadt Mainz im Zweiten Ziel, 1541–1542. Quarthefte I–IV (StA Würzburg): In den Listen wird „Peter schrot bilthaver“, „Peter Bildthawer“, „peter Bildthawer“ und „peter schro Bildthawer“ unter den Mitgliedern der Goldschmiedezunft jeweils mit Zahlungen in Höhe von 1 Gulden und 18 Albus verzeichnet. Außer Peter Schro wird kein anderer Bildhauer aufgeführt, er erscheint in den Quartheften I–IV an 17. Stelle mit den jeweils aufgeführten Namen.[2]:28, 609ff. In der IV. Landsteuerliste von 1542 wird „peter schro Bildthawer“ aus der „Goltschmidt/zunfft“ letztmals mit einer Zahlung von 1 Gulden und 1 Albus erwähnt (StA Würzburg, Liste der Mitglieder der Goldschmiedezunft).[2]:27, 613
- 1544/08/18: Erwähnung der Witwe Peter Bildhauers bei einer Klage im Ratsprotokoll der Stadt Mainz (StA Würzburg): „Idem constituirt Anthonj gegen: Peter/bildhawers wittfraw“[2]:613 Insofern muss Peter Schro am 18. August 1544 bereits verstorben gewesen sein.
- vor 1830: Auszug Karl Anton Schaabs (1761–1855) aus dem nicht mehr erhaltenen Mainzer Borgationsbuch von 1541–1548 (Sta Mainz, Nachlass Schaab): Haus unter der Schmidten (Schlossergass) die Badstube genant_/stost hinten und forn auf 2. gemeine Straßen/Peter Schrör Bildhauer. 1542. Ux.(or) Kunigund. Er starb. 1545.[2]:31, 645 Der Eintrag „Er starb. 1545.“ ist verwirrend, denn im August 1544 war Peter Schro bereits verstorben. Die Schlossergasse in Mainz gibt es noch heute. Thiel (2014) verortet die Region der Schlossergasse um die „Badstube“ zwischen Kappelhofgasse und Holzstraße – also etwa hier: 49° 59′ 49,8″ N, 8° 16′ 39,7″ O

Als inschriftlich gesicherte Arbeiten erkennt Lühmann-Schmid (1975) drei Werke von Peter Schro, bei denen sie entsprechende Signaturen finden konnte:9–13:
- Epitaph des Walter von Reiffenberg († 30. Okt. 1517), Kronberg, ev. Pfarrkirche.
- Grabplatte des Heinrich Meyerspach († 1520), Frankfurt-Höchst, Justinuskirche.
- Grabstein des Kuno von Walbrunn († 1522), Partenheim, ev. Pfarrkirche.

Nach nochmaliger Prüfung der Arbeiten scheidet Thiel (2014) die Signatur von 1517 am Epitaph des Walter von Reiffenberg wieder aus, weil sie mit den anderen beiden Signaturen kaum etwas zu tun hat und eher zufällig entstanden zu sein scheint.:33 Trotzdem wird das Epitaph des Walter von Reiffenberg von ihr auch weiterhin Peter Schro zugeschrieben.

#### Biografische Angaben
Bis weit über die erste Hälfte des 20. Jahrhunderts hinaus sprach die Kunstwissenschaft von einem Schüler Hans Backoffens, wenn sie auf den „Meister der Hallischen Domskulpturen“ in seiner Bedeutsamkeit hinweisen wollte. Schon früh erkannte man, dass der Meister von Halle über Backoffen hinausging und dessen „Größe der Anschauung mit tieferer Empfindung“ verband. Andererseits beeinträchtigte die Namenlosigkeit des Meisters lange Zeit das Interesse an der vertiefenden wissenschaftlichen Beschäftigung mit diesem Künstler.
Wenn auch die konkreten Lebensumstände ungeklärt sind, lassen sich in Anlehnung an Lühmann-Schmid:8f.:98-100 folgende Lebensstationen „als Vorschlag zur Rekonstruktion von Peter Schros mutmaßlichem Lebensgang“:7 festhalten. Die Quellen benennen kein exaktes Geburtsjahr für Peter Schro. Er wird vermutlich in einer Mainzer Familie um das Jahr 1490 geboren worden sein. Nach der Ausbildungszeit beim bekannten Bildhauer Hans Backoffen in Mainz, kann er seine verbindlichen Wanderjahre von ca. 1506 bis 1512 im Umkreis von Würzburg und Schwaben verbracht haben. Obwohl es keine Belege darüber gibt, spricht sein Formenschatz dafür, dass er als Geselle oder später als Meister die Werkstatt Tilman Riemenschneiders in Würzburg kennengelernt hat. Speziell die verträumt-lyrische Grundhaltung vieler seiner Werke erinnern eher an Riemenschneider als an die dramatische Bildsprache Backoffens. In Würzburg könnte er auch in Kontakt zu den oberitalienischen Architektur- und Dekorationselementen der Frührenaissance gekommen sein.
Vermutlich um 1515 nach Mainz zurückgekehrt, wird er dort ansässig geworden sein und hat seine Bürger- und Meisterrechte erworben. Peter Schro war ein künstlerisch arbeitenden Bildhauer und gehörte daher in Mainz zur Goldschmiedezunft (im Unterschied dazu waren die Steinmetzen Angehörige der Werkleutezunft). Ob er vorübergehend in einer Schaffensgemeinschaft mit Hans Backoffen gearbeitet hat oder sofort eine eigene Meisterwerkstatt gründete, ist nicht mehr rekonstruierbar. Sicher ist, dass er seit 1516 seine ersten selbständigen Bildwerke schuf (Weihetafel der Magdalenen-Kapelle in der Moritzburg zu Halle) und von diesem Zeitpunkt an als selbständiger Meister wirkte.
Für die Zeit zwischen 1510 und 1519 hält Goeltzer (1991) es für möglich, dass Backoffen aus Altersgründen „sich in der in Frage kommenden Zeit nur noch als Unternehmer betätigt“ hat.:9 Allerdings wird sich die Frage, ob Peter Schro mit dem hinfälligen Backoffen als Unterauftragnehmer kooperierte, um dann 1519 dessen Werkstatt zu übernehmen, nicht mehr mit Sicherheit klären lassen. Lühmann-Schmid:99 jedenfalls nimmt den üblichen Brauch an, dass die Werkstatt nach dem Tod des Meisters an den Meistergesellen weitergegeben wurde oder aber der Meistergeselle durch Heirat der Meistertochter(?) zum Nachfolger wurde.
Als sicher kann gelten, dass Peter Schro nach dem Tod Backoffens (1519) dessen Nachfolge bei Hof als „Diener“ antritt. In der Zeit von 1522 bis 1544 hatte er in Mainz seine Werkstatt, die mit Hofaufträgen Kardinal Albrechts von Brandenburg bedacht wurde. Während seiner Mainzer Tätigkeit muss er der einzige selbständige und wohlhabende Bildhauer der Stadt gewesen sein, da nur sein Name in den Steuerakten erwähnt wird. Stilistisch vollzieht sich bei Peter Schro im Dezennium zwischen 1520 und 1530 eine Wandlung von der spätesten Gotik zur frühesten Renaissance mit deutlichen Anklängen an frühmanieristische Elemente. Seine letzten Lebensjahre dürfte er in einem Haus in der Schlossergasse ⊙ in Mainz verlebt haben.
Peter Schro war verheiratet und begründete eine Familiendynastie als Steinschneider, die sein Sohn, Dietrich Schro (nachw. 1542/44–1572/73), als Steinbildner und Medaillenschneider fortsetzte. Auch dessen Sohn Heinrich Schro (nachw. 1573–1595) führte die Familientradition als Bildhauer fort, während sein Bruder Johann (Hans) Schro (nachw. 1577–1594/95) möglicherweise als Münzschneider arbeitete. Dietrich Schro war mit Ehefrau Elisabeth verheiratet und hatte neben den beiden Söhnen die Töchter Anna und Maria.:53 Aus den Quellen lässt sich erschließen, dass Heinrich Schro einen Sohn Johannes hatte. Der 1586 getaufte Johannes Schro, Sohn Heinrichs und Urenkel Peter Schros, verstarb wohl spätestens neun Jahre nach seiner Taufe.
„Nur gut zwei Jahre nach seiner (letzten) Nennung in den Mainzer Landsteuerlisten von 1542 war Peter Schro am 18. August 1544 bereits verstorben. Denn der entsprechende Eintrag im Ratsprotokoll der Stadt Mainz spricht von ›Peter hildhawers wittfraw‹. Der Zeitpunkt seines Todes lässt sich damit zwischen dem Beginn des Jahres 1542 und dem 18. August 1544 eingrenzen.“:31
In den aufwühlenden Zwischenzeiten von Reformation und Bauernkriegen findet Peter Schro zu einer „geglückten Synthese von Tradition, Zeitstil und eigener Sprache“ und einer „erstaunlichen Vielschichtigkeit der Bildgestalt und Bildaussage“ in der mittelrheinischen Plastik.:99f.

#### Schaffensphasen
Lühmann-Schmid:1–62:57–100 unterscheidet folgende Phasen im Werk Peter Schros:
1. Frühwerke von ca. 1516–1518
2. Die Grenzen der Spätgotik überschreitende Arbeiten aus der Zeit von 1518–1520
3. Werke aus den Jahren 1521–1523
4. Bildwerke für Kardinal Albrechts Residenz im Halleschen Dom
5. Die Arbeiten der Reifezeit im Mainzer Raum
6. Die Arbeiten der späten Schaffensphase von ca. 1530–1540

Die von ihr außerdem benannten Kategorien „Inschriftlich gesicherte Arbeiten“ und „Holzskulpturen“ sind nicht aufgeführt, da es sich nicht um direkt zeitlich abgrenzbare Phasen handelt.

### Drehpunkt Backoffen-Schule
Hans Backoffen war ein Bildhauer (* 1460 Sulzbach; † 21. September 1519 Mainz), der vermutlich bei Tilman Riemenschneider in Würzburg ausgebildet wurde. 1500 ist er als Bürger in Mainz mit eigener Werkstatt nachgewiesen und auch er gehörte zur Zunft der Goldschmiede. Mit Catharina Fustin aus der angesehenen Mainzer Goldschmiede-Familie Fust war er verheiratet. Er stand unter Kardinal Albrecht von Brandenburg als angesehener Hofbildhauer in erzbischöflichen Diensten, genauso wie Matthias Grünewald dieses Privileg als Maler besaß. Von Albrecht erhält er 1515 Zollfreiheit für Material und Transport der Bildwerke und 1517 weitere Privilegien nebst Belobigungen. Er war Mitglied der Bruderschaft des St. Stephanstiftes. Seine Arbeiten werden vorwiegend in Stein ausgeführt (Eifeltuff, Sandstein). Holzbildwerke von seiner Hand sind nicht sicher nachweisbar, werden aber seinem künstlerischen Umfeld zugeschrieben. „Neben Hans Leinberger gilt er als der bedeutendste mittelrheinische Repräsentant des sogenannten spätgotischen Barock, dessen Schulwerke und auch Werke selbständiger Nachfolger in Deutschland weit verbreitet sind.“ Der Begriff der „Backoffen-Schule“ wurde zu einem pauschalen Sammelbegriff für unterschiedliche Künstlerpersönlichkeiten, die nicht eindeutig bestimmbar waren. Insofern sah man in Hans Backoffen den herausragenden Bildhauer der ausgehenden Gotik im Mainzer Raum.
Während Backoffen noch im 19. Jhd. ein breites Œuvre zugeordnet wird, fasst Kautzsch (1911) das Wissen über sein Werk zusammen und gruppiert die Arbeiten. Dabei unterscheidet er zwischen eigenhändigen Werken:7–48, Arbeiten selbständiger Schüler (zu denen auch der „Meister der Halleschen Domskulpturen“ gehört) und Werken der Holzplastik, die ihm nicht persönlich zuschreibbar waren. Der Umfang des eigenhändigen Werkes Backoffens wird wesentlich eingeschränkt, so dass noch 13 Werke (Kreuzigungsgruppen, Grabdenkmäler, Taufstein) verbleiben, die ihm persönlich angerechnet werden.:7 Zwischenzeitlich treten immer stärker Zweifel an der Rolle Hans Backoffens als dem führenden Bildhauer des Spätmittelalters im Mittelrheingebiet auf.:1 Um diese Frage verstärkt zu untersuchen, werden die umfangreichen Arbeiten von Goeltzer (1989/90 und 1991) vorgelegt. Nach Durchsicht der Archivdokumente über Hans Backoffen, muss er einschätzen, dass entgegen der scheinbaren Klarheit, über das Leben des Meisters wenig bekannt ist. Die elf überlieferten Quellen, die nur einen Zeitraum von zehn Jahren abdecken, sind sehr heterogen, da sie in ihrer Wertigkeit verschieden sind.:9 Im Ergebnis kommt er nur noch auf 8 Werke, die ihm eindeutig zuerkannt werden können.:51 Da es gerade die künstlerisch hochwertigen Arbeiten sind, die nunmehr anderen Stein- und Holzbildnern zugerechnet werden mussten, wird zusammenfassend eingeschätzt, dass Hans Backoffen „ganz sicher ein versierter, niemals aber der überragende Bildhauer gewesen ist“.:52
Goeltzer (1991) argumentiert folgerichtig, dass Peter Schro als Schüler und Geselle Backoffens, und in einer Schaffensgemeinschaft mit ihm, auszuschließen ist, da er noch zu Lebzeiten Backoffens seine Werke eigenverantwortlich signierte (vgl. seine Meyerspach-Signatur von 1517/18 vor Backoffens Tod 1519).:5 Dies wäre einem Gesellen oder gar Schüler aus zunftrechtlichen Gründen niemals erlaubt gewesen. Insofern leitet sich Schros Leistung nicht konsequent nur aus dem Werk Backoffens oder der „Backoffen-Schule“ ab, sondern begründet ein Œuvre als eigenständiger, parallel zu Backoffen arbeitender Meister. Er mag zu einem früheren Zeitpunkt, und zeitweise, auch Schüler Backoffens gewesen sein, begründet aber eine ggü. Backoffen ganz andere Kunstauffassung hinsichtlich Figurengestaltung, Gewandbildung und Faltengebung.:8
Neuere Forschungen führen zu nächsten Zuweisungsänderungen und schmelzen Backoffens Œuvres weiter ab. Wilhelmy (2001) konstatiert lediglich noch ein gesichertes Werk in ruinösem Zustand, welches ihm zugeschrieben werden kann.:104 „…wenn keine neuen, durch Quellen abgesicherten Zuschreibungen erfolgen, wird Hans Backoffen wieder das werden, was viele seiner mittelalterlichen Bildhauerkollegen bis heute für uns sind: Künstler ohne gesichertes Œuvre.“:105
Gerade wegen der Parallelität ihrer Meisterwerkstätten in Mainz hat es persönliche Beziehungen zwischen Backoffen und Peter Schro gegeben. Einerseits sind künstlerische Parallelen zwischen Backoffen und Schro schon feststellbar, denn beider Werk fußt auf der Gotik. Andererseits waren sie zeitgleich in Mainz als selbstständige Meister ansässig, die wie Goeltzer (1989/90) vermutet in einem Auftraggeber-Auftragnehmer-Verhältnis gestanden haben können und sich deshalb gut gekannt haben müssen. Zusätzlich muss man eine enge Verbindungen zwischen beiden Meistern annehmen, weil Peter Schro Hans Backoffens Gedächtnismal ausgeführt hat (Kreuzigungsgruppe auf dem St. Ignaz Friedhof in Mainz).:8

### Kardinal Albrecht als Auftraggeber der Pfeilerfiguren

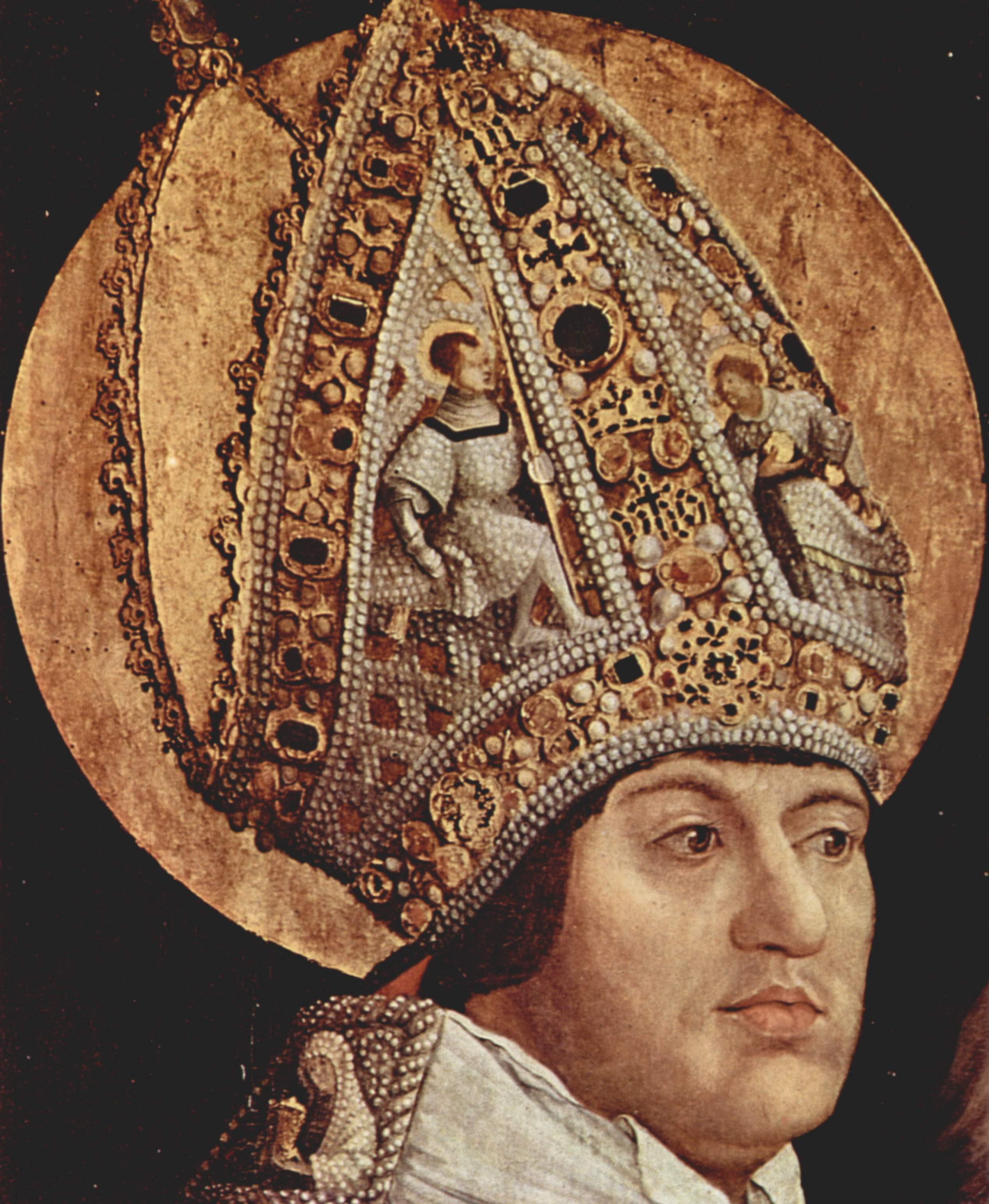
Hl. Erasmus (Detail) mit den Gesichtszügen Kardinal Albrechts Matthias Grünewald (1520)

Mit 24 Jahren war Kardinal Albrecht von Brandenburg, der Fürstensohn aus dem Hause Hohenzollern, der mit 11 Jahren zur Vollwaise geworden war, zum mächtigste Kirchenfürsten Deutschlands geworden (Bischof bzw. Erzbischof von Magdeburg und Mainz, Amt des Reichserzkanzlers).:12 Er förderte in seinem Einflussgebiet die humanistischen Wissenschaften und die Renaissancekunst, führte Universitäts- und Verwaltungsreformen durch und entwickelte seine Städte zu Kultur- und Kunstzentren mit großer Reichweite. Dabei muss berücksichtigt werden, dass sein Herrschaftsgebiet von den Auseinandersetzungen der Bauernkriege von 1525 erfüllt war und durch religiöse Streitigkeiten, Missernten und landesfürstliche Willkür beeinträchtigt wurde. Die theologischen Probleme seiner Zeit wurden sowohl von den Humanisten um Erasmus von Rotterdam und Agricola diskutiert, als auch in den Versammlungen der fränkisch-schwäbischen und thüringischen Bauernscharen erörtert. Luther bedrohte mit seinen reformatorischen Standpunkten die katholische Machtfülle. Aus diesen gesellschaftlichen und theologischen Rahmenbedingungen sind u. a. die Pläne Kardinal Albrechts für sein Neues Stift zu erklären. Merkel (2004) beruft sich zusätzlich auf ein umfassendes Phänomen des mittelalterlichen Menschen, auf seine Jenseits-Angst. Sie stellte über Jahrhunderte den Motor für die Errichtung von frommen Stiftungen, Kirchen, Altären, Hospitälern und Grabdenkmälern dar. Das gesamte Neue Stift, und innerhalb dessen die kostspielige Reliquiensammlung Kardinal Albrechts, diente sowohl dem Seelenheil der Gläubigen, als auch seiner eigenen Jenseits-Sicherung.:16
Um dies zu erreichen, orientierte sich Albrecht an den italienischen Förderern der Künste und war ein Mäzen und Gönner, der die besten Künstler seiner Zeit um sich scharte und sie großzügig entlohnte. Für ihn arbeiteten die Maler Matthias Grünewald, Lucas Cranach d. Ä., Hans Baldung Grien, Albrecht Dürer, Simon Franck, die Gießerei-Familie Vischer, der Buchmaler Nikolaus Glockendon, der Goldschmied Hans Huiuff d. Ä., der Kupferstecher Sebald Beham, die Bildhauer Loy Hering und Peter Schro und schließlich die talentierten Baumeister Bastian Binder und Andreas Günther.:47 Besonders verschwenderische Mittel verwandte Albrecht, um seinen Reliquienschatz zu mehren und mit kostbaren Behältnissen und Schreinen zu versehen.:15 „Dem Inventar von 1525 und anderen Quellen zufolge besaß das Neue Stift 142 Gemälde als Teil des Heiligen- und Passionszyklus und vielleicht noch etwa 40 weitere, die sich im übrigen Raum verteilten. Größtenteils handelte es sich um mehrflügelige Retabel, die die meisten der 16 Altäre schmückten. Mit wenigen Ausnahmen bildeten diese Gemälde einen thematisch zusammenhängenden und optisch einheitlichen Zyklus, der von Lucas Cranach d. Ä. entworfen wurde.“:28 Das beeindruckendste Reliquiar des Neuen Stifts war der Heilige Mauritius, dessen vergoldete massiv-silberne Rüstung reich mit Edelsteinen und Perlen besetzt war. Vieles spricht dafür, dass es sich bei der reichverzierten Rüstung, mit der die silberne Figur bekleidet war, um einen originalen Prunkharnisch Karls V. gehandelt hat. Der Kaiser verdeutlicht damit die hohe Gunst, die er seinem Kanzler damit erweisen wollte.:383 Die kostbaren Kunstwerke ließ er zweimal in reichbebilderten Inventarverzeichnissen zusammenfassen (Hallesches Heiltumbuch von 1520 und als zweites Heiltumbuch, den Aschaffenburger Codex von 1526). Da die Kunstwerke des Neuen Stifts und ihre Heiltumbücher den Künstlern und Bildhauern des Erzbistums Magdeburg eine begehrte Vorlage boten, wirkten sich Albrechts Sammlungen unmittelbar auf die Ausbildung der mitteldeutschen Renaissance-Architektur und -Kunst aus.:17
Obwohl die Tugendliebe ein Leitmotiv Kardinal Albrechts war:186, werden ihm mehrere Mätressen nachgesagt. Nachweislich war Leys Schütz des Kardinals Gefährtin und ebenso, durch Quellen gesichert, hat nach deren Tod Agnes Pless diese Rolle übernommen. Auch Ursula Rehdinger soll eine Geliebte Albrechts gewesen sein und hat Bedeutung für unterschiedliche Legendenbildungen (vgl. „Schneewittchen-Sarg“ und „Liebesschmerz-Herz“ in Aschaffenburg).:85. Sie lässt sich historisch aber nicht nachweisen. Darüber hinaus existieren die Namen mehrerer Konkubinen, die historisch nur dürftig belegbar sind, aber in ihrer Gesamtheit eine gewisse Tendenz des Kardinals zur „Veneris“ bestätigen.:84, 91ff.
Albrecht konnte den Aufstieg des Protestantismus in Halle nicht aufhalten. Schon 1539 gab es im Stadtrat von Halle nur noch wenige Katholiken. „Martin Luthers Schmähschriften gegen Kardinal Albrecht trugen ebenfalls dazu bei, die Autorität des Kardinals zu untergraben.“ In seinen groben Schimpfreden bezeichneten er Albrecht als „Scheisbischof“ und „Satan von Mainz“.:43 „Zwischen dem 22. Mai 1514, seinem Einzug in Halle, und dem 21. Februar 1541, als er die Stadt fast 27 Jahren später endgültig verließ, hatte Kardinal Albrecht von Brandenburg, Halle zu einem der wichtigsten Kunstzentren des Heiligen Römischen Reiches gemacht.“:43 Ein katholischer Humanist, ein Kunstmäzen und Machtmensch, ein Liebhaber der Frauen und ein am Seelenheil, der Hallenser Bürger und seiner selbst, zutiefst interessierter Kirchenfürst war gescheitert.

### Kunsthistorische Spezifik am Beispiel der Pfeilerfiguren
Charakteristisch ist die allmähliche Ablösung der Linearität des 15. Jhd. zugunsten einer neuen Vorstellung von Stofflichkeit und Räumlichkeit, veranschaulicht in der zerklüfteten Oberfläche und den bizarr gewundenen Falten. Peter Schros Plastik steht am Ende der Spätgotik, ist ihr noch verhaftet, öffnet aber gleichzeitig die Tür zu den Gestaltungsweisen der Renaissance. Der offensichtliche Gegensatz zwischen dem in sich gekehrten Habitus seiner Figuren, speziell auch in der Psychologie ihrer Gesichter, zum bizarren Faltenwurf ihrer wildbewegten Gewänder, beschreibt eindringlich seine kunsthistorischen Spezifik. Schon Schönermark wies (1886) auf die Besonderheiten der Konsolen hin, die in weitausladenden Renaissancegliederungen, verziert mit Perlenstäben, gekerbten Bandmotiven, Akanthusblättern und Palmetten bestehen.:248 Aber seine Figuren sind im Grunde immer noch gotisch, wenn auch die Aufnahme der Renaissanceströmungen deutlich sichtbar ist. „Dies etwas verzwickte Stehen mit verdrehten Beinen oder einem höher stehenden Fuß und dem Vorschieben einer möglichst breit und deutlich unter dem Gewand hervortretenden Schulter können bei fast allen Halleschen Figuren beobachtet werden. Ihre renaissancehaften Gestalten werden von vehementen, sausenden Faltenscharen überschwungen, die in ihrer Aussagekraft wichtiger sind als die Körper, die sie verstecken. Die größte Bedeutung dieser Figuren beruht aber in ihren Köpfen. Wo haben wir in der deutschen Plastik, selbst der folgenden Jahrhunderte, eine gleich große Folge von so bedeutenden Porträtköpfen? Hier kann man kaum noch von Idealschöpfungen sprechen, hier muss der Künstler seine Studien an Modellen gemacht haben.“:70
„Peter Schros Figuren sind nicht, wie diejenigen Tilmann Riemenschneiders, spätgotisch-müde, sondern manieriert, geziert und in einer Art von Vexierspiel mit bzw. gegen den Betrachter befangen.“:8 „Die Bekleidung der Figuren, die mit starkem Sentiment versehen sind, weist keine ordnenden Strukturen mehr auf, sondern ist kleinräumlich und kleinteilig sowie mit isoliert angegebener, zum Teil stark bewegter Faltengebung versehen. Figuren und Gewänder werden zerfällt, zugleich sind zwischen Figuren und Betrachter optische Riegel gelegt. Auf diese Weise zeigen Peter Schros Werke alle Anzeichen protomanieristischer Gestaltungsweise.“:6, 52 Damit folgt Goeltzer (1991) der Analyse Pinders, der anhand der Figur des Jacobus d. J. (N4) schon frühzeitig auf die manieristischen Nuance im Werk des Halleschen Meisters hinwies.:475 Nach seinen Worten gehört der Meister der Halleschen Domapostel „zu den Manieristen des spätgotischen Barocks“:461, dem die Ekstase das erste und letzte Wort ist und der seine Gestalten in den Rausch der Form gepresst hat. Die Übersteigerung der Form, die vor allem in der Behandlung der Gewändern überdeutlich wird, sei ein Vorklang auf den „expressiven“ Manierismus.:476 Auch für Kahle (1939) steht die manieristische Übersteigerung des barocken Pathos in der Gewandbehandlung wie in der Häufung der ornamentalen Motive und die theatralische Lebhaftigkeit der ausgezehrten Gesichter im Zentrum der kunsthistorischen Bewertung.
Von der Osten (1973) hebt die charaktervollen Gesichter der Apostel hervor, denen man Naturstudien anmerkt. Das unproportioniert hohe Faltengefüge lässt das Leibliche der Figuren beinahe untergehen und den Bildwerken fehlt das normalerweise statuarische von Standbildern. „Sie sind tänzerisch, sie brechen vor und ziehen sich zurück, sie schwingen sich in den Schultern, sind leidenschaftlich bewegt und doch wie geistig gefesselt. Es ist vielleicht der am meisten ans Herz greifende Skulpturen-Zyklus der Epoche, und er ist reich gerade dadurch, dass die Bildwerke nicht aufeinander zu komponiert zu sein scheinen.“:265 Die Neigung zur Grenze und zur Darstellung der überscharfen Physiognomien, jenes Verfeinerte, Sonderbare:287, mit einem Wort – jene Verinnerlichung des Ausdrucks, war das tiefere Anliegen des Künstlers. Hier handelte es sich um einen bestimmten Bestandteil der Glaubenssprache dieser Zeit, der in der Liturgie des Neuen Stifts verwendet und gelebt wurde. „Unter dem Einfluss der Devotio moderna entwickelte sich im Spätmittelalter die Sehnsucht nach Verinnerlichung.“:327 Diese Sehnsucht nach Verinnerlichung bringen die Steinbildwerke des Neuen Stifts in ganz besonderer Weise zum Ausdruck.

## Irrtümliche Identifizierungsversuche

### Bastian Binder
Redlich (1900) ermittelt Meister Bastian Binder ab 1520 als Leiter der baulichen Veränderungen am Dom in Halle. Nach den Archivunterlagen wäre es möglich, dass u. a. er die Entwürfe für die plastischen und architektonischen Kunstwerke lieferte und vielleicht auch eigenhändig die feinen Bildhauerarbeiten ausgeführt habe. „Die Ausführung wurde offenbar nach den Entwürfen und unter der Oberleitung eines Meisters vollzogen, vermutlich unter der Bastian Binders selbst oder unter Conrad Fogelsberger.“:137 Fogelsberger wurde in der späteren Forschung als der Bauschreiber Binders identifiziert.

### Ludwig Binder
Ruhmer (1958) schätzt wie folgt ein: „Die Skulpturen der Stiftskirche sind unter der Leitung des Ludwig Binder von einer Bildhauergemeinschaft ausgeführt worden, die sich aus mainfränkischen (vielleicht über Backoffen mit Riemenschneider verbundenen) und aus niederbayerischen Elementen aus der Sphäre Leinbergers zusammensetzt.“:214 Auch von der Osten (1973) unterstützt dieses Urteil: „Als eigentlicher Meister wird Ludwig Binder vermutet.“:265 Schon Harksen (1958) sah dann aufgrund der Schlichtheit der Ludwig Binderschen Figuren keinerlei Beziehungen zum Halleschen Dom und sieht ihn eher von den Illustrationen der Cranachwerkstatt beeinflusst. Allerdings ordnet sie ihn als den Schöpfer der Halleschen Domkanzel ein. Neugebauer (2010) gibt das Geburtsjahr Ludwig Binders aufgrund eines Fundes an der Johanneskirche zu Bad Salzelmen mit 1512 an. Das Alter Ludwig Binders wäre in jedem Fall zu gering, um mit seinen Gesellen die von Grünewald entworfenen Plastiken auszuführen. „Beim Umbau der Stiftskirche in Halle 1520–1525 hatte der Steinmetz ein Alter von acht bis dreizehn Jahren erlangt, was seine Beteiligung ebenfalls fragwürdig erscheinen lässt.“ Selbst wenn man sein Alter vernachlässigt, wären die komplizierten Bewegungs- und Gewandwiedergaben in der Fülle aller Abstufungen im Halleschen Dom den Ludwig Binderschen, eher schwerfälligen Skulpturen, gänzlich fremd.:58

### Matthias Grünewald
Gleich mehrere Autoren sehen in Grünewald den leitenden Obermeister, der die Entwürfe für die Pfeilerfiguren geliefert hat. In zeitlicher Reihenfolge sind Steinhäuser (1937), Ruhmer (1958) und von der Osten (1973) zu erwähnen. Kähler (1955/56) lehnt die Arbeit von Steinhäuser (1937) wegen „kräftiger Irrtümer“ insgesamt ab, wobei er den darin enthaltenen Fotos einen gewissen Wert zuspricht.:232 Ruhmer (1958) bemerkt: „Umbau und Ausschmückung der Hallischen Stiftskirche (1518–1526) unterliegen der Oberaufsicht des Matthias Grünewald, der als führender Kunstbeauftragter des Kardinals Albrecht zwischen 1521 und 1523 in Halle weilt.“:224f. Und für von der Osten soll Ludwig Binder unter Grünewald, der hinter den hallischen Arbeiten steht und oberster Bauleiter war, gearbeitet haben.:265 Zusammenfassend kommt Lühmann-Schmid (1975) zu dem Schluss, dass die von den Autoren geäußerte Sichtweise, dass Grünewald die Entwürfe der Pfeilerfiguren geliefert hätte und die Bildhauer angeleitet habe, aus stilistischen Gründen nicht zutreffen könne. „Ganz abgesehen von der Tatsache, dass Mathias Grünewald als Bildhauer und Bildschnitzer nicht urkundlich nachgewiesen werden konnte.“:58

### Peter Flötner
Sponsel (1924) führt die Stilmerkmale (einheitliche Ornamentik) des „Mainzer Marktbrunnens mit den Grabdenkmälern der Backoffenschule in Mainz und zugleich auch mit der architektonisch-bildhauerischen Ausstattung der Stiftskirche in Halle sowie mit den Frührenaissancewerken des Hallischen Domschatzes“ zusammen. Er erkennt korrekt ein und denselben dahinter stehenden Meister, dessen Stileigenheiten sich unter dem Einfluss der lombardischen Renaissance entfaltet haben sollen. Obwohl diese Annahmen sehr folgerichtig sind, kann die letztendliche Schlussfolgerung, die Zuweisung der Entwürfe für diese Werke an Peter Flötner, nicht überzeugen.

### Leonhard Pucheler
Rolf Hünicken versucht 1936 dem Bildhauer Leonhard Pucheler, in dem er einen Backoffen-Schüler sieht, und der zwischen 1521 und 1525 in Halleschen Archivquellen nachweisbar ist, die Werke des „Meisters der Halleschen Domskulpturen“ zuzuschreiben. Diese Deutung wurde in der Fachliteratur nicht weiterverfolgt.

## Überblick über das Œuvre
Die bisher bekannten Zuschreibungen stützen sich im Wesentlichen auf die Einteilung von Lühmann-Schmid:1–62:57–100. Meys übernimmt in neuerer Zeit bis auf eine Ausnahme alle Zuschreibungen von Lühmann-Schmid. Darüber hinaus sind im 9. Werkkomplex drei weitere Werke im Dehio, Hessen II aufgeführt und drei zusätzliche Arbeiten existieren in der sonstigen Literatur. Die Datierungen der Werke sind zwischen Lühmann-Schmid (1975, 1976/77), Meys (2009) und Thiel (2014) nicht immer übereinstimmend.
| Werkkomplexe | Werkkomplexe                                                                  | Bezeichnung                                                                                       | Datierung              | Material                          | Standort                                                                                   | Lühmann-S. (1975, 1976/77):1–62:57–100 | Meys (2009) | Thiel (2014)         | Dehio (1999, 2008) |
| ------------ | ----------------------------------------------------------------------------- | ------------------------------------------------------------------------------------------------- | ---------------------- | --------------------------------- | ------------------------------------------------------------------------------------------ | -------------------------------------- | ----------- | -------------------- | ------------------ |
| 1.           | Inschriftlich gesicherte Arbeiten                                             | Grabplatte für Heinrich Meyerspach († 1520)                                                       | 1517/18:13             | Grauer Sandstein                  | Frankfurt – Höchst, St. Justinus                                                           | 1975, S. 12                            | S. 868      | S. 32                | –                  |
| 1.           | Inschriftlich gesicherte Arbeiten                                             | Grabplatte für Kuno von Walbrunn († 1522)                                                         | 1522                   | Gelbgrauer Sandstein              | Partenheim i. Rh.hess., Ev. Pfarrkirche                                                    | 1975, S. 13                            | S. 868      | S. 32                | –                  |
| 2.           | Frühwerke (ca. 1516–1518)                                                     | Grabdenkmal für Johann IX. von Kronberg († 1506) und Ehefrau († 1525)                             | um 1517/18             | Roter Sandstein                   | Kronberg i. Ts., Schlosskapelle                                                            | 1975, S. 14                            | S. 868      | –                    | –                  |
| 2.           | Frühwerke (ca. 1516–1518)                                                     | Taufstein                                                                                         | um 1517/18             | Grauer Sandstein                  | Eltville, Kath. Pfarrkirche St. Peter und Paul                                             | 1975, S. 17                            | S. 868      | –                    | 2008, S. 208.      |
| 3.           | Die Grenzen der Spätgotik überschreitende Arbeiten aus der Zeit von 1518–1520 | Epitaph für Adam von Allendorf († 1518)                                                           | um 1518/19             | Grauer Sandstein                  | Eberbach, Klosterkirche                                                                    | 1975, S. 19                            | S. 868      | S. 35, 334           | –                  |
| 3.           | Die Grenzen der Spätgotik überschreitende Arbeiten aus der Zeit von 1518–1520 | Kreuzigungsgruppe (außer Kreuz Christi)                                                           | um 1519                | Mainsandstein/Andernacher Tuff    | Hessenthal, Neue Wallfahrtskirche                                                          | 1975, S. 22                            | S. 868      | –                    | –                  |
| 3.           | Die Grenzen der Spätgotik überschreitende Arbeiten aus der Zeit von 1518–1520 | Epitaph für Walter von Reiffenberg († 1517)                                                       | um 1520                | Grauer Sandstein                  | Kronberg i. Ts., Ev. Pfarrkirche                                                           | 1975, S. 9                             | S. 868      | S. 33                | –                  |
| 3.           | Die Grenzen der Spätgotik überschreitende Arbeiten aus der Zeit von 1518–1520 | Kreuzigungsgruppe (nicht die Assistenzfiguren)                                                    | 1520                   | Andernacher                       | Mainz, St. Ignaz Kirchhof                                                                  | 1975, S. 24                            | S. 868      | S. 60, 330f.         | –                  |
| 3.           | Die Grenzen der Spätgotik überschreitende Arbeiten aus der Zeit von 1518–1520 | Grabdenkmal für Graf Gottfried zu Dietz († 1522)                                                  | 1520                   | Grauer Sandstein                  | Mainz, St. Stephan                                                                         | 1975, S. 27                            | S. 868      | –                    | –                  |
| 3.           | Die Grenzen der Spätgotik überschreitende Arbeiten aus der Zeit von 1518–1520 | Kreuzigungs- bzw. Ölberggruppe                                                                    | um 1521                | Roter Sandstein                   | Eltville, Kath. Pfarrkirche St. Peter und Paul                                             | 1975, S. 29                            | S. 868      | –                    | 2008, S. 209.      |
| 4.           | Werke aus den Jahren 1521–1523                                                | Grabdenkmal für Ludwig von Ottenstein und Ehefrau († 1520)                                        | um 1521                | Gelber Tuffstein                  | Oberwesel, Liebfrauenkirche                                                                | 1975, S. 31                            | S. 868      | –                    | –                  |
| 4.           | Werke aus den Jahren 1521–1523                                                | Christus-Thomas-Gruppe                                                                            | um 1521                | Grauer Sandstein/Eifeltuff        | Mainz, Dom                                                                                 | 1975, S. 33                            | S. 868      | S. 35                | –                  |
| 4.           | Werke aus den Jahren 1521–1523                                                | Epitaph für Andreas Hirde († 1518)                                                                | um 1518                | Graugrüner Mainsandstein          | Frankfurt, Dom                                                                             | 1975, S. 36                            | S. 868      | S. 35, 169           | –                  |
| 4.           | Werke aus den Jahren 1521–1523                                                | Doppelgrabmal des Wigand von Dienheim († 1521) und der Agnes Forstmeister von Gelnhausen († 1518) | um 1520                | Rotsandstein                      | Oppenheim, Katharinenkirche (Westchor)                                                     | 1975, S. 40                            | –           | S. 38, 333           | –                  |
| 4.           | Werke aus den Jahren 1521–1523                                                | Fragmente eines Epitaphaltars (Auferstehung Christi)                                              | 1522/26                | Grauer Sandstein                  | Mainz, Domkreuzgang                                                                        | 1975, S. 41                            | S. 868      | –                    | –                  |
| 4.           | Werke aus den Jahren 1521–1523                                                | Grabdenkmal für Wild- und Rheingraf Philipp († 1521)                                              | 1521/22                | Grauer Sandstein/Tuff             | St. Johannisberg, Ev. Kirche                                                               | 1975, S. 42                            | S. 868      | S. 36                | –                  |
| 4.           | Werke aus den Jahren 1521–1523                                                | Epitaph für Johann von Hattstein († 1518)                                                         | um 1522                | Grauer Sandstein/Andernacher Tuff | Mainz, Domkreuzgang Südflügel                                                              | 1975, S. 45                            | S. 868      | S. 35, 167, 169, 220 | –                  |
| 5.           | Bildwerke für Kardinal Albrechts Residenz in Halle                            | Magdalenen-Kapelle, Weihetafel                                                                    | 1515:235f./1516:51     | Andernacher Tuffstein             | Halle, Moritzburg                                                                          | 1975, S. 49                            | S. 868      | S. 34, 150, 172.     | 1999, S. 275.      |
| 5.           | Bildwerke für Kardinal Albrechts Residenz in Halle                            | Große Weihetafel                                                                                  | 1523:54                | Tuffstein                         | Halle, Stiftskirche (Nordwand)                                                             | 1975, S. 52                            | S. 868      | S. 34, 172, 353f.    | 1999, S. 254.      |
| 5.           | Bildwerke für Kardinal Albrechts Residenz in Halle                            | Zyklus von Pfeilerfiguren                                                                         | 1522/25                | Tuffstein                         | Halle, Stiftskirche (Achteckpfeiler)                                                       | 1975, S. 55                            | S. 868      | S. 269               | 1999, S. 253.      |
| 6.           | Holzskulpturen                                                                | Maria mit Kind                                                                                    | um 1519                | Lindenholz                        | Eltville, Kath. Pfarrkirche St. Peter und Paul                                             | 1976/77, S. 58                         | S. 868      | –                    | 2008, S. 208.      |
| 6.           | Holzskulpturen                                                                | Doppelmadonna                                                                                     | um 1520 oder 1522      | Lindenholz                        | Kiedrich, St. Michael Kapelle                                                              | 1976/77, S. 61                         | S. 868      | –                    | 2008, S. 508.      |
| 6.           | Holzskulpturen                                                                | Statue der Heiligen Katharina                                                                     | um 1522                | Lindenholz                        | Münster-Sarmsheim, Pfarrkirche                                                             | 1976/77, S. 64                         | S. 868      | –                    | –                  |
| 7.           | Die Arbeiten der Reifezeit im Mainzer Raum                                    | Marktbrunnen                                                                                      | 1526:182f.             | Roter Sandstein/Odenwald          | Mainz, Marktplatz                                                                          | 1976/77, S. 65                         | S. 868      | S. 38                | –                  |
| 7.           | Die Arbeiten der Reifezeit im Mainzer Raum                                    | Grabdenkmal für Katharina von Kronberg-Bach († 1525)                                              | um 1528                | Grauer Sandstein                  | Oppenheim, Katharinenkirche                                                                | 1976/77, S. 68                         | S. 868      | S. 36f., 181         | –                  |
| 7.           | Die Arbeiten der Reifezeit im Mainzer Raum                                    | Grabdenkmal für Kaspar von Kronberg († 1525) und Ehefrau († 1563)                                 | um 1528/30             | Kupferstich überliefert           | ehemals Kronberg im Taunus (verloren), St. Johannes                                        | 1976/77, S. 71                         | S. 868      | S. 37                | –                  |
| 7.           | Die Arbeiten der Reifezeit im Mainzer Raum                                    | Epitaph für Heinrich von Sparr († 1526)                                                           | um 1530                | Gelber Sandstein                  | Darmstadt, Hess. Landesmuseum (ehem. Pfarrk. Groß-Steinheim)                               | 1976/77, S. 73                         | S. 868      | –                    | –                  |
| 8.           | Die Arbeiten der späten Schaffensphase von ca. 1530–1540                      | Grabdenkmal für Conrad Hofmann († 1527)                                                           | um 1535                | Rotsandstein                      | Frankfurt-Höchst, Kath. Pfarrkirche St. Justinus (nördliches Seitenschiff)                 | 1976/77, S. 75                         | S. 868      | S. 107, 136, 333     | –                  |
| 8.           | Die Arbeiten der späten Schaffensphase von ca. 1530–1540                      | Epitaph für Georg von Liebenstein († 1533)                                                        | um 1535:80             | Sandstein                         | Aschaffenburg, Stiftskirche                                                                | 1976/77, S. 78                         | S. 868      | S. 491f., 494        | –                  |
| 8.           | Die Arbeiten der späten Schaffensphase von ca. 1530–1540                      | Grabdenkmal für Friedrich von Stockheim († 1528) und Ehefrau Irmel von Carben († 1529)            | bez. 1536              | Sandstein/Tuffstein               | Geisenheim, Pfarrkirche                                                                    | 1976/77, S. 80                         | S. 868      | S. 336f.             | 2008, S. 342.      |
| 9.           | von Lühmann-Schmid (1975, 1976/77) nicht besprochene Werke                    | Epitaph für Heinrich vom Rhein († 1510):232–234                                                   | einige Jahre nach 1510 | Sandstein                         | Frankfurt, Dom, Turmhalle (Südwand)                                                        | –                                      | –           | –                    | –                  |
| 9.           | von Lühmann-Schmid (1975, 1976/77) nicht besprochene Werke                    | Engelrelief                                                                                       | bez. 1516              | Sandstein                         | Taunusstein (Stadtteil Bleidenstadt), Ehem. Benediktiner-Kloster St. Ferrutius (Turmhalle) | –                                      | –           | –                    | 2008, S. 98.       |
| 9.           | von Lühmann-Schmid (1975, 1976/77) nicht besprochene Werke                    | dreifigurige Kreuzigungsgruppe                                                                    | 1518–1520              | Lindenholz                        | Pfarrkirche St. Clemens in Trechtingshausen (seit 1899 LVR-LandesMuseum Bonn)              | –                                      | –           | –                    | –                  |
| 9.           | von Lühmann-Schmid (1975, 1976/77) nicht besprochene Werke                    | vierfigurige Kreuzigungsgruppe (weiterer Umkreis Peter Schro)                                     | um 1520                | Sandstein                         | Erbach, Friedhof                                                                           | –                                      | –           | –                    | 2008, S. 226.      |
| 9.           | von Lühmann-Schmid (1975, 1976/77) nicht besprochene Werke                    | nur Triumphkreuz im Triumphbogen (vielleicht Peter Schro)                                         | unklar                 | Holz                              | Kiedrich, Kath. Pfarrkirche St. Dionysius und Valentinus                                   | –                                      | –           | –                    | 2008, S. 505.      |
| 9.           | von Lühmann-Schmid (1975, 1976/77) nicht besprochene Werke                    | Wappen des Kardinals Albrecht von Brandenburg (Werkstatt Peter Schro)                             | 1527                   | Roter Sandstein                   | Landesmuseum Mainz, Inv. Nr, S. 3160                                                       | –                                      | –           | –                    | –                  |

## Hauptwerk im Dom zu Halle

### Bettelorden und Stiftskirche St. Pauli zum Heiligen Kreuz
Nach Halle kamen die Dominikanermönche im Jahr 1271 und erbauten ein Kloster nach den Regeln ihres Bettelordens. Über einen Kreuzgang wurde das Kloster mit einer von ihnen errichteten Dominikanerkirche St. Pauli zum Heiligen Kreuz verbunden. 1283 war die Kirche bereits in Teilen fertiggestellt.:2 Eine ausgezeichnete Darstellung der Bauphasen der ehemaligen Dominikanerkirche findet sich bei Todenhöfer (2006). Zu den Aufgaben der dominikanischen Bettelorden gehörten vor allem Seelsorge und Predigt und sie erhielten das Bestattungsrecht. Vom Kloster sind kaum noch Reste erhalten. Eine Rekonstruktionszeichnung der Klausurbauten des Klosters wurde von Koch (1923) erstellt, von Nickel (1966) vervollständigt und neuerdings von Hamann (2014) veröffentlicht.:476 Die Kirche existiert bis in die heutige Zeit und wird als Hallescher Dom bezeichnet. Obwohl die Bezeichnung „Dom“ sachlich nicht korrekt ist (Halle war nie Sitz eines Bistums), hat sie sich eingebürgert und bis heute erhalten. Bei dem schlichten Kirchenbau handelt es sich um eine dreischiffige Hallenkirche mit schmalen Seitenflügeln und hohen Achteckpfeilern.:81–91 Soweit als möglich wurde kostengünstig gebaut, um dem Ordensideal von Armut und Sparsamkeit zu genügen. Die Wände bestehen großenteils aus Bruchsteinen, die Joche sind teilweise ungleichmäßig angeordnet:221, 235f. und der Baukörper zeichnet sich durch Einfachheit und Strenge aus.

### Das Neue Stift als geistlicher Raum der Pfeilerfiguren
Im Jahr 1513 erhielt Erzbischof Ernst von Wettin die päpstliche Genehmigung, eine neue geistliche Vereinigung zu gründen.:10 Nachdem Papst Leo X. im April 1519 die Einrichtung des „Neuen Stifts“ bestätigt hatte, entschloss sich Kardinal Albrecht, das neue Kollegiatstift in der Magdalenen-Kapelle der Moritzburg einzurichten.:236 Da der Platz für die prachtvollen Reliquien in der kleinen Kapelle bald nicht mehr ausreichte, betrieb Kardinal Albrecht die Umsiedlung der Dominikanermönche in das Moritzkloster, um deren Klosterkirche für seine Zwecke zu verwenden. Der entsprechende Vertrag mit den Mönchen wurde erst am 28. Juni 1520 unterzeichnet, obwohl schon am 15. Juni 1520 mit einer feierlichen Prozession die Reliquien von der Moritzburg ins Neue Stift umzogen.:12 Man darf daraus schließen, dass die Mönche nur zögerlich und nicht ganz freiwillig ihr angestammtes Domizil verließen.
Das Neue Stift ließ Kardinal Albrecht von Brandenburg 1523 für zwei Titelheilige weihen, die eine besondere Bedeutung für ihn hatten – für das Patronat des Heiligen Mauritius und der Maria Magdalena. So wurde die ehemalige Dominikanerkirche zur zweithöchsten Kirche des Erzbistums Magdeburg ernannt und erhielt den Namen „Kollegiatstiftskirche St. Mauritius und Maria Magdalena zum Goldenen Schweißtuch des Herrn“. Schutzpatronin des Neuen Stiftes in Halle war seine erklärte Lieblingsheilige, die Heilige Ursula.:83 Zusätzlich wählte Albrecht den Heiligen Erasmus als Mitpatron aus, für den er eine besondere Vorliebe hegte. Da Erasmus schon vor 1450 als Schutzpatron der brandenburgischen Hohenzollern fungierte, werden auch politische Gründe für die Einführung des Erasmuskults in Halle vermutet.:381 „Im Stift visualisierten demnach die Darstellungen der Heiligen, Mauritius und Erasmus, die Verbindung von Reich und Kirche, personifiziert durch Karl V. und Albrecht von Brandenburg.“ Kardinal Albrecht verfügte, bis 1525/26 die ehemalige Dominikanerkirche umzubauen und stattete sie, zusätzlich zu den Reliquien aus der Moritzburg, mit verschwenderischem Reichtum und kunstvollem Inventar aus. Eine Rekonstruktionszeichnung bei Hamann (2014) verdeutlicht die Anordnung der kostbaren Ausstattung im Inneren des Doms.:481 In diese Zeit fällt auch die Ausschmückung der Stiftskirche mit dem großen Pfeilerfigurenzyklus. Die drei Patronatsheiligen erhielten entsprechend ihrer Bedeutung für Kardinal Albrecht eine herausgehobene Stellung im Pfeilerfigurenzyklus. Auch das Äußere der Kirche wurde auffällig umgestaltet, indem ein umlaufender Giebelkranz aus halbrunden Feldern auf den Gebäudekörper aufgesetzt wurde. Die halbrunden Giebelkranzfelder wurden jeweils durch Kugeln in frühen Renaissanceformen bekrönt.:83
„Das Leben im Neuen Stift war geprägt von der täglichen Liturgie. Ob Kleriker oder Laie, erste Pflicht der mehr als fünfzig Stiftsangehörigen war die Teilnahme an den täglichen Gottesdiensten.“:323 In der Kirche war, verteilt über den Tag, ein reges Begängnis von Bürgern Halles und Klerikern zu verzeichnen. „Waren alle zum Gottesdienst verpflichteten Kleriker anwesend, so war im Verständnis des mittelalterlichen Menschen die ganze christliche Stadt anwesend. Diese Stellvertretungsfunktion für die Bewohner der Stadt Halle wurde in einem allseits vertrauten liturgischen Element erfahrbar gemacht, dem Glockengeläut... Jeder, der das ›Meßglöcklein‹ hörte, konnte innehalten und des Leidens Christi gedenken.“:329 Insofern sorgte das Neue Stift in der damaligen Vorstellungswelt für das Seelenheil aller Bürger der Stadt.
Die Kollegiatstiftskirche hatte nur wenige Jahre Bestand, denn schon 1539 verfügte Kardinal Albrecht von Brandenburg, seine Residenz in Halle aufzugeben. Vermutlich war sein Hauptgrund der immer weiter fortschreitende Siegeszug der Reformation. Das gesamte Inventar, incl. der Bibliothek, der wertvollen Reliquienschätze, Teppiche und Möbel wurden nach Aschaffenburg und Mainz transportiert. Nur die im Dom fest eingebauten Werke beließ er in Halle, wodurch der Pfeilerfigurenzyklus bis heute erhalten blieb. Die Stiftskirche wurde am 9. Mai 1541 wieder den Dominikanermönchen übergeben, die in ihre ehemalige Klosterkirche zurückkehrten. Sie verblieben dort für eine relativ kurze Zeit bis zum Jahr 1564, als sie ihre Kirche aufgaben. Betrachtet man die Figuren heute, so sind die deutlichsten Verstümmelungen an der Figur des Heiligen Erasmus zu bemerken. Seine Arme sind abgeschlagen und der Gesichtsbereich ist fast völlig unkenntlich gemacht. Da das Antlitz des Erasmus die Züge Albrechts getragen haben soll:249, bringt man die Zerstörungen an der Figur, mit der erbitterten Haltung der zurückkehrenden Dominikanermönche oder Gegenreaktionen der Reformation in Verbindung.
Die Kirche blieb ungenutzt, bis sie 1589 protestantische Hofkirche des Administrators Johann Friedrich von Brandenburg wurde. Albrechts freistehender Glockenturm neben der Stiftskirche wurde Ende Juli 1541 abgetragen, seine größte Glocke nach Magdeburg verbracht.:43 Kurfürst Friedrich Wilhelm von Brandenburg ernannte 1680 den Dom zur reformierten Hofkirche. 1686 schlossen sich reformierte französische Glaubensflüchtlinge (Hugenotten) zu einer reformierten Gemeinde zusammen, die sich 1809 mit der deutsch-reformierten Gemeinde vereinigten. Heute ist sie in die Landeskirche der Kirchenprovinz Sachsen eingegliedert. Ein Abriss der Halleschen Stadtentwicklung bis heute findet sich bei Brülls und Dietzsch (2000).

### Großer Pfeilerfigurenzyklus
- Ort: Halle, Stiftskirche, Pfeiler des Mittelschiffs.
- Material: Tuffstein. – Höhe der Pfeilerfiguren durchschnittlich 200 cm, der Baldachinfiguren 65 cm, der Konsolen 55 cm, der Baldachingehäuse 220 cm. Gesamthöhe ca. 500 cm.
- Erhaltungszustand: Die Figurenfolge ist unvollständig, da die Pfeilerfigur der Heiligen Ursula nicht mehr existiert. Außerdem sind auf der Südseite drei Baldachinfiguren (S5–S7) nebst Gehäuse verlorengegangen (ihre Baldachinkonsolen sind vorhanden). Da Mitte des 17. Jahrhunderts eine Orgelempore eingebaut wurde, verschwanden die Baldachine von Magdalena und Mauritius im Umbau der Orgelkonstruktion. Die Erasmus-Figur an der Westwand der Kirche steckt bis in Kniehöhe im Boden des Emporenobergeschosses für die Orgel, der Baldachin ist nicht mehr vorhanden. Sie ist sehr stark beschädigt.

#### Anordnung und Bedeutsamkeit der Figuren
Der Figurenzyklus besteht aus 17 Skulpturen, die etwa 600 cm über dem Boden angebracht wurden (Unterkante Konsole). Dabei handelt es sich um Christus, 13 Apostel (statt Judas wird sein Nachfolger Matthias dargestellt und zusätzlich ist Paulus einbezogen) sowie drei zusätzliche Heilige (Mauritius, Maria Magdalena, Erasmus), die in besonderer Weise mit dem Neuen Stift verbunden sind. Die Figuren stehen auf reich geschmückten Konsolen. Über ihnen befinden sich Baldachine, die aus einem Gehäuse und einer darin befindlichen Baldachinfigur bestehen. Die Baldachingehäuse umgeben schützend die im Vergleich zu den Pfeilerfiguren deutlich kleineren Baldachinfiguren, bei denen es sich um Maria, Ecclesia und 9 der 14 Nothelfer handelt. Daneben existieren drei Sockel, deren Baldachinfiguren verloren sind.
Die Statuen des Mauritius und der Maria Magdalena (S8/N8) wurden mehrfach umgesetzt und vertauscht. Da sie teilweise durch die barocke Orgelempore verdeckt waren, wurden sie 1959 am Fuß der beiden östlichen Emporentreppen angebracht, wobei man die Seiten vertauschte, um die Blickrichtung zum Betrachter zu gewährleisten.:32 1996 wurden sie wieder an ihrem ursprünglichen Säulen-Standorten befestigt – allerdings verblieben sie seitenverkehrt zu ihrer originären Säulen-Aufhängung, da sie ansonsten nur von der Rückseite zu sehen gewesen wären.:241 An der Konsole des Mauritius befindet sich zusätzlich ein männliches Halbbildnis mit der Inschrift ANNO DOMN. M. / DXXV. Daraus lässt sich das Datum der Fertigstellung der Figuren im Jahr 1525 ableiten. Vermutlich handelt es sich um das Selbstbildnis Peter Schros, der sich zu Füßen des Hauptpatrons der Kirche (N8-Mauritius), dessen Schutz und Fürbitte besonders versichern wollte.:246, 256:242:33 Die Schriftzüge befinden sich bis auf eine Ausnahme an den Säumen der Gewänder. Nur das Zitat aus 1 Kor. 9,22 bei der Paulusfigur (S2) befindet sich am Mantelärmel.
Da die Heilige Ursula eine Schutzpatronin des Neuen Stiftes in Halle ist, nimmt man an, dass es sich bei der fehlenden Pfeilerfigur der Nordsäule N9 nur um sie handeln kann. Um die Ursula-Figur reihen sich unterschiedliche Legenden. Vielen ist gemeinsam, dass sie mit „Ursula Rehdinger“, der vermuteten Geliebten Kardinal Albrechts, in Zusammenhang gebracht werden. In der vorwissenschaftlichen Literatur über Albrecht spielt sie eine wichtige Rolle. Da es drei Zeichnungen mit Doppelbildnissen Albrechts und der Heiligen Ursula gibt, versuchte man, das Aussehen Ursula Rehdingers daraus abzuleiten. Zusätzlich wird Albrechts Absicht kolportiert, mit der Figur der Heiligen Ursula ein Portraitbildnis von Ursula Rehdingers darstellen zu lassen. Allerdings ist eine historische Ursula Rehdinger nicht nachweisbar.:78ff.
Die Verinnerlichung der Figuren kontrastiert mit der bis zum Zerreißen gespannten Gesamthaltung der Bildwerke und drückt damit ihren kunstgeschichtlichen Übergangscharakter aus.:44 Während die sich wiederholenden Motiven des Faltenwurfs der Gewänder einer manieristischen Phase der Spätgotik entsprechen, kündigt die ausdrucksvolle Gestaltung der Köpfe und Hände der Figuren das neue Formengefüge der Renaissance an.:42 Auch ein „Naturstudium“ am Modell kann vermutet werden.:43 Als Material für die Figuren wurde rheinischer Tuff verwendet, ein sehr weiches und poröses Gestein, das sich einfach bearbeiten lässt. Die größeren Figuren wurden in Mainz teilweise zerlegt gefertigt, um dann nach Halle transportiert und mit Drähten und Kitt zusammengesetzt zu werden. Die kleineren Konsolen und Baldachinfiguren können in Halle hergestellt worden sein.:78f., 81 „Einzelne Teile der Figuren, die sich stärker vom Block abheben, wie zum Beispiel Hände oder Faltenzüge, wurden mit einem schwarzen, pechartigen Kitt angefügt. Die fein ausgearbeiteten Zierglieder an den Baldachinen wurden durch eingelegte Eisendrähte verstärkt. Diese Eisendrähte bildeten jedoch den Anlass für spätere Zerstörungen; denn als das Metall zu rosten begann, sprengte es Teile des umgebenden Steins ab.“:33f. Die Figuren waren ursprünglich farbig bemalt. Im späten 19. Jahrhundert versah man sie mit einem dicken Kalkanstrich, der heute wieder entfernt ist. An einigen Stellen erhielten sich Spuren der Bemalung und sind heute noch zu erkennen.
Zur Bedeutsamkeit der Pfeilerfiguren äußert sich Ruhmer (1958) eindrucksvoll, indem er sie die „vielleicht ausdrucksstärksten Skulpturen des deutschen 16. Jahrhunderts“ nennt.:218 Die Aussage lässt sich an den Bildern der Pfeilerfiguren nachvollziehen, die in ihrer Abfolge gegenübergestellt und in ihren wesentlichen Attribute:231–248 und Inschriften kommentiert sind.

#### Pfeilerfiguren

Pfeilerfiguren auf der Südseite
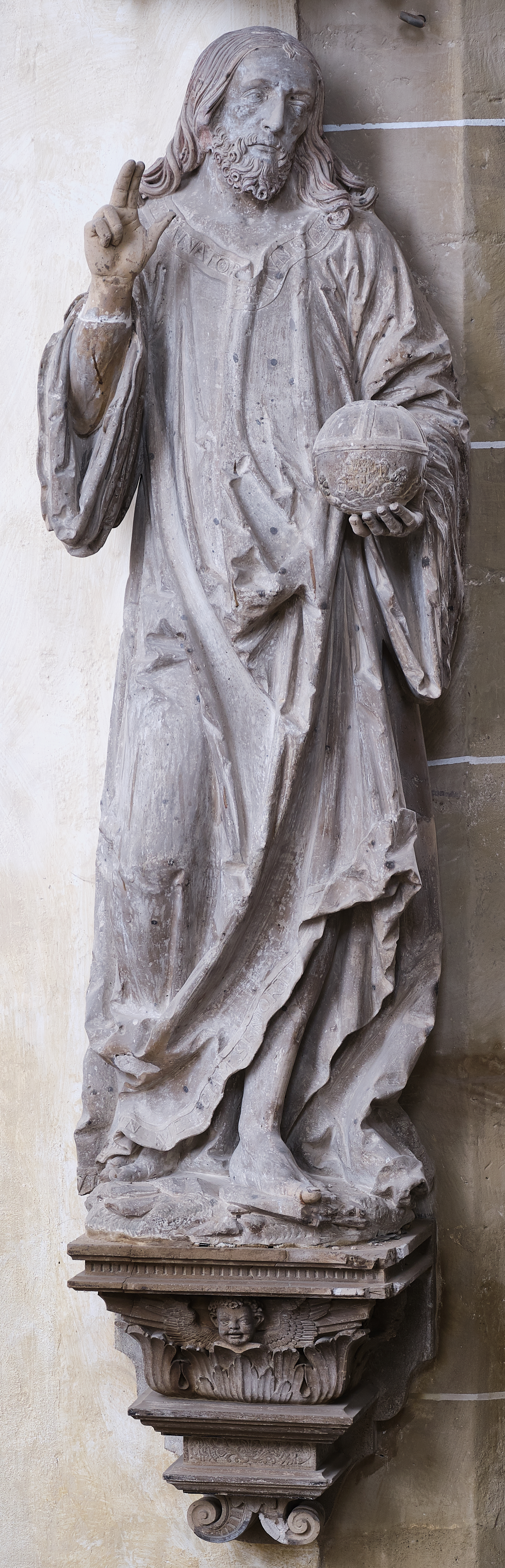
Christus (S1)
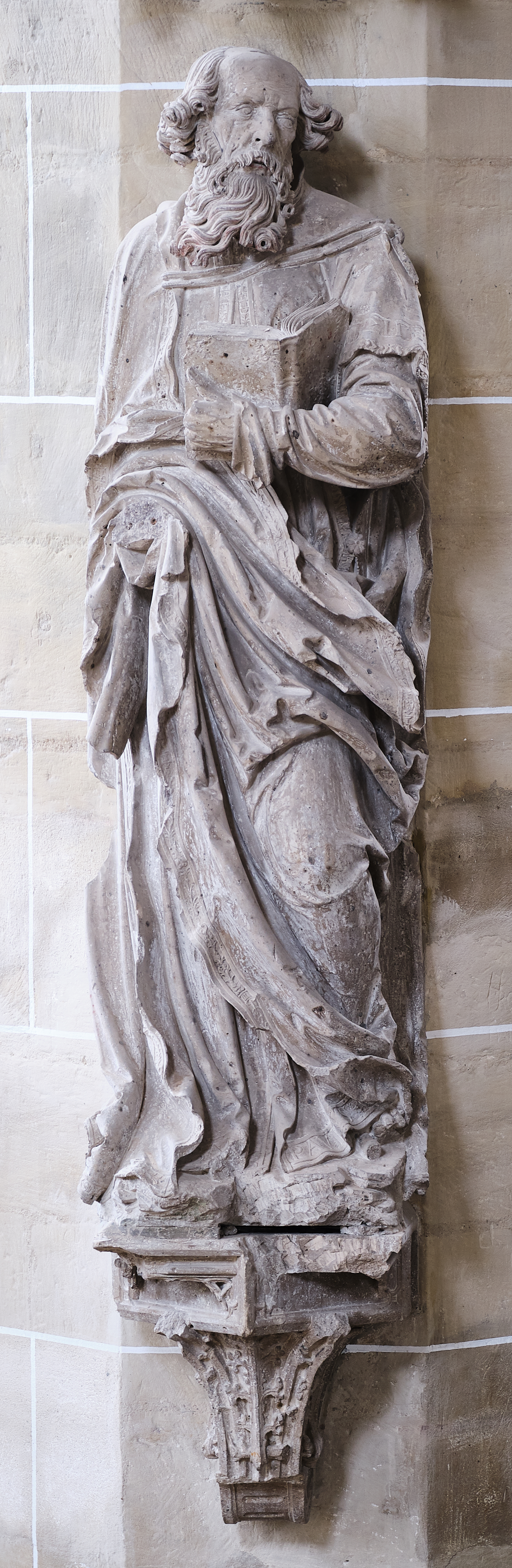
Apostel Paulus (S2)
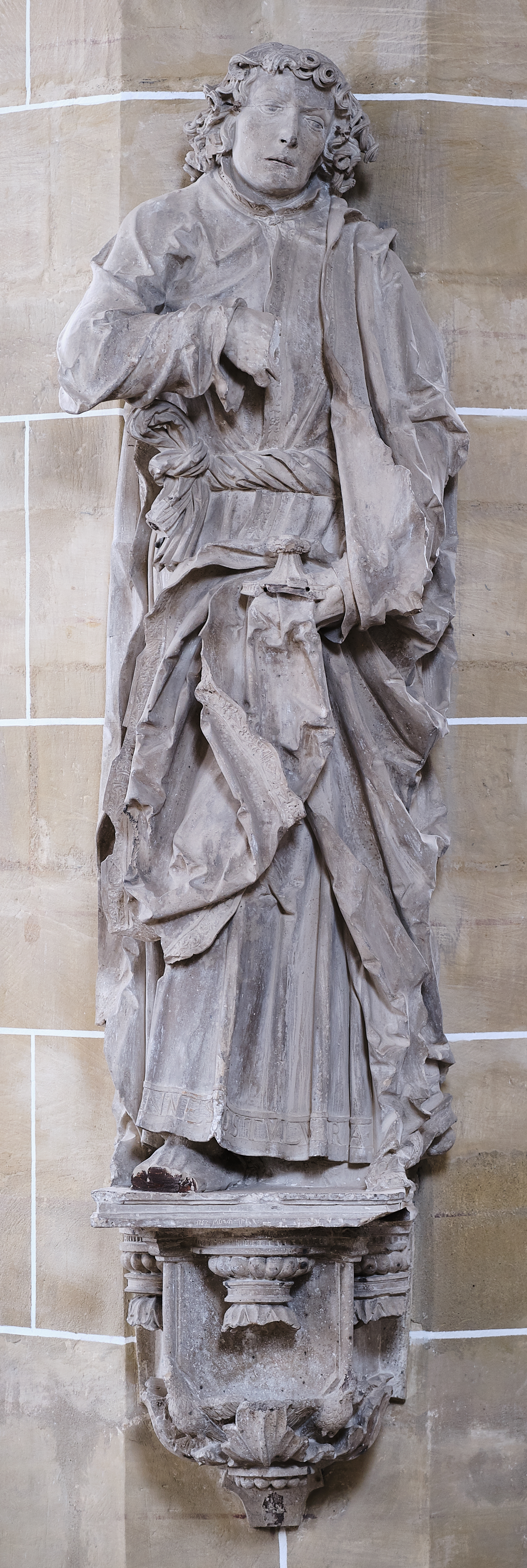
Apostel Johannes (S3)
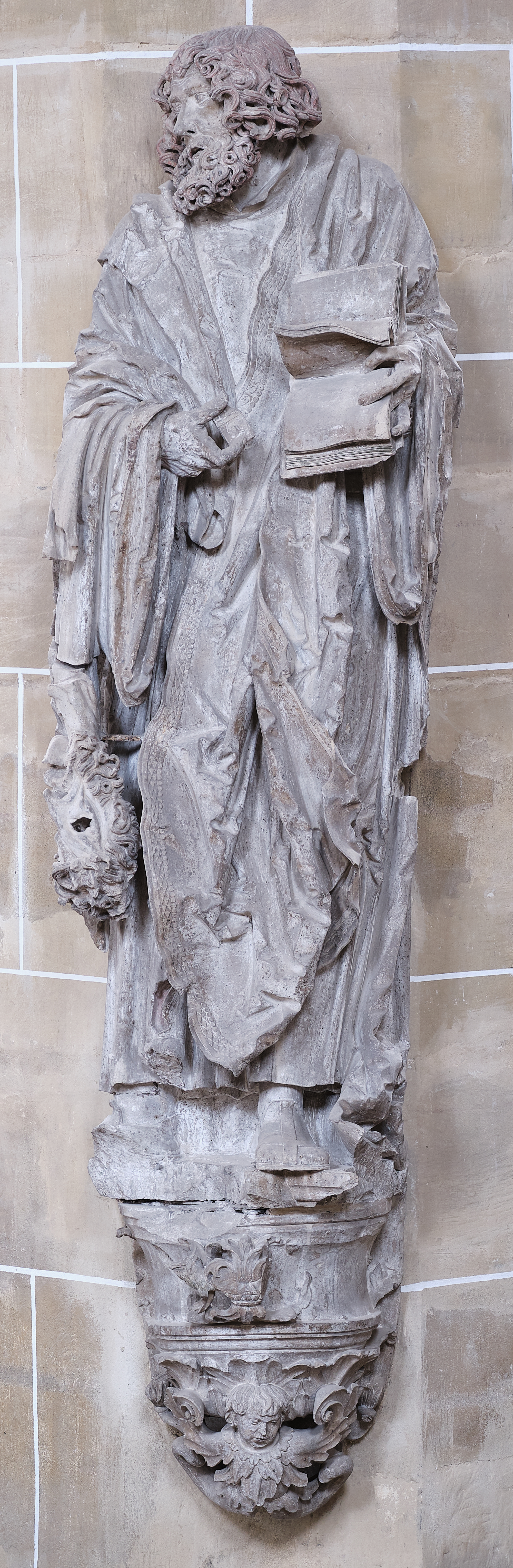
Apostel Bartholomäus (S4)
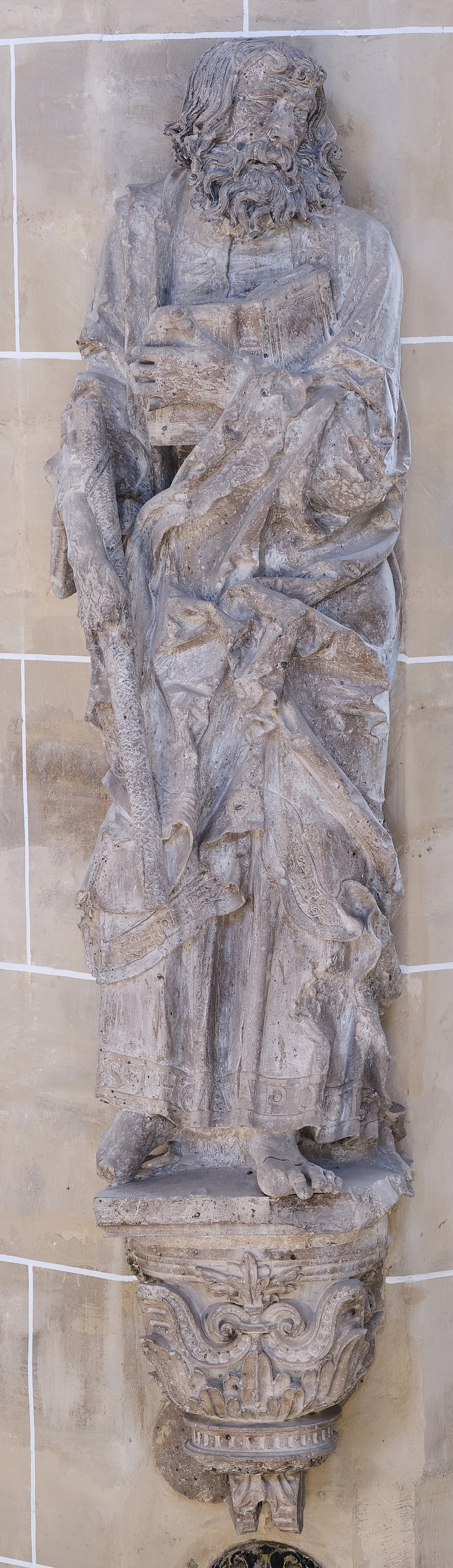
Apostel Thomas (S5)
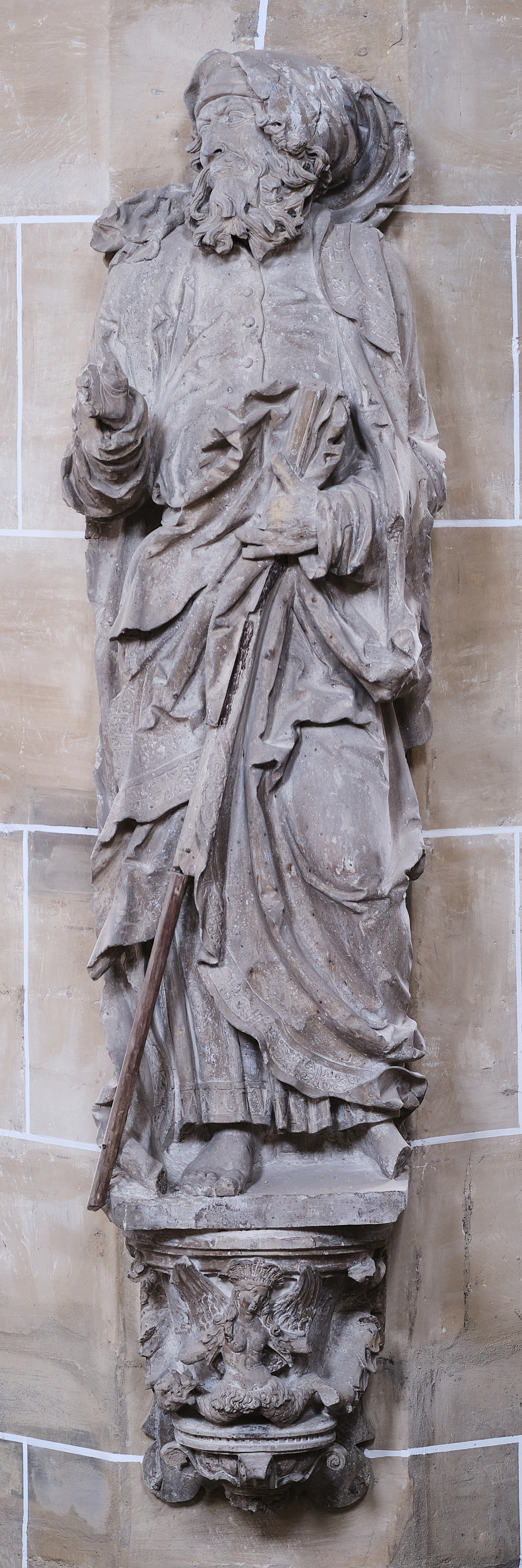
Apostel Matthias (S6)
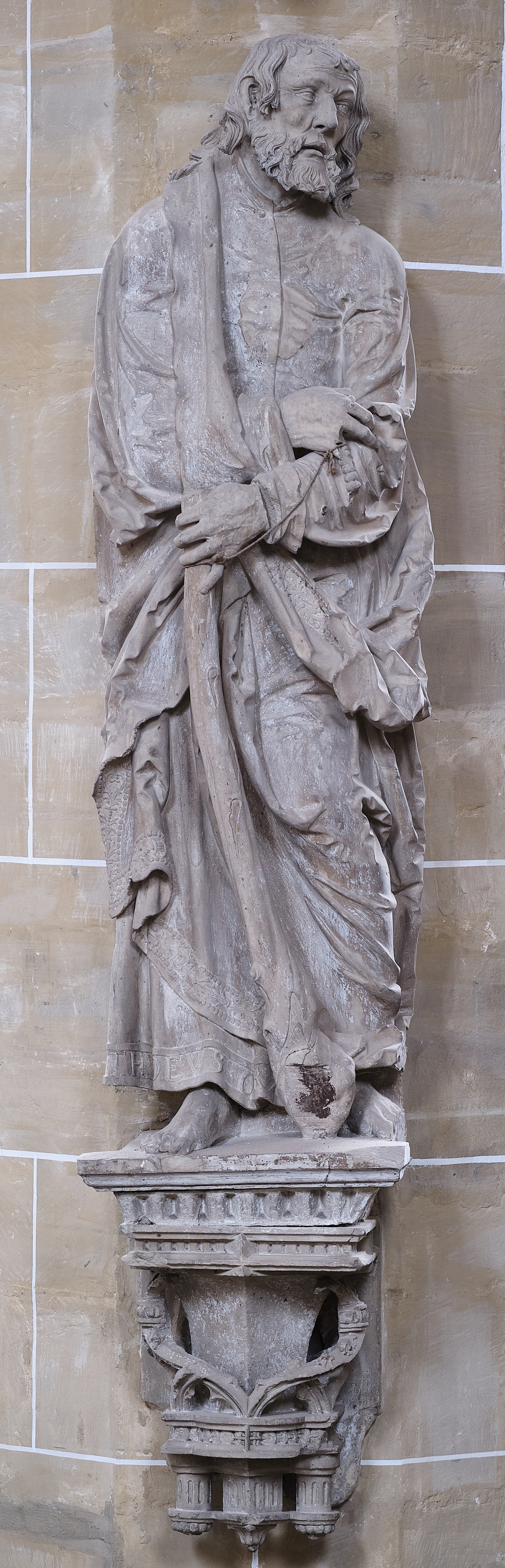
Apostel Judas Thaddäus (S7)
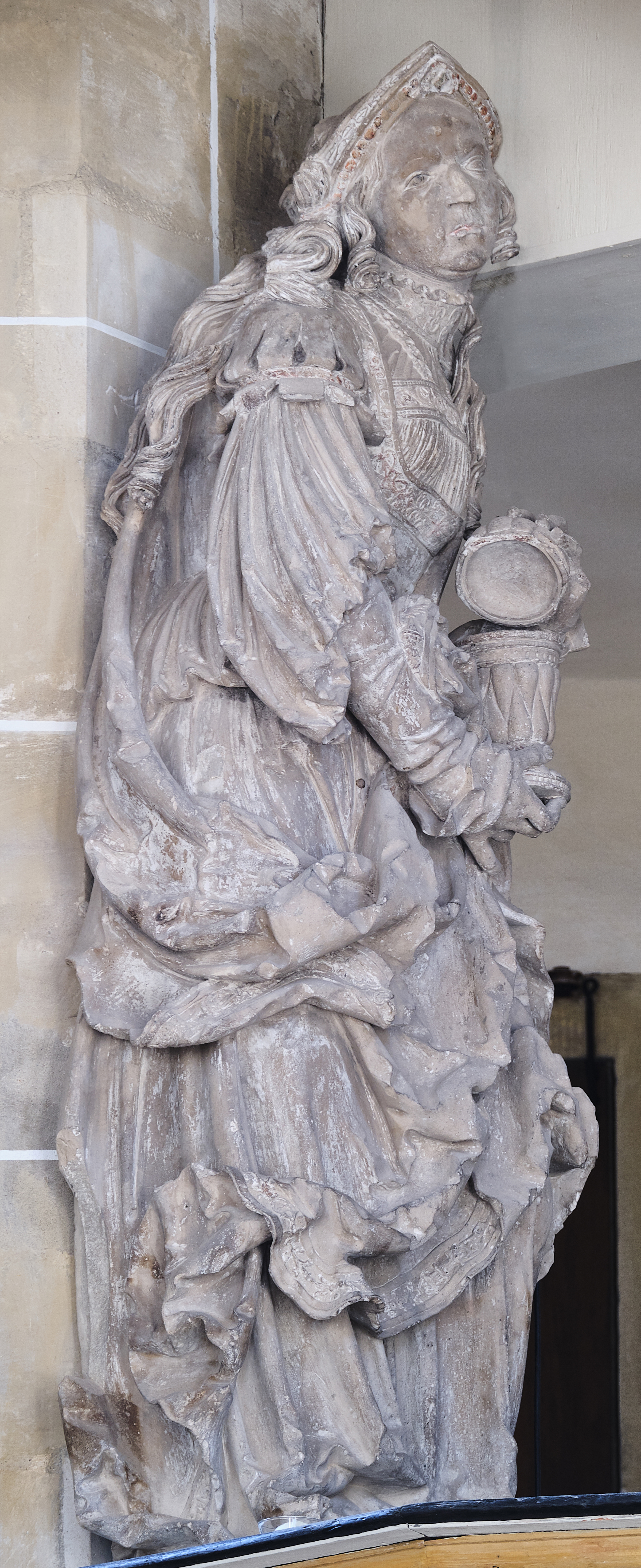
Heilige Maria Magdalena (S8)
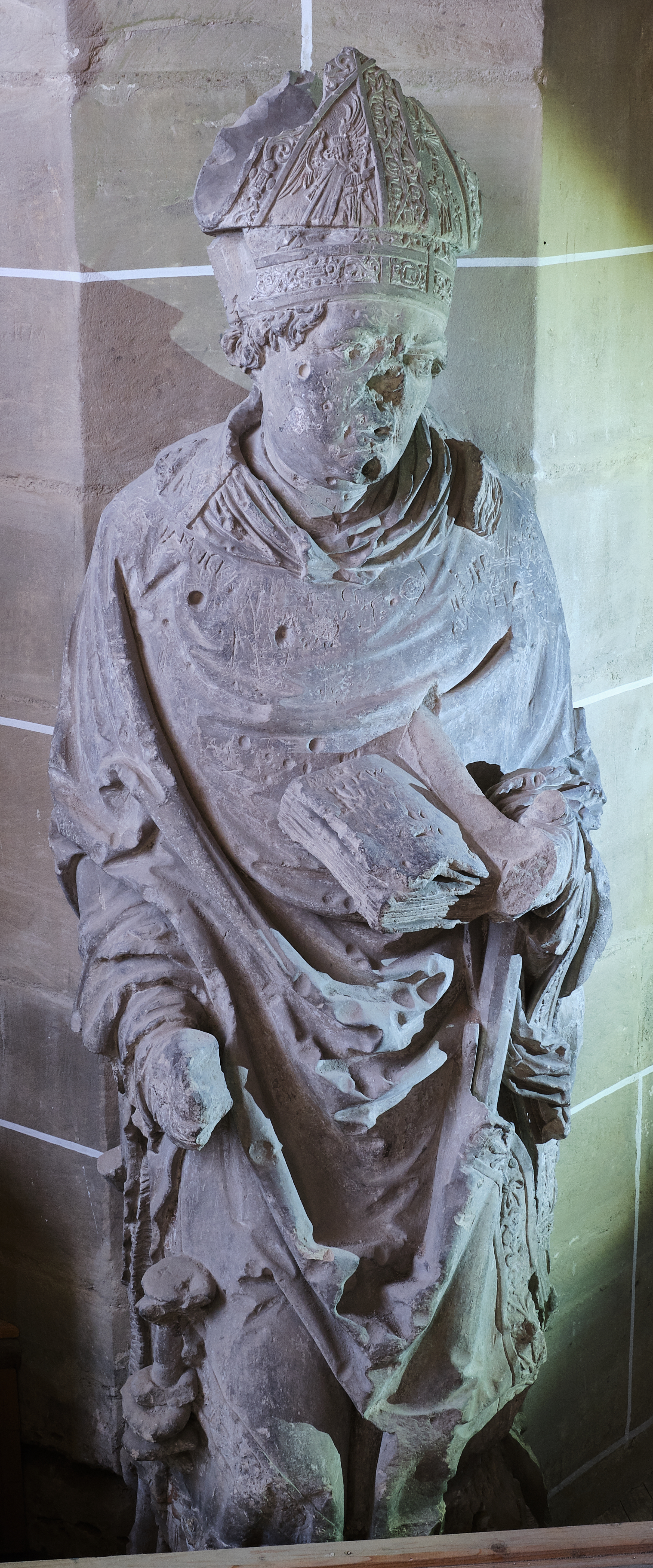
Heiliger Erasmus (S9)

| Säule | Pfeilerfigur    | vorhandene Attribute      | verlorengegangene Attribute | Inschrift |
| ----- | --------------- | ------------------------- | --------------------------- | --- |
| S1    | Christus        | Weltkugel                 | Kreuz auf Weltkugel         | SALVATOR // MVNDI // QVI CREDIT • IN • ME • ECIAM SI • MORTV//VS // FVERITDer Erlöser der Welt. Wer an mich glaubt, (der wird leben) auch wenn er gestorben ist. [Joh. 11,25] |
| S2    | Paulus          | Buch                      | Schwert                     | ΠΑΣΙ • ΓΕΓΟΝΑ • TA • ΠΑΝΤ(Α)Allen bin ich alles geworden. [1. Kor. 9, 22, Text auf linkem Mantelärmel]. SANCT(V)S // PAVLVS • O(RA)Heiliger Paulus, bete (für uns)            |
| S3    | Johannes        | Adler, Kelch mit Schlange | –                           | S(ANCTVS) • IOHANNES • [A]POSTVLVS • ORAHeiliger Apostel Johannes, bete (für uns).                                                                                            |
| S4    | Bartholomäus    | Buch, Messer, Haut        | –                           | – |
| S5    | Thomas          | Buch, Stab                | Lanze                       | SANCTVS • THOMAS • APOSTOLVS •Heiliger Apostel Thomas. |
| S6    | Matthias        | –                         | Buch, Stab                  | SANCTV(S) MATHIASHeiliger Matthias. |
| S7    | Judas Thaddäus  | Keule                     | Rosenkranz                  | [S](ANCTVS) [I]VDAS • THADEVS • ORA(Heiliger) Judas Thaddäus, bete (für uns).                                                                                                 |
| S8    | Maria Magdalena | Salbbüchse                | –                           | – |
| S9    | Erasmus         | Buch, Bischofsstab        | Winde (Folterwerkzeug)      | – |

Pfeilerfiguren auf der Nordseite
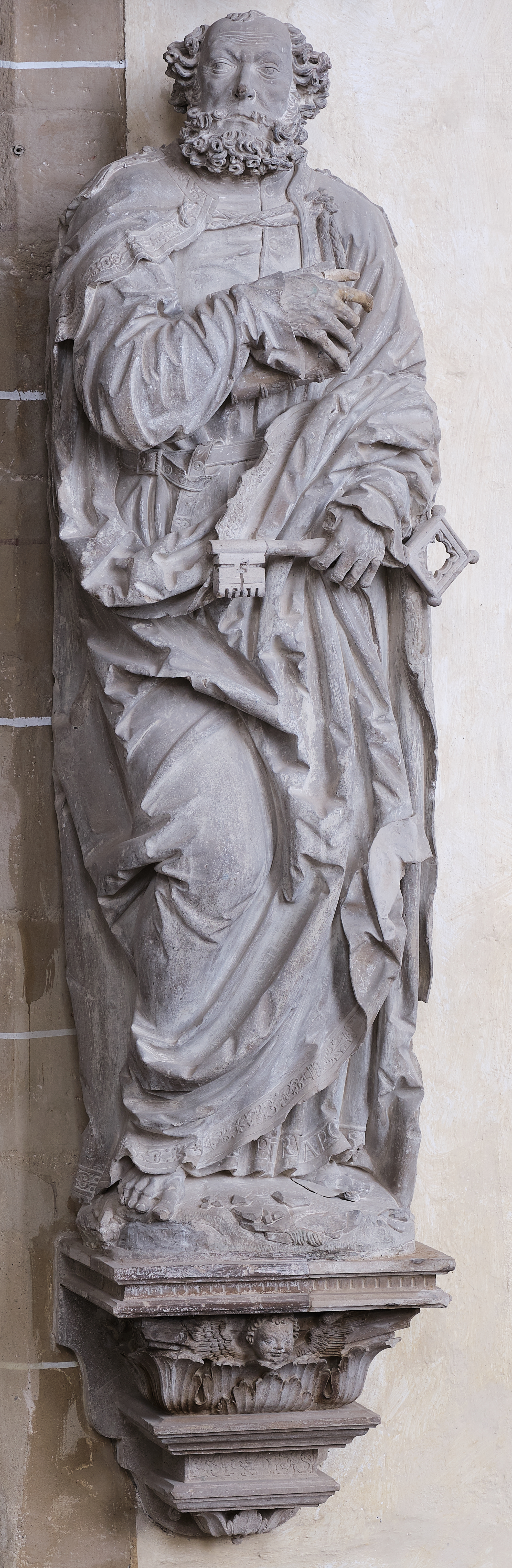
Apostel Petrus (N1)
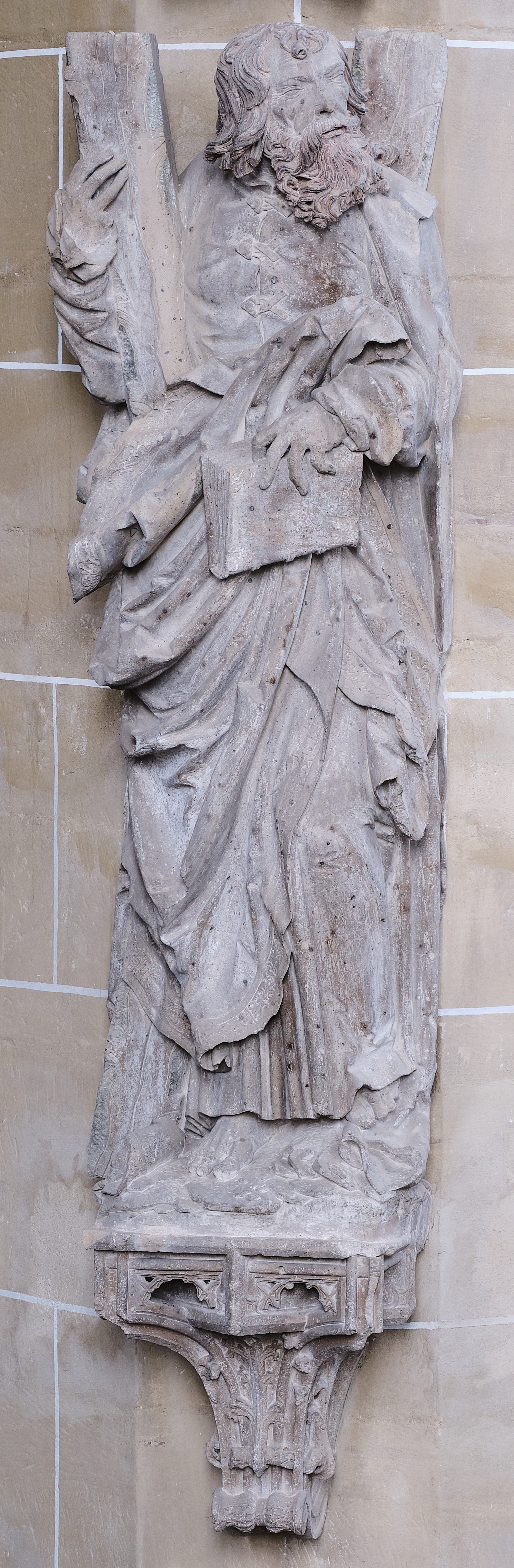
Apostel Andreas (N2)
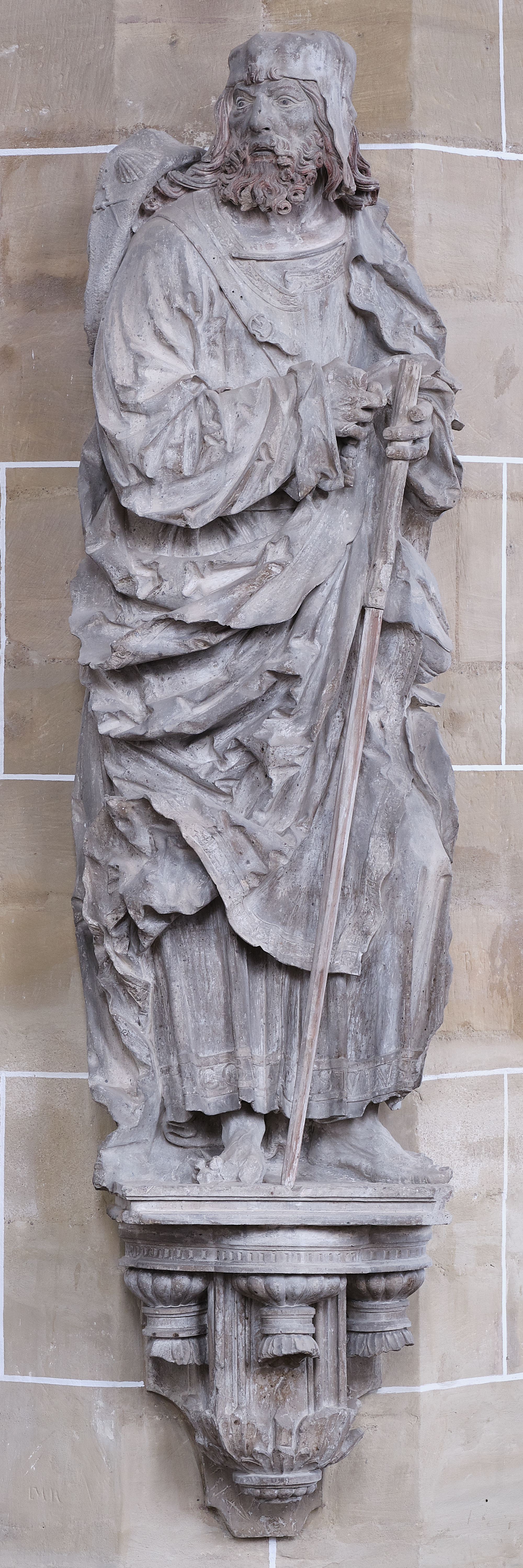
Apostel Jacobus d. Ä. (N3)
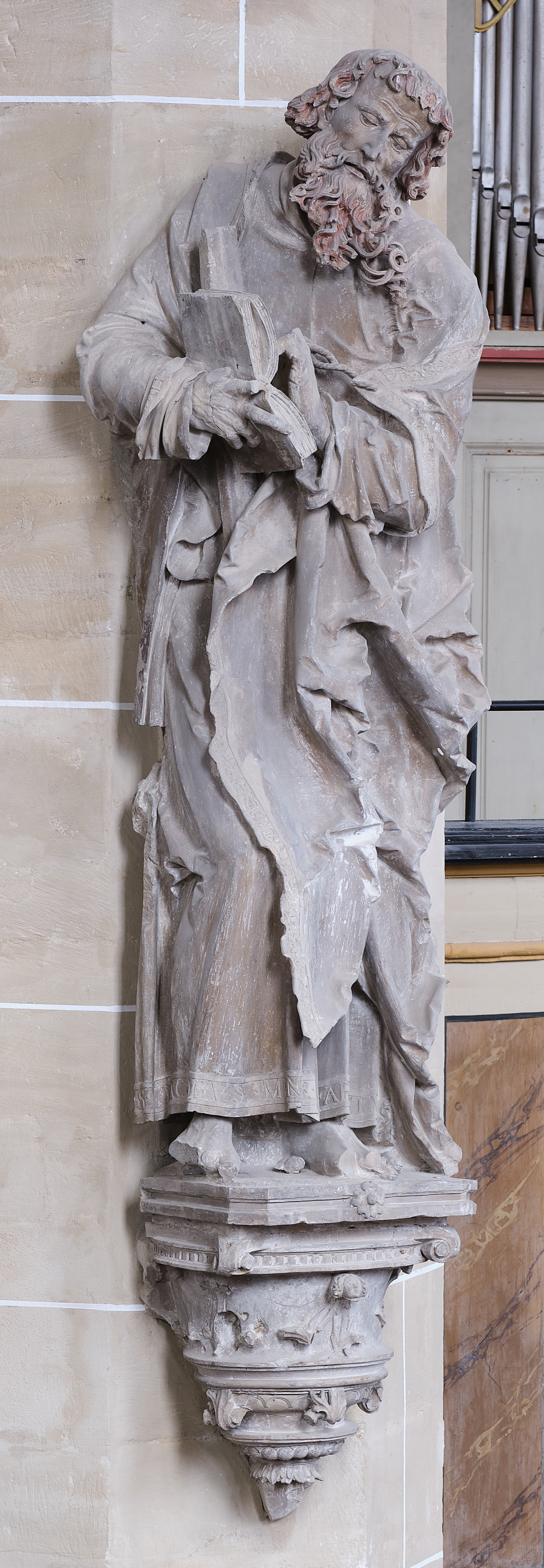
Apostel Jacobus d. J. (N4)
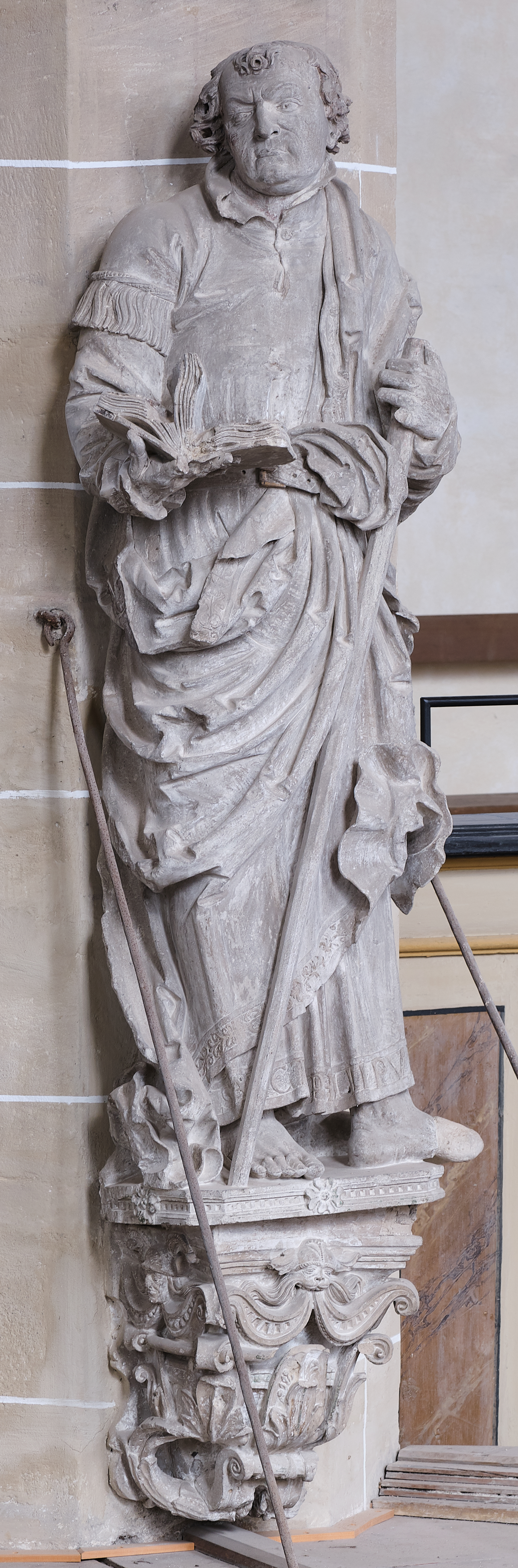
Apostel Philippus (N5)
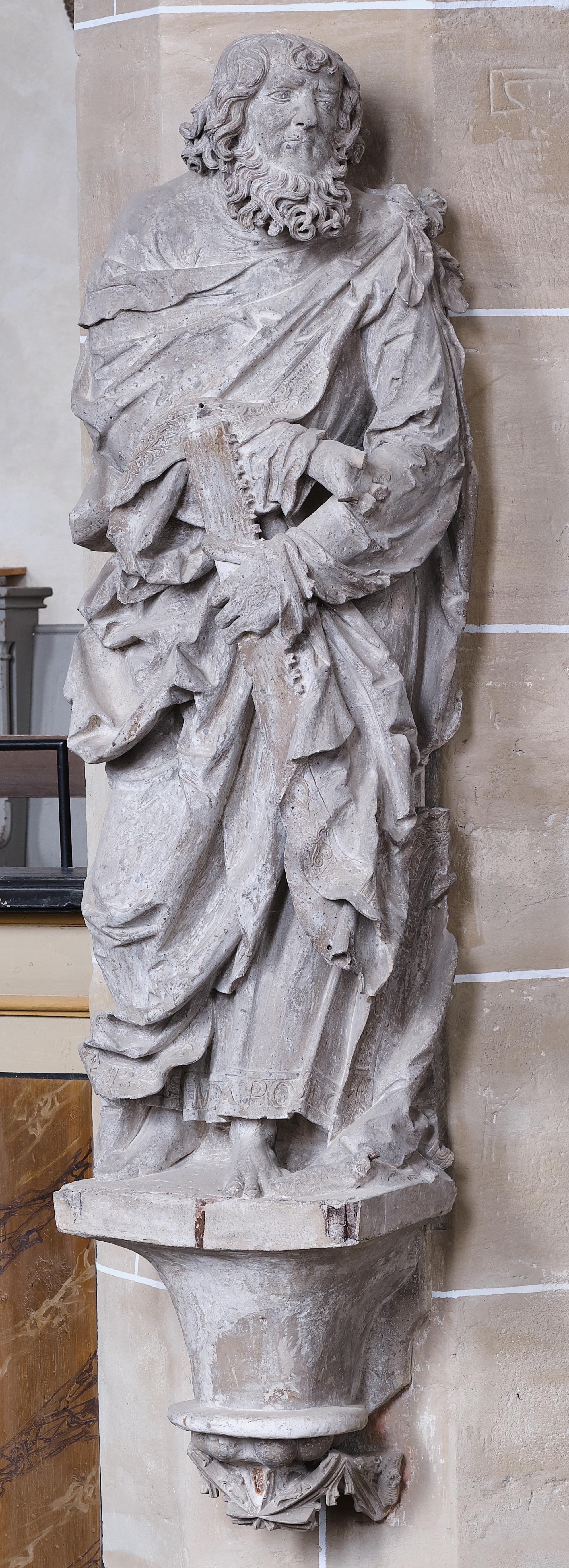
Apostel Simon der Zelote (N6)
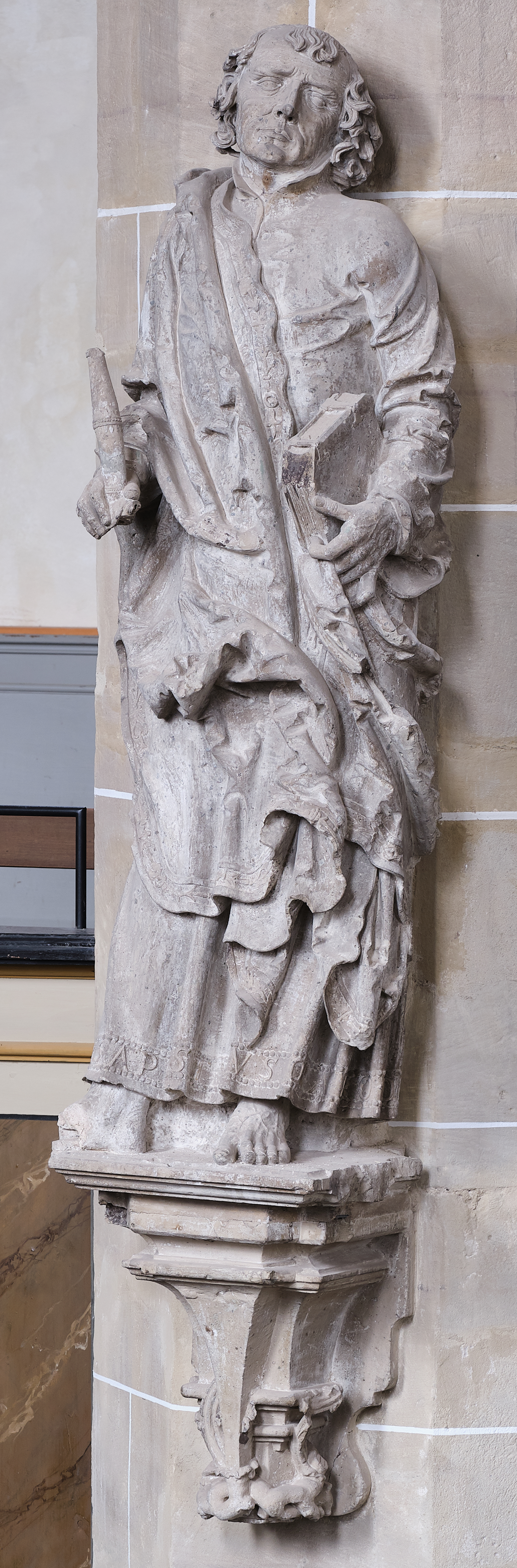
Apostel Matthäus (N7)
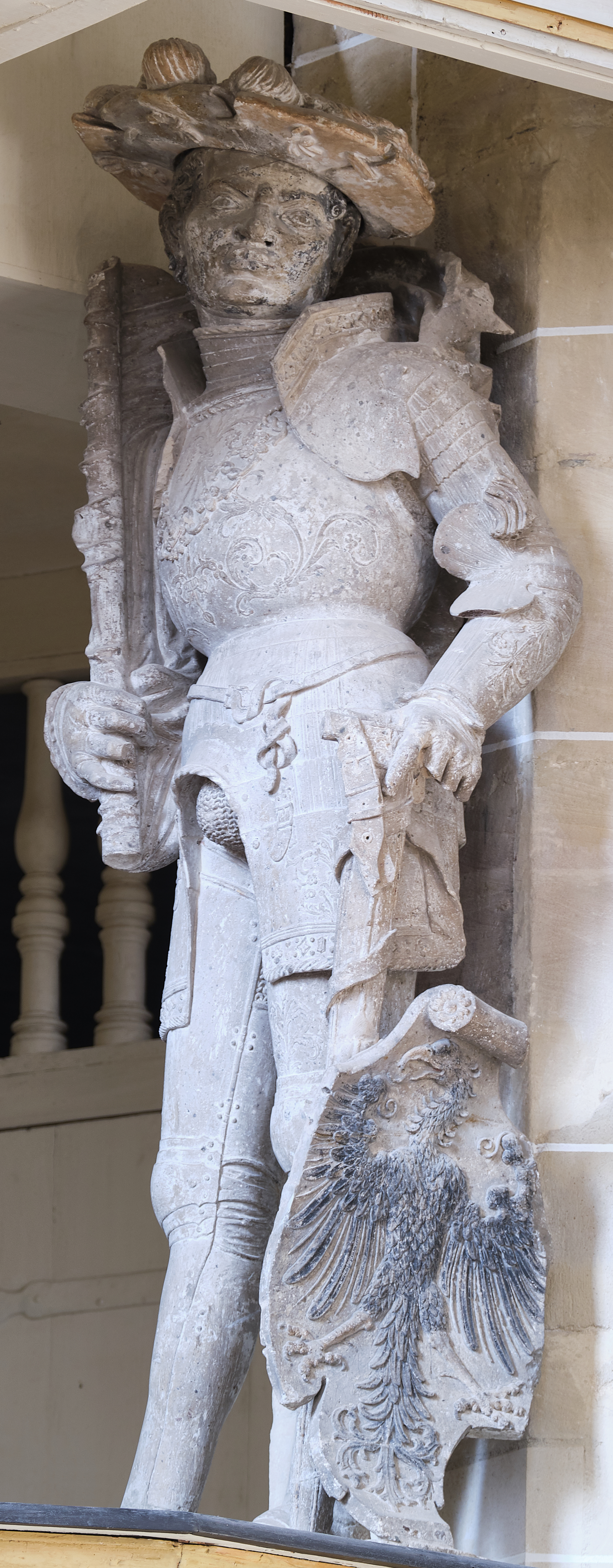
Heiliger Mauritius (N8)

| Säule | Pfeilerfigur      | vorhandene Attribute                             | verlorengegangene Attribute | Inschrift                                                                                       |
| ----- | ----------------- | ------------------------------------------------ | --------------------------- | ----------------------------------------------------------------------------------------------- |
| N1    | Petrus            | Buch, Schlüssel, Stirnlocke                      | –                           | S(ANCTVS) • PETRVS • APOSTVLVS • O(RA)Heiliger Apostel Petrus, bete (für uns).                  |
| N2    | Andreas           | Buch, Gabelkreuz                                 | –                           | –                                                                                               |
| N3    | Jacobus d. Ä.     | geschürzter Mantel, Pilgerstab, -tasche und -hut | –                           | • S(ANCTVS) • IACOBVS • APOSTVLVS • ORAHeiliger Apostel Jacobus, bete (für uns).                |
| N4    | Jacobus d. J.     | Buch, Walkerstange                               | –                           | • S(ANCTVS) • IACOBVS • MINOR • // • APOSTVLVSHeiliger Apostel Jacobus Minor.                   |
| N5    | Philippus         | Buch, Stab                                       | rechtwinkliges Stabkreuz    | SANCTVS • PHILIPPVS • APOSTOLV(S)Heiliger Apostel Philippus.                                    |
| N6    | Simon             | Säge, Schleife auf der linken Schulter           | Buch                        | S(ANCTVS) • SIMON • APOSTO(LVS)Heiliger Apostel Simon.                                          |
| N7    | Matthäus          | Buch, Schwert                                    | –                           | • S(ANCTVS) • MATHEVS • APOSTVLVS • ORA • PRO • NOBI(S)Heiliger Apostel Matthäus, bete für uns. |
| N8    | Mauritius         | Schwert, Adlerschild                             | Fahnenschaft, Lanzenspitze  | ANNO / D(OMI)NI • M • / D • XXVIm Jahr des Herrn 1525. [Text auf Wappenschild, Konsole]         |
| (N9)  | (vermutl. Ursula) | verlorengegangen                                 | verlorengegangen            | verlorengegangen                                                                                |

#### Baldachinfiguren
Im 17. Jahrhundert wurde auf der Südseite des Doms eine Fürstenloge eingebaut. Infolgedessen entfernte man die Baldachine nebst Nothelferfiguren von Thomas, Matthias und Judas Thaddäus. Cyriakus konnte später im Depot der Moritzburg wiederentdeckt werden. Achatius, Vitus und die Plastiken von Katharina und Barbara sind nicht mehr auffindbar.

Baldachinfiguren auf der Südseite
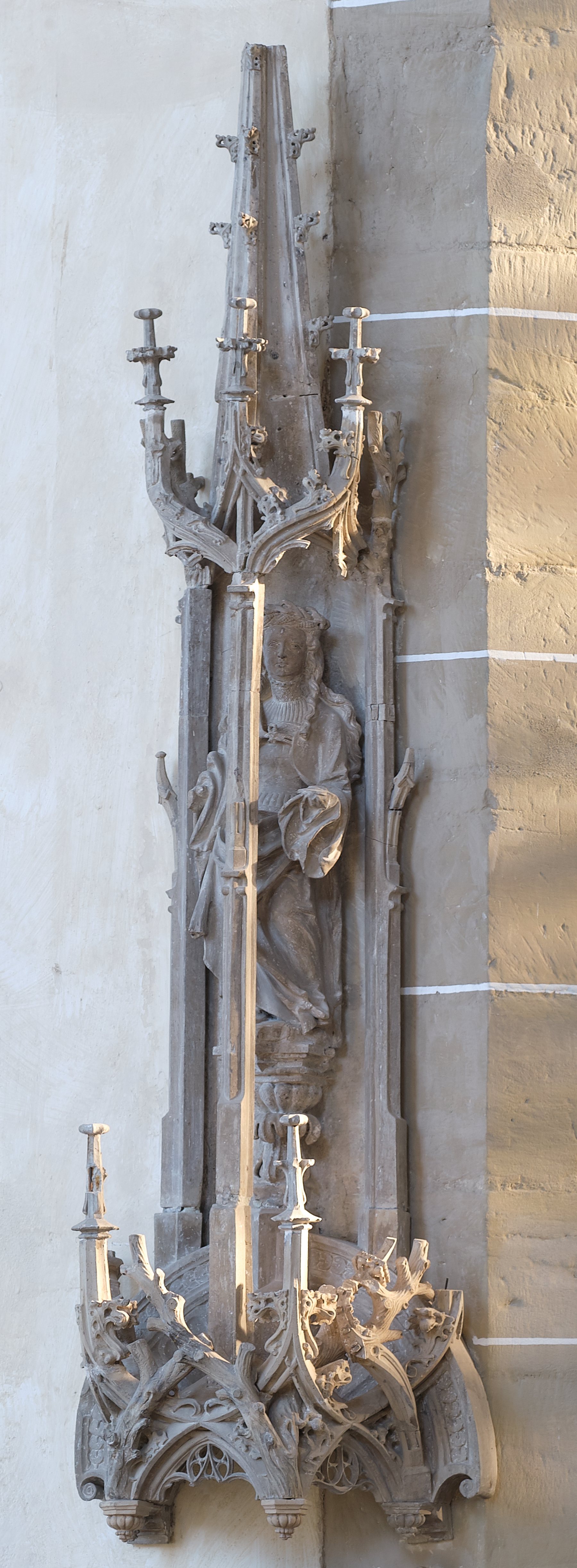
Heilige Ecclesia (S1)
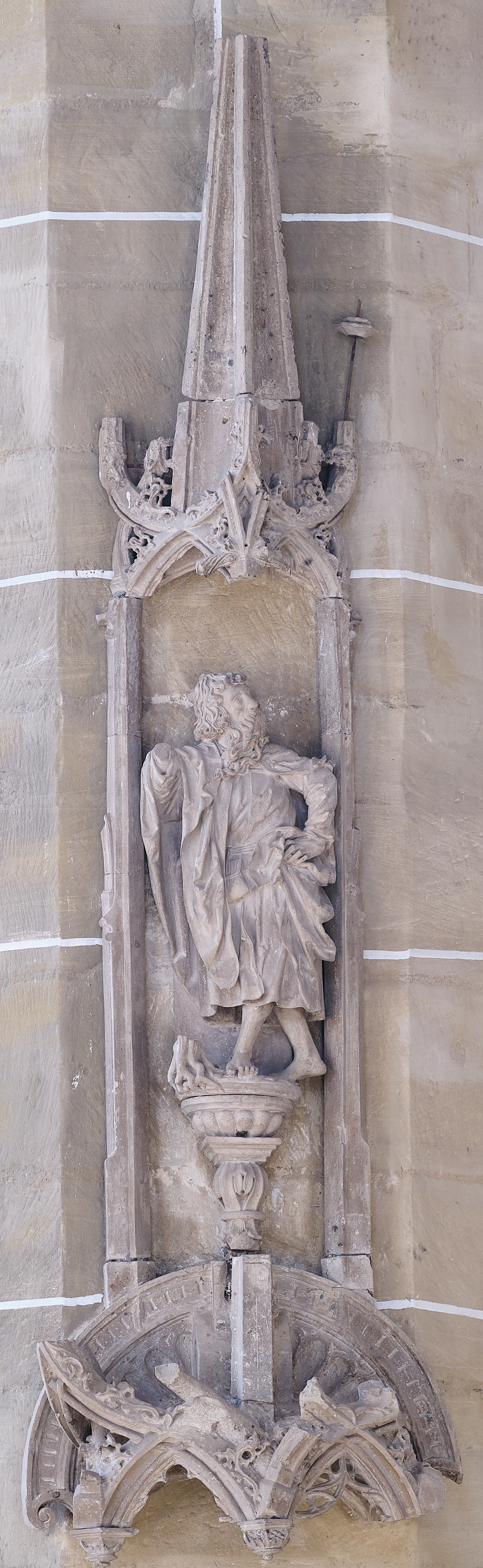
Heiliger Christophorus (S2)
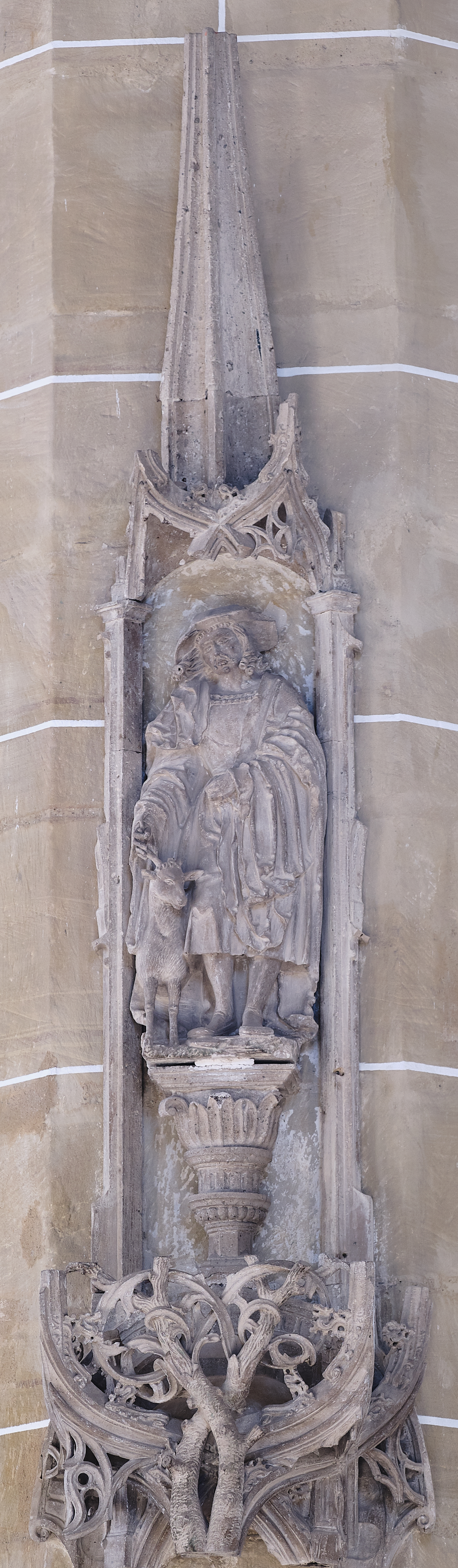
Heiliger Eustachius (S3)
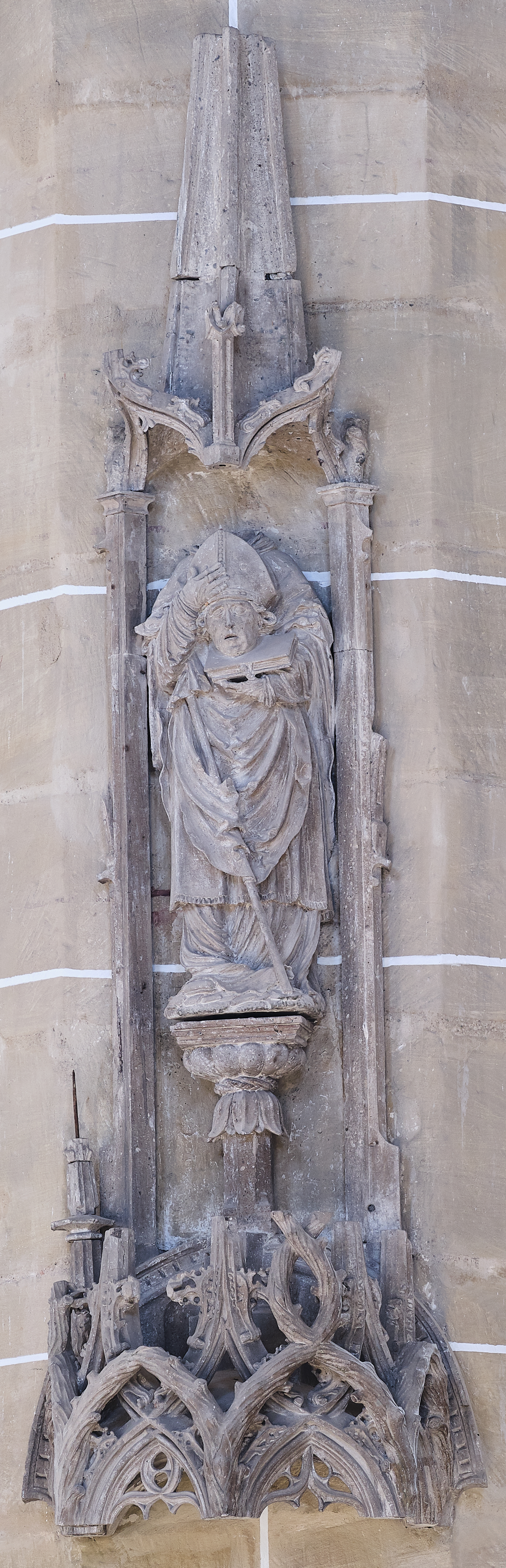
Heiliger Dionysius (S4)
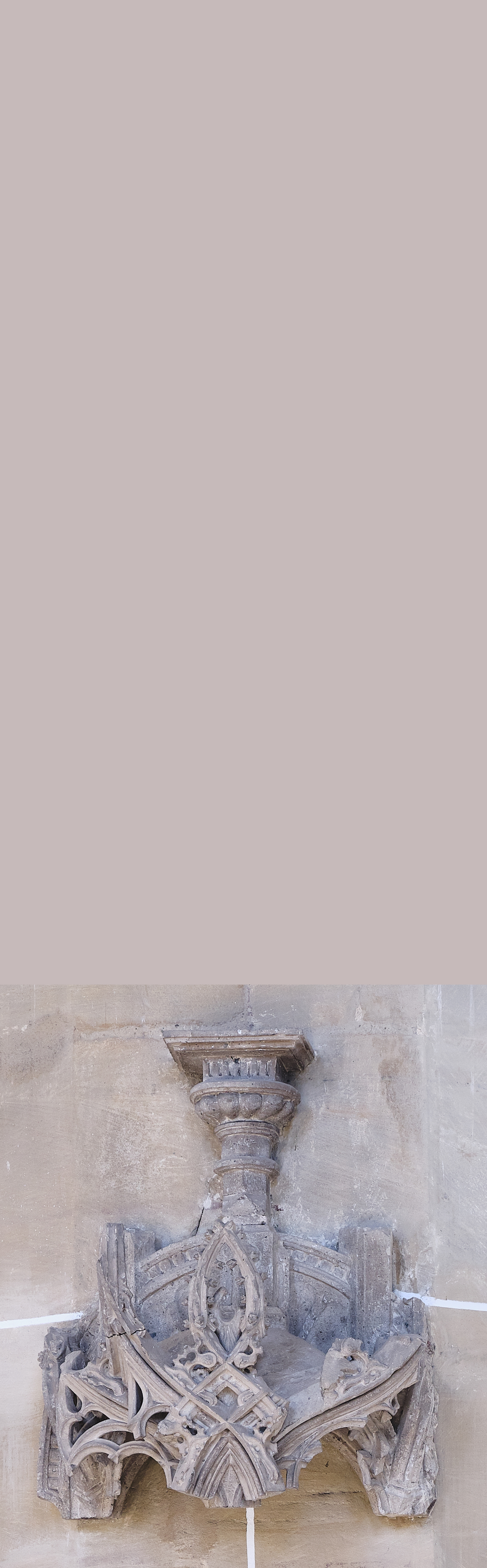
Sockel Heiliger Cyriakus? (S5)
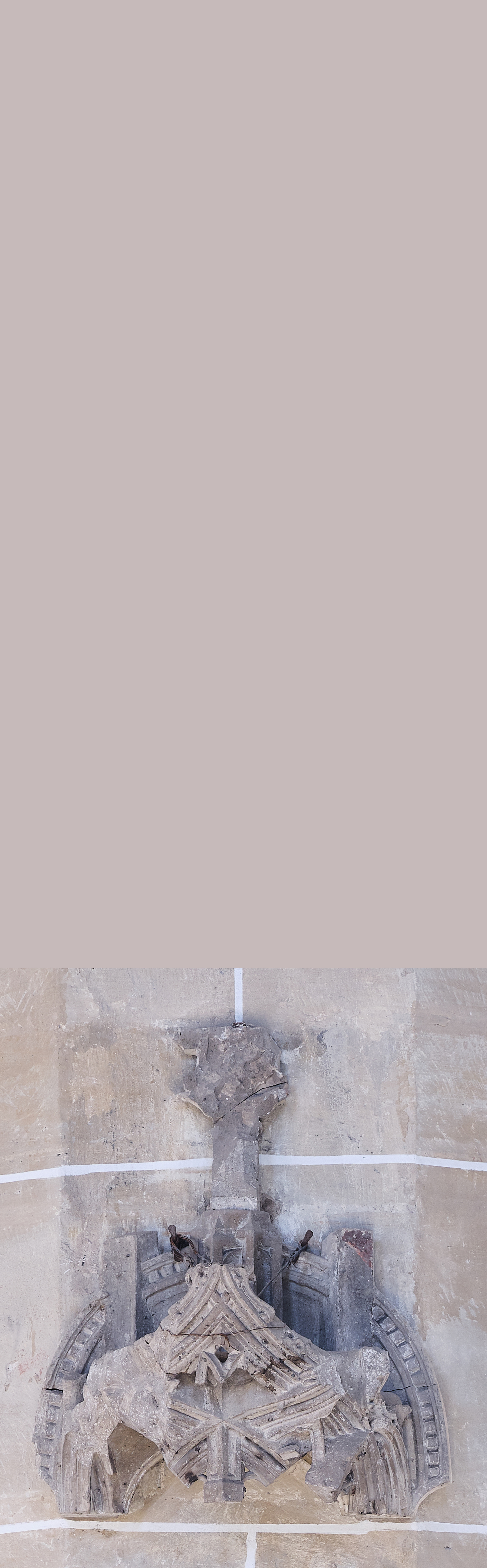
Sockel einer unbekannten Nothelferfigur (S6)
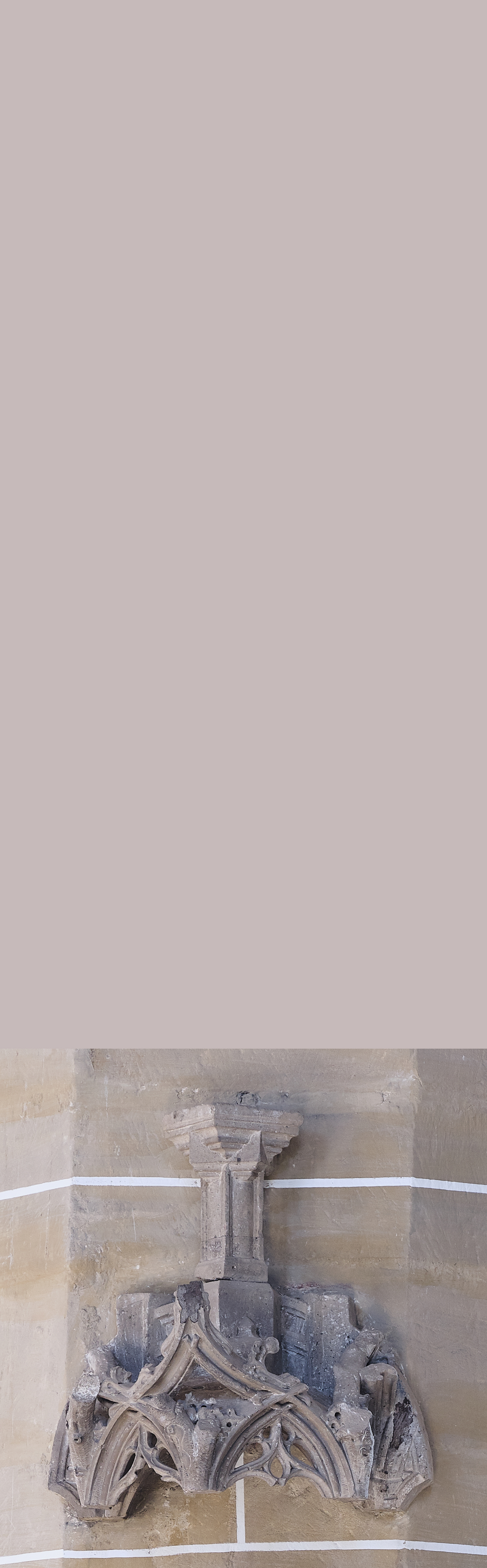
Sockel einer unbekannten Nothelferfigur (S7)

| Säule | Pfeilerfigur        | vorhandene Attribute                                            | verlorengegangene Attribute                                     |
| ----- | ------------------- | --------------------------------------------------------------- | --------------------------------------------------------------- |
| S1    | Ecclesia            | Kelch                                                           | Stabkreuz                                                       |
| S2    | Christophorus       | –                                                               | Christuskind, fruchttragender Baumstamm                         |
| S3    | Eustachius          | Hirsch                                                          | linkes Geweih, Kruzifix                                         |
| S4    | Dionysius           | abgeschlagener Kopf mit Mitra                                   | Bischofsstab                                                    |
| (S5)  | (vermutl. Cyriakus) | zwischenzeitlich verlorengegangen, in der Moritzburg aufbewahrt | zwischenzeitlich verlorengegangen, in der Moritzburg aufbewahrt |

Baldachinfiguren auf der Nordseite
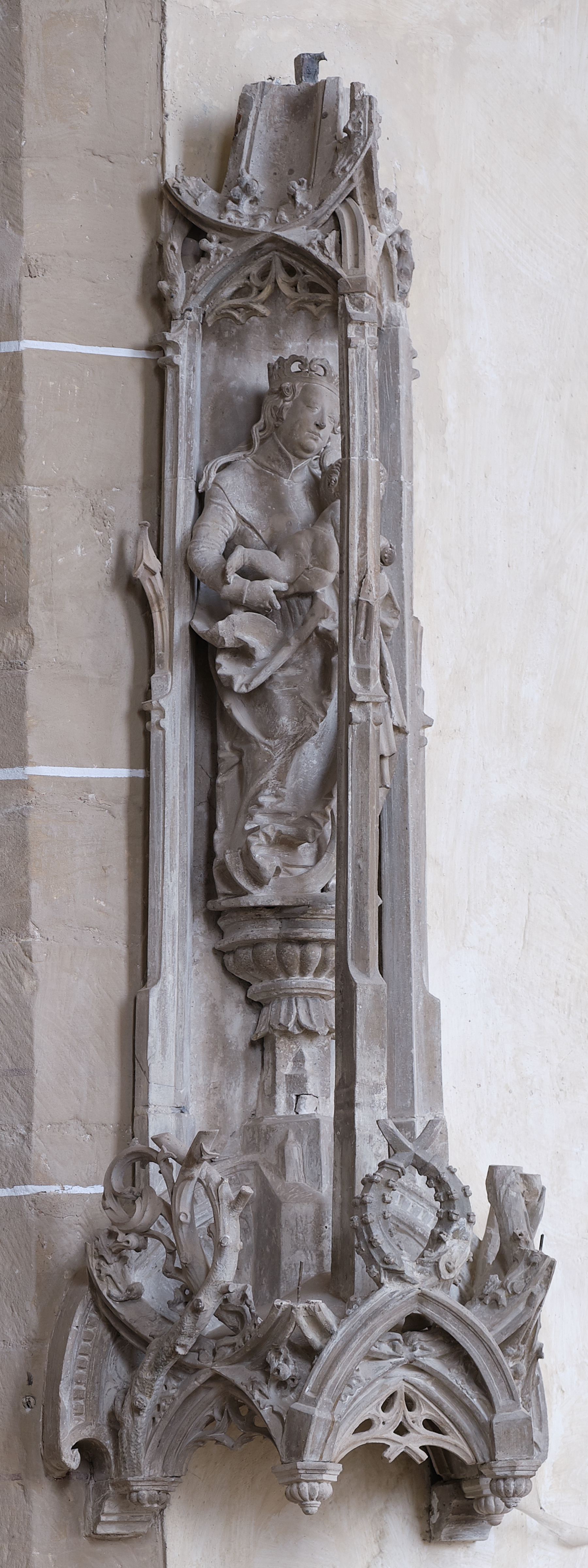
Madonna (N1)
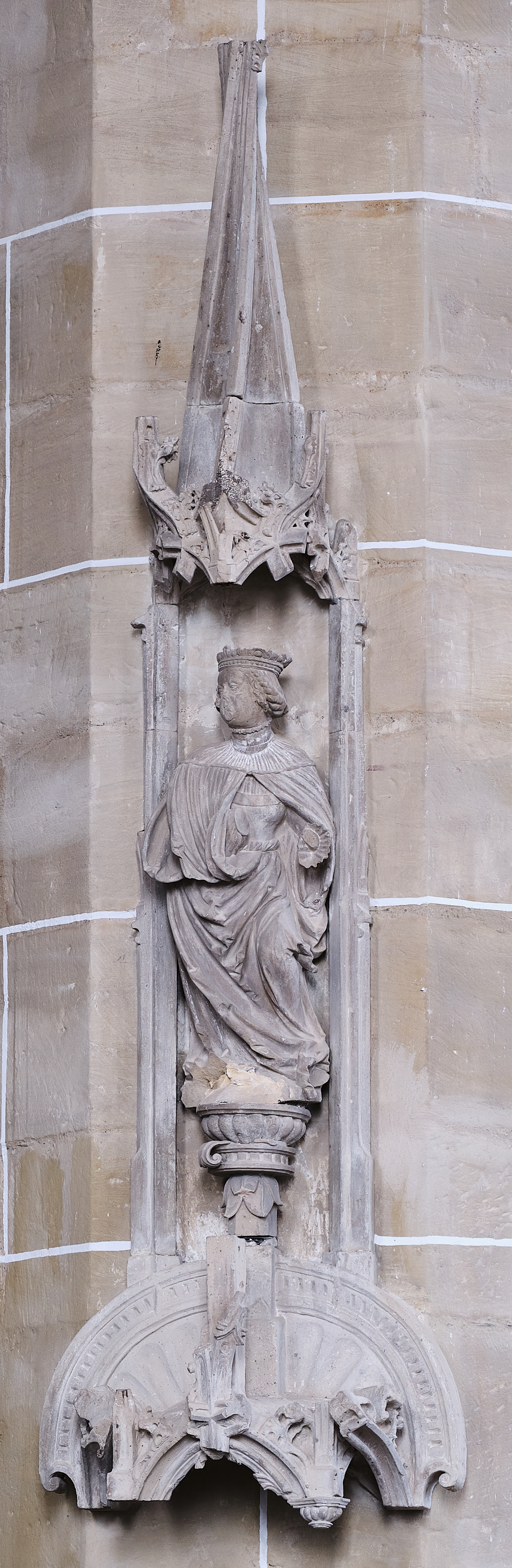
Heilige Margareta (N2)
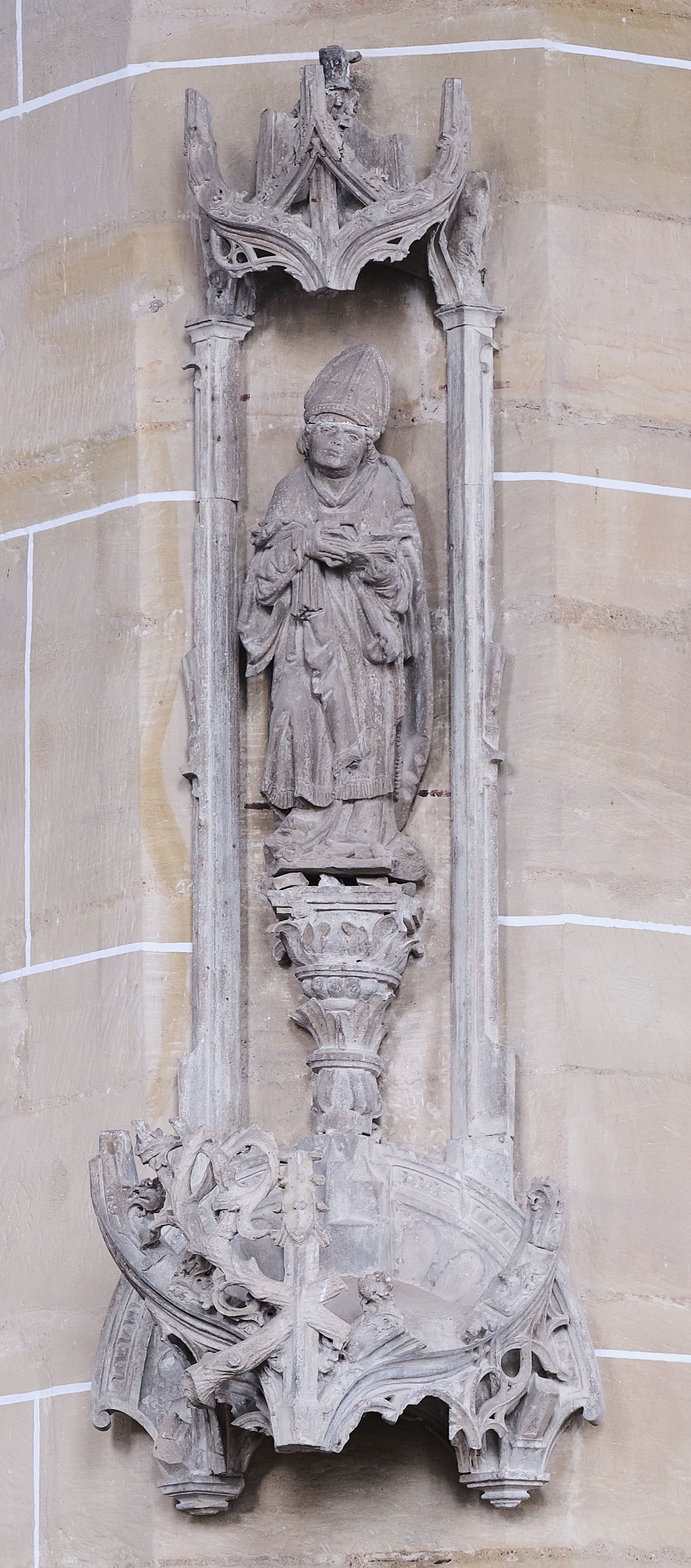
Heiliger Erasmus (N3)
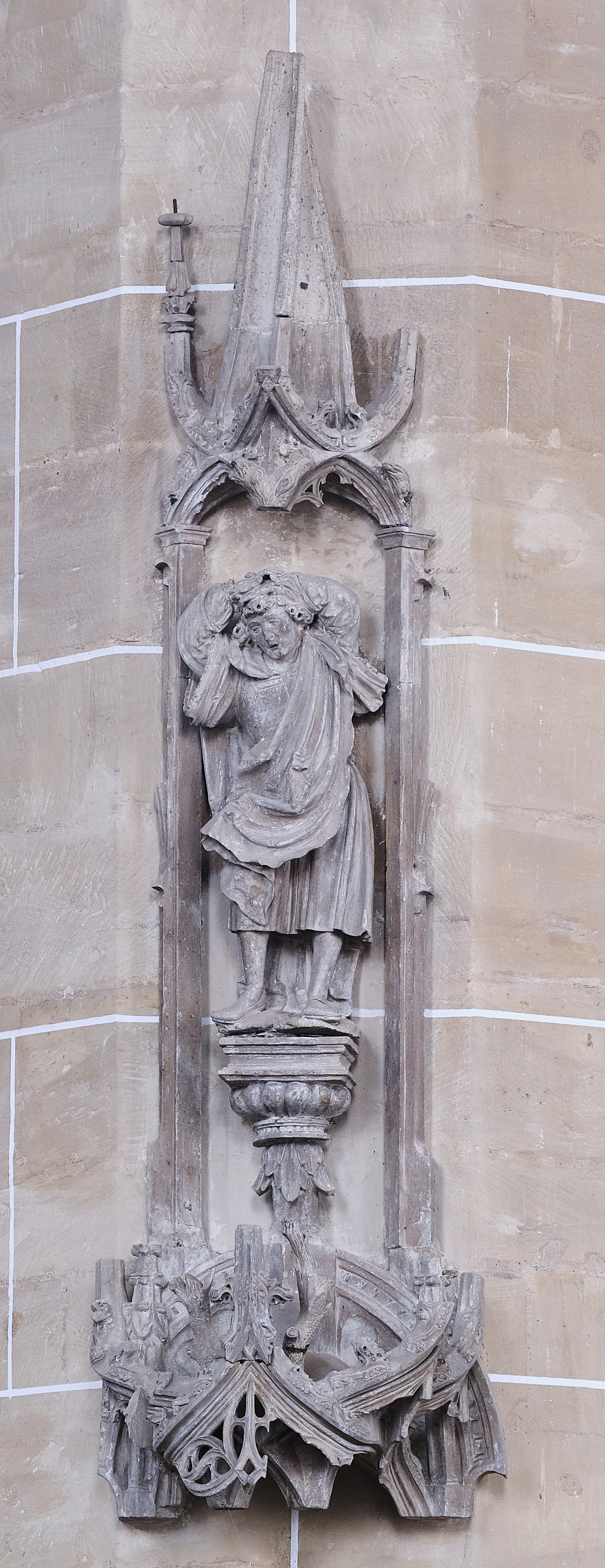
Heiliger Pantaleon (N4)
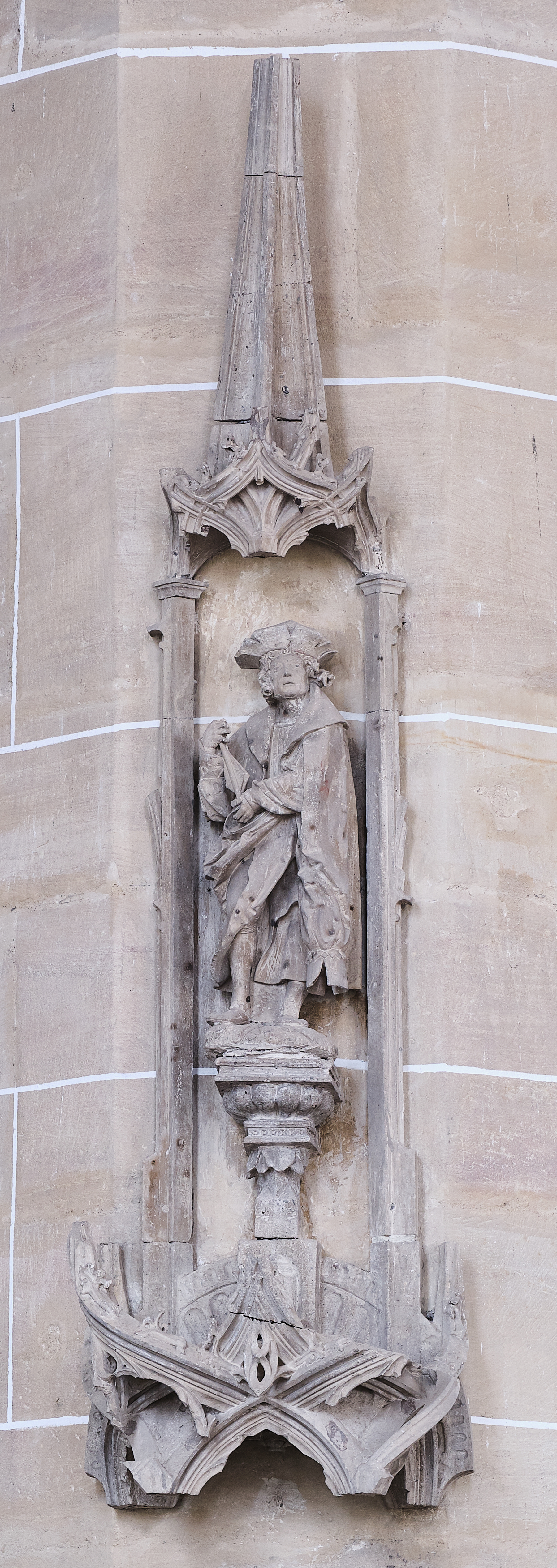
Heiliger Ägidius (N5)
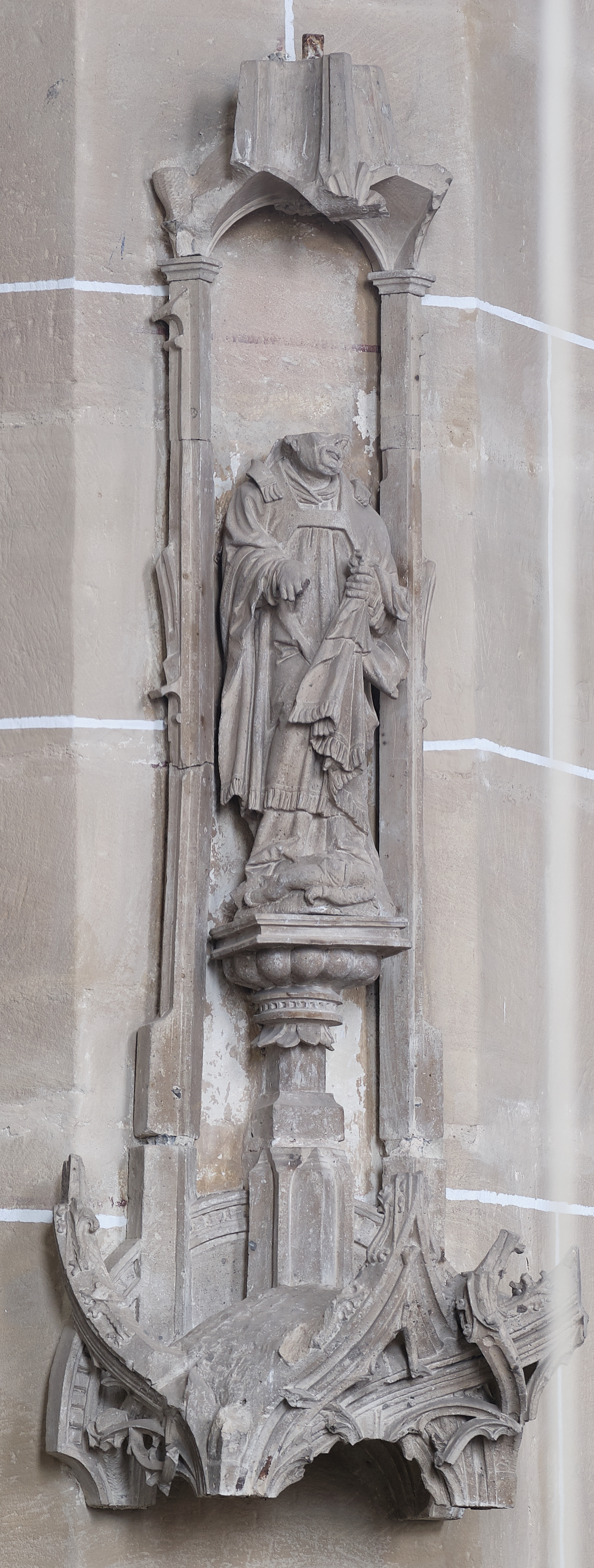
Heiliger Blasius (N6)
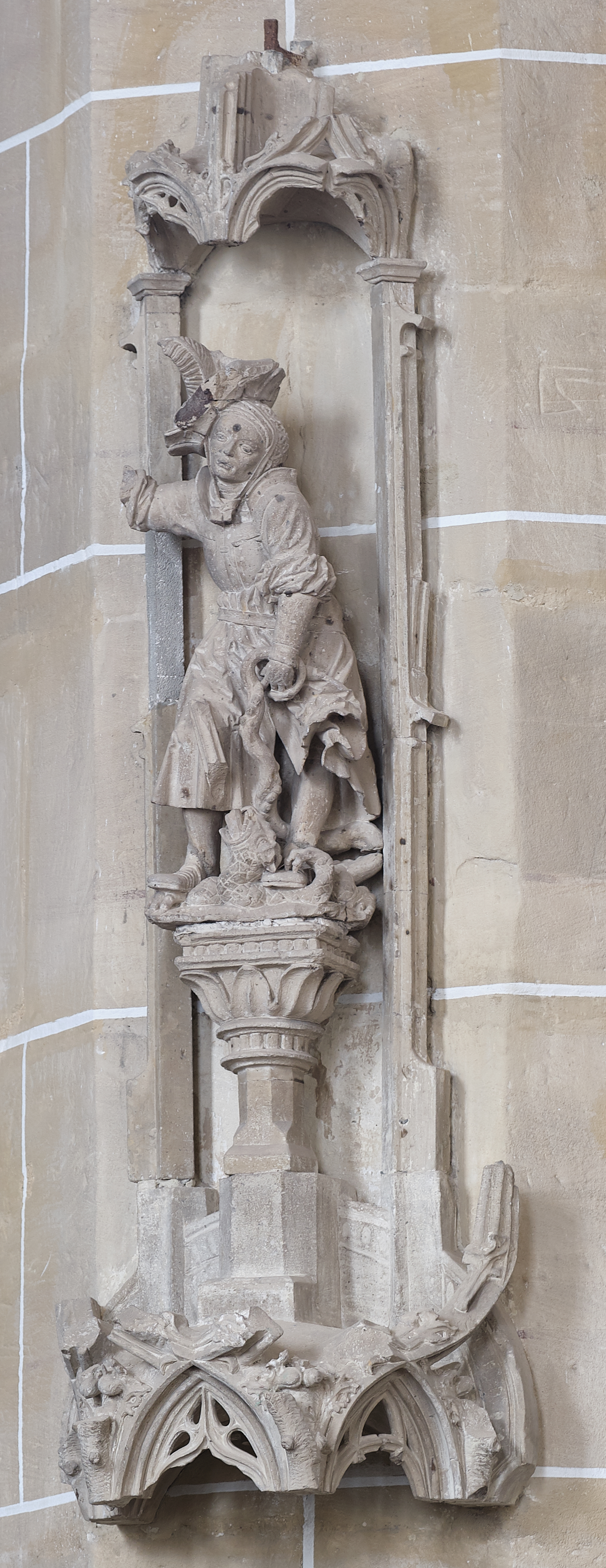
Heiliger Georg (N7)

| Säule | Pfeilerfigur | vorhandene Attribute                      | verlorengegangene Attribute |
| ----- | ------------ | ----------------------------------------- | --------------------------- |
| N1    | Madonna      | Kind, Mondsichel                          | –                           |
| N2    | Margareta    | –                                         | –                           |
| N3    | Erasmus      | –                                         | –                           |
| N4    | Pantaleon    | auf den Kopf genagelte Hände, kurzer Rock | –                           |
| N5    | Ägidius      | Barett, Pfeil, Kukulle mit Kapuze         | –                           |
| N6    | Blasius      | Kind zu Füßen                             | Bischofsstab                |
| N7    | Georg        | kurzer Rock, Federhut                     | Lanze                       |

## Weitere exemplarische Hauptwerke
Zur zeitlichen Einordnung vgl. Tabelle mit dem Überblick über das Œuvre.

### Weihetafel in der Magdalenen-Kapelle

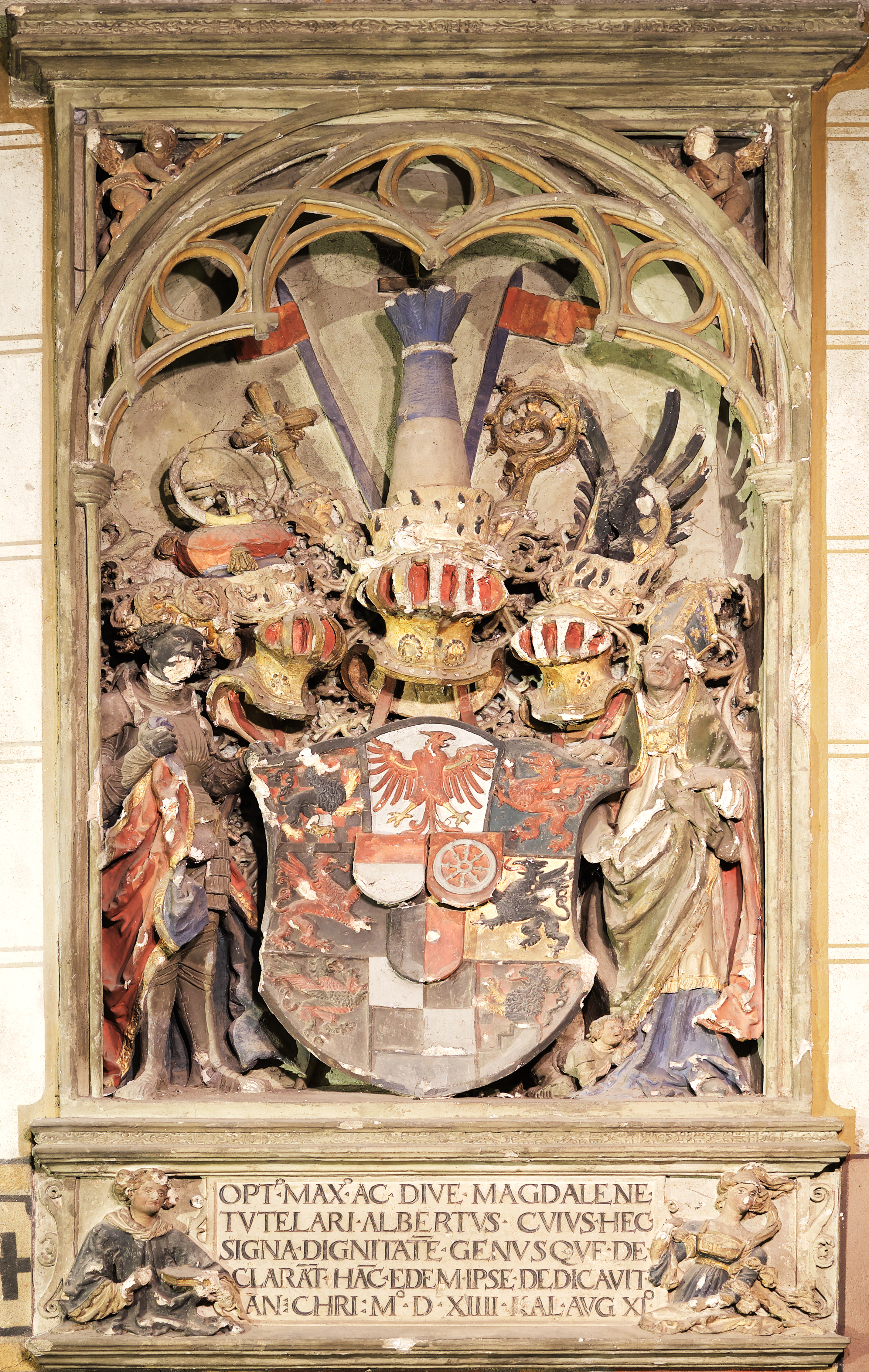
Weihetafel, Maria-Magdalenen-Kapelle, Moritzburg Halle (1515/16)

- Ort: Halle, Moritzburg, Magdalenen-Kapelle, Nordwand.
- Material: Andernacher Tuffstein, 190 × 105 cm.
- Erhaltungszustand: Mauritius, Stephanus und die Zwickelputtos weisen schwere Beschädigungen an den Köpfen auf. Hände und Finger teilweise abgebrochen. Rundbogen mit Blendmaßwerk erneuert.

a) Einordnung

Die Weihetafel für die Magdalenen-Kapelle:49–52:232–236 wurde von Kardinal Albrecht zur Erinnerung gestiftet und weihte 1514, am Festtag der Titelheiligen, die Kapelle persönlich ein. Die Kapelle diente als erster Aufbewahrungs- und Ausstellungsort für Kardinal Albrechts umfangreiche und kostbare Reliquiensammlung. Sie „ist in Halle das früheste erhaltene Beispiel für die Verwendung von Renaissanceelementen in der Skulptur und stellt damit ein unschätzbares Stück für die Entwicklung von der Gotik zur Renaissance dar.“:232 Die flächenfüllende Funktion der Einzelfiguren und der Sinn für Eleganz und Effekt werden einer dekorativen Gesamtwirkung untergeordnet. Der schwermütigen Unterton ist in der dekorativ-spielerischen Darstellung nicht zu übersehen. Beides verweist auf Komponenten des Schroschen Gestaltungskanons. Das überdimensionierte Wappenschild drängt die Figuren an die Seite und steht im Gegensatz zu den zierlichen drei Helmen. Eine Eigenart vom Schro-Stil vergegenwärtigt sich in der Spreizstellung der Füße des Mauritius und im Vorschieben von Schulter und Spielbein in den Raum – ganz im Widerspruch zum vorherrschenden Gesetz der Fläche.:50
b) Sinngehalt

Als Handlungsträger agieren Mauritius und der Heilige Martin, zu dessen Füßen der Bettler liegt, der den halben Mantel als Geschenk erhalten hat. Beide halten das Wappen Kardinal Albrechts aufrecht, welches in neun Bereiche unterteilt ist. Links unten neben der Inschrift befindet sich der Heilige Stefan und rechts unten, neben der Tafel, ist Maria Magdalena dargestellt. Im mittleren Feld von Albrechts Wappen befinden sich drei kleinere Herz-Wappen, die zu den Städten Mainz, Halberstadt und Magdeburg gehören. Den Städten sind dementsprechend ihre jeweiligen Titelheiligen zugeordnet – Mauritius ist der Patron der Stadt Magdeburg, für Mainz ist es der Heilige Martin und für Halberstadt erfüllt der Heilige Stefan diese Aufgabe. Maria Magdalena ist die Kirchenpatronin. Da der Kardinal als Albrecht IV. schon seit 1513 Erzbischof von Magdeburg und als Albrecht V. Apostolischer Administrator für Halberstadt war, wurde er zusätzlich 1514 auch Erzbischof von Mainz. Insofern dokumentiert die Tafel die immense Machtfülle, mit der er ausgestattet war. Die Inschrift unter dem Wappen lautet:
OPT(IM)O • MAX(IM)O • AC • DIVE • MAGDALENE • / TVTELARI • ALBERTVS • CVIVS • HEC • / SIGNA • DIGNITATE(M) • GENVSQVE • DE • / CLARA(N)T • HA(N)C • EDEM • IPSE • DEDICAVIT • / AN(NO) • CHRI(STI) M° • D • XIIII • KAL(ENDAS) • AVG(VSTI) XI°• (Dem Besten und Höchsten und der heiligen (Maria) Magdalena als Schutzpatronin weihte Albrecht, dessen Würde und Abkunft diese Wappen erweisen, selbst diesen Tempel im Jahr Christi 1514, elf Tage vor den Kalenden des August.)

### Große Weihetafel im Halleschen Dom

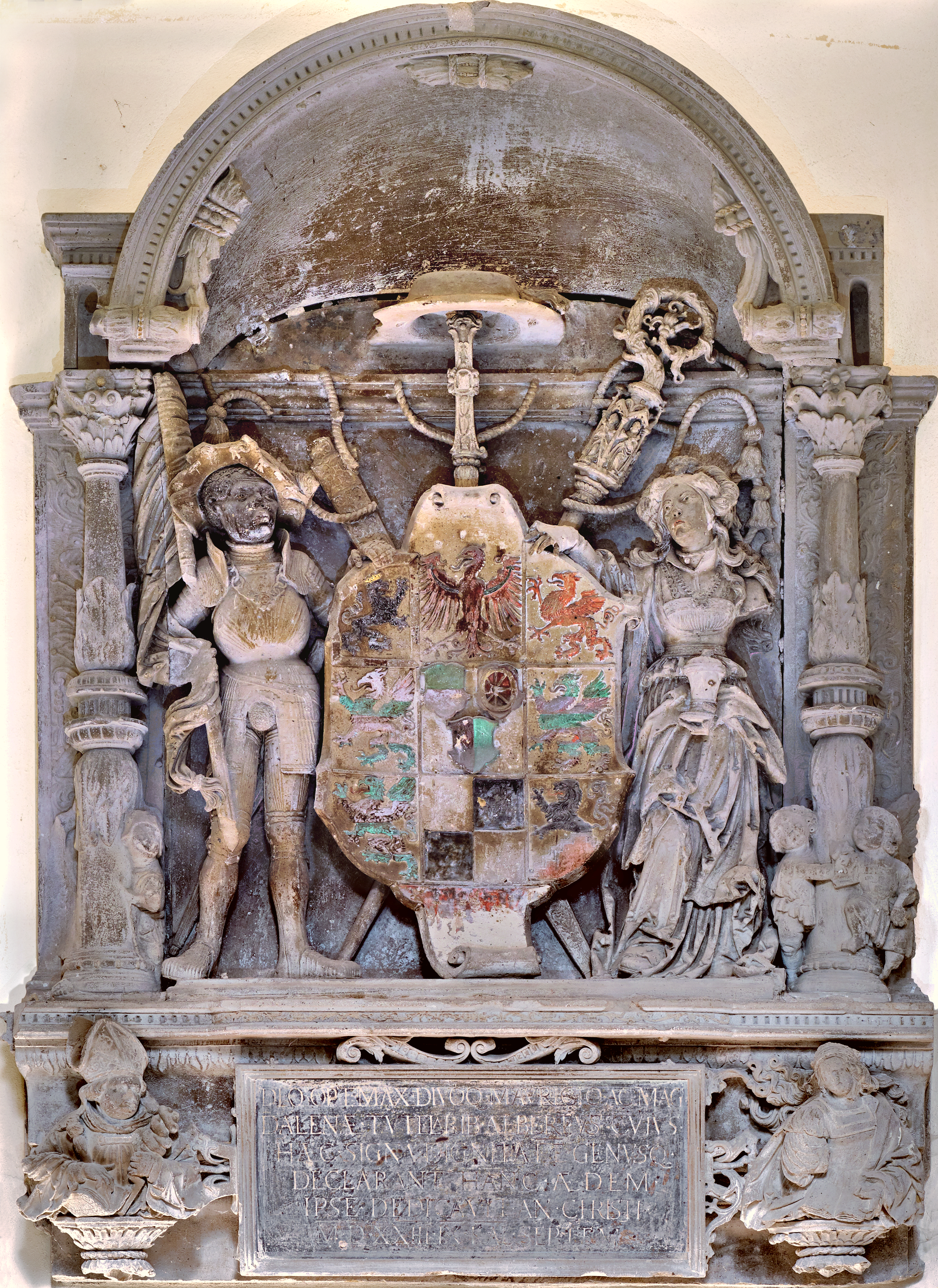
Große Weihetafel, Dom Halle (1523)

- Ort: Halle, Stiftskirche, nördliches Seitenschiff.
- Material: Tuffstein, 208 × 152 cm.
- Erhaltungszustand: Ornamente des Rundbogens, das seitliche Rankenwerk und Teile des Kardinalshutes und des Kreuzstabes sind zerstört oder beschädigt. Armteile mehrerer Figuren sind abgebrochen. Der linke Putto fehlt ganz.

a) Einordnung

Als im Jahr 1523 die Weihe der Stiftskirche erfolgte:384, wird es für Kardinal Albrecht mehrere Gründe gegeben haben, nach der kleineren Weihetafel von Loy Hering noch eine zweite, deutlich größere Weihetafel anfertigen zu lassen. Zum einen kann ihm die erste Wappentafel nicht repräsentativ genug gewesen sein und zum anderen spricht die Aufnahme der Heilige Ursula in den Kreis der Titelheiligen für die Notwendigkeit der Anfertigung einer zweiten Tafel. Die große Wappentafel aus dem Dom zu Halle schließt sich in der künstlerischen Gestaltung bis hin zu den Schrifttypen, der gefältelten Gewandbehandlung und den Ornamenten sowie der Technik des freien Herausarbeitens einzelner Teile wie der Schnüre oder des Krummstabes an die Weihetafel der Magdalenen-Kapelle in der Moritzburg an. Sie führt den Renaissancestil der Weihetafel aus der Magdalenenkapelle mit höherer Raffinesse fort und ist angelehnt an die Gestaltung der Pfeilerfiguren, zu denen sie zeitgleich entstanden sein wird.:52f. „Magdalena und Mauritius ähneln den Pfeilerfiguren... Die Gewandung der Magdalena gleicht ebenso wie die Form der Salbendose derjenigen der Pfeilerfigur.“:240
b) Sinngehalt

Links und rechts neben dem Renaissance-Tempelchen (Ädikula) stehen zwei vorgesetzte Kandelabersäulen mit ausgeprägten Schmuckformen, die die Figurengruppe seitwärts begrenzen. Dabei handelt es sich links um den Heiligen Mauritius und rechts um Maria Magdalena, die beide das Wappen Kardinal Albrechts aufrecht halten. Feingearbeitete Kordeln, winden sich freischwebend hinter ihren Köpfen hervor. Das Wappenschild verdeckt großenteils Krummstab und Schwert, die gekreuzt aufgestellt sind und von einem Vortragekreuz mit Kardinalshut überragt werden. Eine halbkreisförmige Apsiskalotte überwölbt abschirmend die Heiligenfiguren. Mauritius und Magdalena garantieren den Schutz des großen Staatswappens „des sich als neuen Patron der Kirche empfindenden Kardinals“.:52 Am Sockel der Weihetafel befindet sich die Inschrift, die den Stifter der Tafel würdigt und das Datum der Weihe zum Ausdruck bringt. Links neben der Inschriftstafel ist das Brustbild des Heiligen Erasmus angeordnet, während die Heilige Ursula rechts positioniert wird. Die Inschrift unter dem Wappen lautet:
DEO • OPT(IMO) • MAX(IMO) • DIVOQ(VE) • MAVRICIO • AC • MAG=/DALENAE • TVTELARIB(VS) • ALBERTVS • CVIVS • / HAEC • SIGNA • DIGNITATE(M) • GENVSQ(VE) • / DECLARANT • HANC •AEDEM • / IPSE • DEDICAVIT • AN(NO) • CHRISTI • / M • D • XXIII • IX • KAL(ENDAS) • SEPTEM(BRIS) (Gott, dem Besten und Höchsten und dem heiligen Mauritius und der (Maria) Magdalena, den Schutzpatronen, hat Albrecht, dessen Würde und Abkunft diese Wappen erweisen, diese Kirche im Jahr Christi 1523, neun Tage vor den Kalenden des September selbst geweiht.)

### Mainzer Marktbrunnen
- Ort: Mainz, Marktplatz.

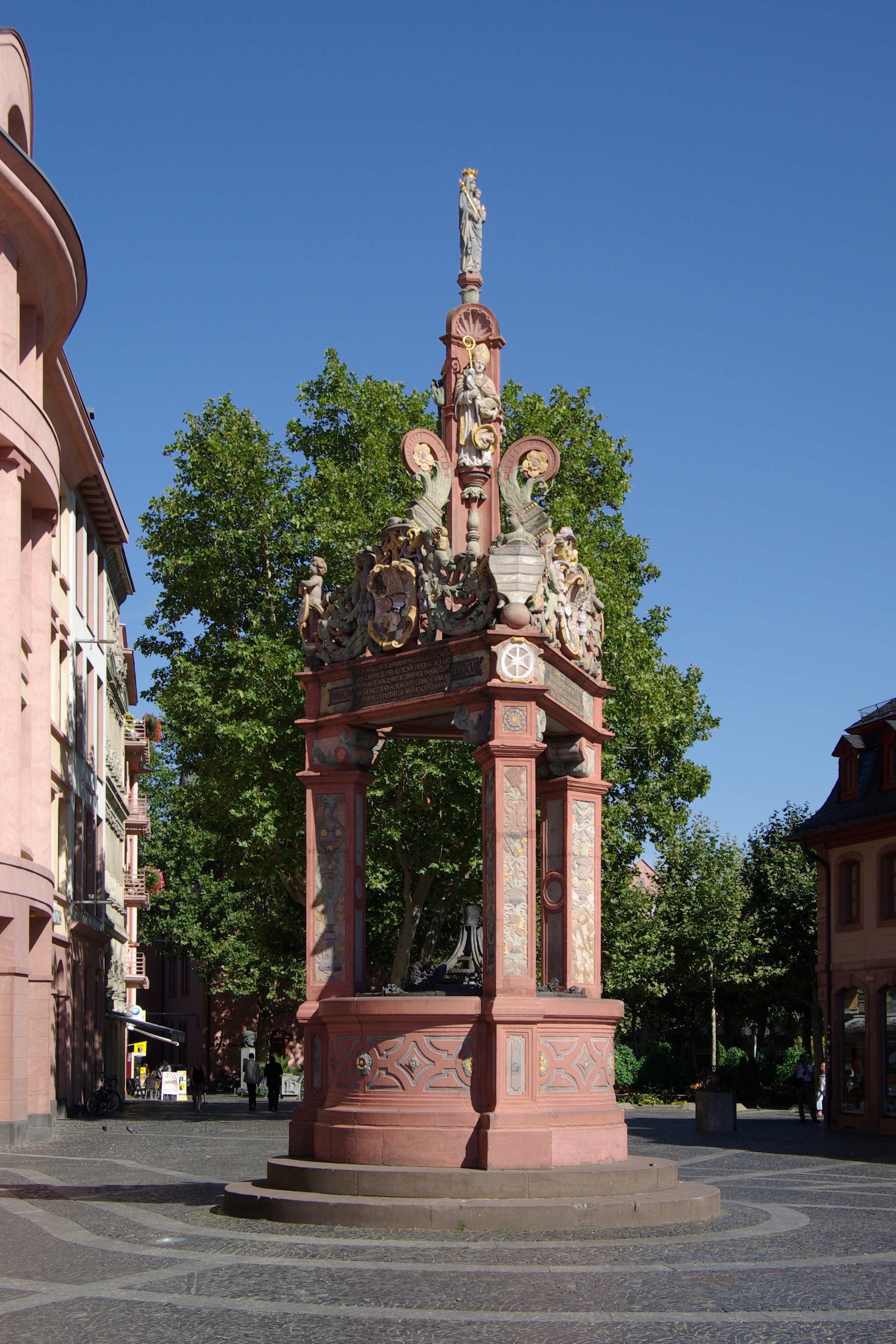
Marktbrunnen, Mainz (1526)

- Material: Roter Sandstein aus dem Odenwald. Durchmesser des Troges 250 cm. Höhe der Pilaster 182 cm, Breite 32 cm.
- Erhaltungszustand: Der Brunnen ist mehrfach restauriert. Nur noch die drei Pfeiler und Architrave stammen vom originalen Ziehbrunnen. Originalreste des 1890 erneuerten Arabeskenschmucks der Bekrönung befinden sich im Mittelrheinischen Landesmuseum in Mainz.

a) Einordnung

„Die kunstgeschichtliche Bedeutung und der künstlerische Rang des Marktbrunnens zu Mainz stehen seit langem fest: er gilt als der älteste und wohl schönste Renaissancebrunnen Deutschlands.“:180 Für die Umgestaltung des ursprünglichen Ziehbrunnens im Jahr 1526 durch Kardinal Albrecht sind zwei historische Ereignisse ursächlich. Die siegreiche Schlacht Kaiser Karl V. gegen den französischen König Franz I. bei Pavia (1525) und die anschließende Niederschlagung der aufständischen Bauernheere in Thüringen, Franken, Schwaben und andernorts waren der Anlass für die Renovierung und Neuaufstellung des Brunnes. Auf beide Ereignisse wird in mehreren Inschriften zu folgenden Themenkomplexen Bezug genommen:
- Triumph: DIVO KAROLO • V • CÆSARE • SEMP(ER):AVGVS(TO):POST VICTORIAM GALLICAM REGE IPSO AD TICINVM SVPERATO AC CAPTO TRIVMPHANTE:FATALIQ(UE) • RVSTICORVM PER GERMANIAM CONSPI=RATIONE PROSTRATA • ALBER(TUS) • CARD(INALIS):ET ARCHIEP(ISCOPUS):MOG(UNTINUS) FONTEM HVNC VETVSTATE DILAPSVM • AD CIVIVM SVORVM POSTERITATISQVE VSVM RESTITVI CVRAVIT. ANNOM DXXVI. (Anlässlich des Triumphes des göttlichen Kaisers Karl V., des stets Erhabenen, nach dem Sieg über Frankreich, nach der Niederlage des [französischen] Königs selbst am Ticino und seiner Gefangennahme sowie nach der Niederschlagung der unheilvollen Bauernverschwörung in Deutschland hat Albrecht [von Brandenburg], Kardinal und Erzbischof von Mainz diesen durch sein Alter verfallenen Brunnen zum Nutzen seiner Bürger und der Nachwelt wiederherstellen lassen. Im Jahre 1526)
- Warnung: DEM SIEGER ZUM GEDENKEN, DEN BESIEGTEN ABER ZUR EWIGEN MAHNUNG.
- Vanitas-Symbolik: O BEDENCK DAS END.
- Selbstdarstellung: ACCIPE POSTERITAS HÆC QVÆ MONVMENTA PARAVIT ALBERTVS PRINCEPS CIVIBVS IPSE SVIS QVOS AMAT EX ANIMO • CVSTOS • AMBITOR HONESTI VTQV(A)E • VICES REDDANT SEMPER AMORE CVPIT. (Vernimm, Nachwelt, welche Denkmäler Kurfürst Albrecht selbst seinen Bürgern geschaffen hat, die er von Herzen als Beschützer und Förderer des sittlich Guten liebt, und dass sie ihm Gleiches mit Gleichem vergelten, wünscht er aus Liebe immerdar)

Der Brunnen wurde mehreren Restaurierungsarbeiten unterzogen (1767 Putten hinzugefügt, 1890 Madonnenfigur aufgesetzt, 1975 zurück an die Alte Münze versetzt). Die Restaurierungsgeschichte wird ausführlich bei Heinz (2005) beschrieben.:303 Obwohl die Zuschreibung des Marktbrunnens an Peter Schro nie ernsthaft in Frage gestellt wurde, hält Heinz (2005) die Frage nach dem ausführenden Meister für ausgesprochen diffizil und keineswegs für geklärt.:343f.
b) Sinngehalt

Auf dem Dach des Brunnens stehen drei Heilige in muschelbekränzten Nischen. Es sind der Heilige Martin und der Heilige Bonifatius als Mainzer Stadtpatrone und der Heilige Ulrich als Quell- und Wasserpatron. Als Abbild der Ständeordnung stehen sie über den delphinartigen Fabelwesen auf dem Brunnendach und weit über dem erdgebundenen Brunnentrog. Sie repräsentieren eine politische Botschaft, die den Feinden und Aufrührern für die Zukunft eine Mahnung und Warnung sein soll. Noch über den drei Heiligen thront die Jungfrau Maria mit dem Jesuskind auf dem Arm. Hoch über der Brunnenanlage darf sie als überragenden Figur eines Bekenntnisses zur Gegenreformation verstanden werden.:60 Ein kleines Täfelchen mit der Aufschrift „O bedenk das End“ stellt neben dem politischen Anliegen die Vanitassymbolik besonders heraus. Bezugnahmen auf die Apokryphen („Bei allem, was Du tust, bedenke das Ende“/Sir 7,40) oder das Buch Kohelet („Es ist alles ganz eitel... Was hat der Mensch für Gewinn von all seiner Mühe?“/Pred 1,1) können vermutet werden.:170 Die Waffen- und Gerätetrophäen in den Pfeilernischen enthalten ein Vergänglichkeitsmotiv, das sich auf die geschichtliche Niederlage der Bürger und Bauern im Jahre 1525 bezieht. Die drei Säulen, die auf dem Brunnentrog stehen enthalten allegorische Motive aus der Bauern- und Bürgerwelt (Helme, Schilde, Partisanen, Schwerter, Forken, Dreschflegel, Mistgabel, Hacke, Rechen, Kochlöffel, Salzgefäß, Blasebalg und Flöte.:184 Die Mahnung des Memento mori bezieht sich eindringlich auf die Darstellung eines betrunkenen Bauern, über dem ein Totenkopf und die besagte Vanitas-Inschrift angebracht sind. Die Botschaft besteht darin, die elementare Gewalt der Obrigkeit anzuerkennen und die eigene Ohnmacht den Untertanen zu Bewusstsein zu bringen.

### Epitaph für Andreas Hirde im Frankfurter Dom
- Ort: Frankfurt, Dom, nördliches Querschiff.
- Material: Grau-grüner Mainsandstein, 262 × 161 cm.
- Erhaltungszustand: Beträchtliche Verstümmelungen und Gipsergänzungen, Verlust der bei Mylius (1866)[68] noch nachweisbaren Bekrönungsfigur eines auferstandenen Christus (Christus Resurrectus).

a) Einordnung

Das Epitaph für Andreas Hirde:36–40:227–229 bedient sich im Unterschied zu anderen mittelrheinischen Plastiken dieser Zeit vorrangig bei oberitalienischen Ornamenten der Frührenaissance in der Lombardei. Erstmals wird dabei die Form eines kleinen Tempels mit Kandelabersäulen verwendet (Ädikulaform). Für das Epitaph ist eine kleinkunsthafte Formgestaltung mit straffer Linienführung und scharfen Steinschnittkanten charakteristisch, die zu einer flächenfüllenden Komposition führt. Die Pilaster und die Bogenbekrönung sind erstmals in den Bildwerken des mittelrheinischen Raumes mit einer ornamental-arabesken Füllung versehen.
Die Hauptfiguren zeichnen sich durch eine sanfte und sensible Anmutung aus, die teilweise einen schwermütigen Charakterausdruck annimmt. Beispiele sind Pilatus, der jüngere der Propheten (auf der rechten Säule stehend), der Schriftgelehrte und die Frau, rechts auf der Brüstung lehnend. Bei einigen der Hauptfiguren sind für Peter Schro charakteristische Faltenmotive in den Armbeugen zu erkennen, wo sie ein steifes Faltendreieck aufgrund der Stoffstauungen bilden (Ecce Homo, Pilatus, Schriftgelehrter und männliche Halbfigur neben der Frau auf der Brüstung lehnend).
b) Sinngehalt

Das Epitaph stellt diverse Bezüge und Bildgedanken zur Symbolik des Todes, des Gerichts und letztlich zur Auferstehung des Menschen her. Die beiden Prophetenfiguren auf den Pilastern stehen in deutlicher Verbindung zu den Bildszenen mit Christus in tiefster Erniedrigung (Ecce Homo) und höchstem Triumph (Christus Resurrectus). Die Propheten Jeremia und David gelten als Inbegriff der Unbestechlichkeit und Gerechtigkeit. Somit stehen sie den ungerechten und brutalen Anklägern Christi als Zeugen eines gerechten Gottesgerichts gegenüber. Weitere Symbole sollen den Betrachter zur Erkenntnis des Sinns des Lebens führen, der im Aufstieg vom Tod zum ewigen Leben besteht.
Die fruchtverzehrenden Drachen im Sockel über der Stifterfamilie sind ein Sinnbild für Vergänglichkeit und Lebensvernichtung. In letzter Konsequenz symbolisieren sie Satan mit seinem zerstörerischen Einfluss in der Welt. Ein weiteres Vanitassymbol stellt die Kugel dar, die mehrfach Verwendung findet. Gleichermaßen charakterisiert sie Fortuna, aber auch das Laster und die Unbeständigkeit der Welt. Im Hauptrelief wird ein vermittelnder Bereich zwischen Tod und ewigem Leben dargestellt. Durch das Opfer des Ecce Homo werden die Sünden des Menschen gebüßt und seine Auferstehung überhaupt erst ermöglicht. Folgerichtig kommt dem oberen Lünettenschmuck eine ebenfalls symbolische Bedeutung zu. Das Christussymbol der aus der Vase herauswachsenden Weinreben (Joh. 15,1) wird mit den beiden Profil-Mischwesen konfrontiert. Letztere erinnern stark an den Januskopf antiker Symbolik, den Gott der Türen und Tordurchgänge und der Vergänglichkeit menschlicher Schicksale. Über allem thront dann Christus Resurrectus, zu dem alles hinfließt und der über allem wacht.

### Epitaph für Georg von Liebenstein

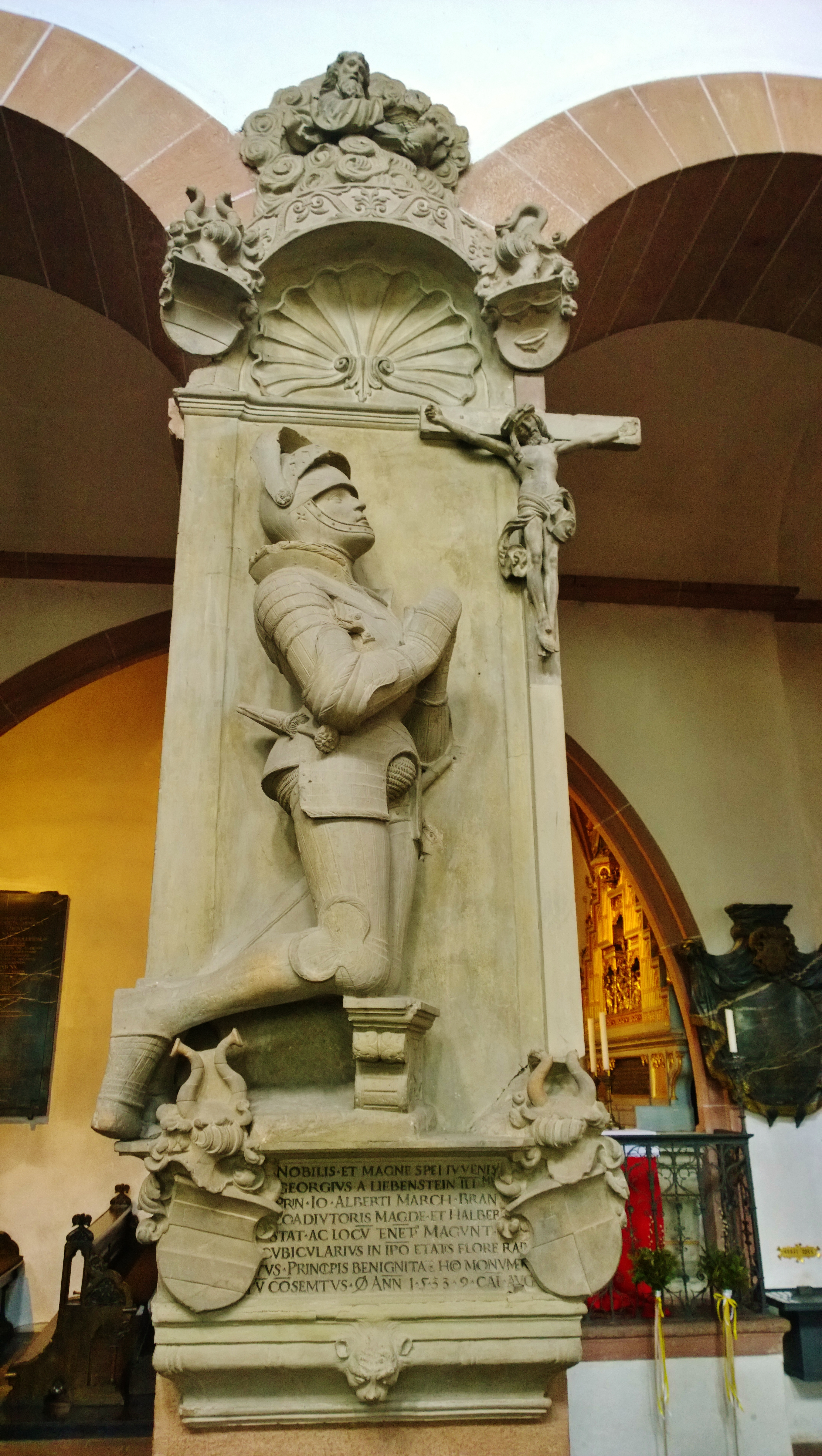
Epitaph für Georg von Liebenstein, Aschaffenburg (1535)

- Ort: Aschaffenburg, Stiftskirche, dritter nördl. Mittelschiffspfeiler von Osten.
- Material: Sandstein, 250 × 100 cm.
- Erhaltungszustand: Gut. Hand, Beine und Nase des Crucifixus sind beschädigt. Auch an Ritterstatue sind Schwert, Rüstung und eine Ecke der Konsole abgebrochen.

a) Einordnung

Am Liebenstein-Epitaph zeigen sich die bis heute andauernde Unsicherheiten in der Zuschreibung der Bildwerke aus der Werkstatt Peter Schros. Merkel (2004) verweist auf die Forschung, die neben Moritz Lechler auch Loy Hering in den Kreis der möglichen Bildhauer aufnimmt.:91 Lühmann-Schmid (1976/77) nimmt wegen einiger Qualitätsunterschiede innerhalb der Arbeit (z. B. Plumpheit der großen Füße, Bohrlöcher in den Augen u. a.) die Mitarbeit eines jüngeren Schülers oder Gesellen an. Sie denkt dabei auch an den Sohn, Dietrich Schro, der sich noch in der Werkstatt seines Vaters aufhielt.:78–80, 88-91 Thiel (2014) äußert Vorbehalte ggü. dieser Zuordnung, weil sie die hohe Porträtkunst am Liebenstein-Epitaph vermisst, die das Werk Dietrich Schros ansonsten auszeichnet. Eine Beteiligung Dietrich Schros an den Arbeiten wird aber grundsätzlich für möglich gehalten.:491–494 „Das Liebenstein-Epitaph stellt sich – was den Anteil Peter Schros betrifft – als ein typisches Alterswerk dar, wie es sich in der Ökonomie der Mittel und im Rückzug von Dynamik und Detail darstellt. Der architektonische Aufbau des Epitaphs, die Figuration der Rittergestalt und die erlesene Form der Muschelsegmentes bekunden ein reifes Künstlertum und eine souveräne Gestaltungsfreiheit. In seinem Gesamteindruck jedoch verfügt das Liebenstein-Epitaph durch das Hineinspielen eines zweiten Künstlertemperamentes nicht mehr über die organische Geschlossenheit und das harmonische Ineinandergreifen aller Bildelemente der früheren Arbeiten.“:80
b) Sinngehalt

Das Grabmal wurde von Markgraf Johann Albrecht von Brandenburg gestiftet, dem Vetter Kardinal Albrechts. Es bringt den Freundschaftssinn des Markgrafen ggü. dem Toten zum Ausdruck, der sein Hofkämmerer war. Liebenstein war während seines Studiums an den Mainzer Hof gekommen und hatte dort zum intimeren Freundeskreis Johann Albrechts gehört. In der Inschrift unter dem Sockel wird auf die „Wohltätigkeit“ Johann Albrechts verwiesen, dem die Errichtung des Denkmals für seinen in der Blüte seiner Jahre hinweggerafften Hofkämmerer zu verdanken ist. Das Epitaph zeigt einen Ritter, der den Gekreuzigten am Kruzifix anbetet. Im Wolkenkranz wird die Halbfigur Gottvaters dargestellt, wobei in der Bekrönung zusätzlich die Taube des Heiligen Geists erscheint.:333f. Insofern handelt es sich um eine Dreifaltigkeitsgruppe, wobei als gestalterischer Kunstgriff das Kreuz und die Füße des Ritters die Rahmung überschneiden und über den Rand hinausragen. „Es ist keine visionäre Erscheinung vor den Augen des betenden Ritters, sondern ein tatsächliches Andachtsbild – ein Bild im Bild.“:91

## Rezeption
Obwohl Peter Schro über lange Jahre hinweg ein unbekannter Künstler war, hat man sich in Romanform und Fotografie mit seiner Person und seinem Werk im Halleschen Dom beschäftigt.

### Der Namenlose (Steinhäuser, 1937)
Die Vergleiche der Skulpturen im Dom zu Halle mit den Gemälden und Zeichnungen Grünewalds veranlassen die Schriftstellerin, in Grünewald den Meister der Hallischen Domskulpturen zu sehen. Umbau und Ausschmückung des Doms zu Halle unter der Oberaufsicht und nach Entwürfen von Grünewald stehen im Mittelpunkt des Romans. Der Auftraggeber Kardinal Albrecht von Brandenburg und Bastian Binder treten genauso auf, wie Hans Schönitz, der Vertraute Kardinal Albrechts und der geniale Dürer. Während Grünewald die Entwürfe für die Pfeilerfiguren und Ausschmückungen liefert, führen die Hallknechte und Steinmetzen aus Mainz das Werk aus.

### Die Fotos (Zwicker, 1947)
Im Februar 1947 hat der Hallesche Fotograf Eberhard Zwicker (* 1915; † 1999) die Pfeilerfiguren an den Säulen des Langschiffes im Dom zu Halle aufgenommen. Dazu verwendete er eine Holzkamera von 1898 mit einem Steinheil-Messingobjektiv. Zwicker gelang es unter widrigen Bedingungen, die Figuren und das Antlitz der Apostel und Heiligen mit hoher künstlerischen Qualität aufzunehmen. Eine Sonderausstellung zeigte im Stadtmuseum Halle (Saale) vom 13. Oktober 2013 bis 19. Januar 2014 seine Fotografien. Die Begleittexte zu den Bildern sind vorrangig ikonographischen Bezügen der Pfeilerfiguren sowie entsprechenden Heiligenlegenden und -attributen gewidmet.

### Nach dem großen Aufstand (Neutsch, 2003)
Erik Neutschs geschichtlicher Roman beschäftigt sich mit dem Maler Matthias Grünewald in den Jahren der Reformation und der Bauernkriege. Im Zentrum des Werkes steht die Arbeit an seinem Hauptwerk, dem „Isenheimer Altar“. Neben der Darstellung Albrecht Dürers und Lucas Cranach d. Ä. wird in dem Roman „Peter Schroh“ auch namentlich als Bildhauer des Pfeilerfigurenzyklus in Halle vorgestellt. Auch das Wirken Kardinal Albrechts wird thematisiert. Übergreifend beschäftigt sich der Roman mit dem Verhalten des Künstlers in den Zeiten historischer Umbrüche und Kämpfe, mit dem Anspruch des Künstlers an sich selbst und mit seinem Scheitern vor großer zeitgeschichtlicher Kulisse.